# Zeven geslachten van Brussel

Blazoenen van de zeven Brusselse geslachten

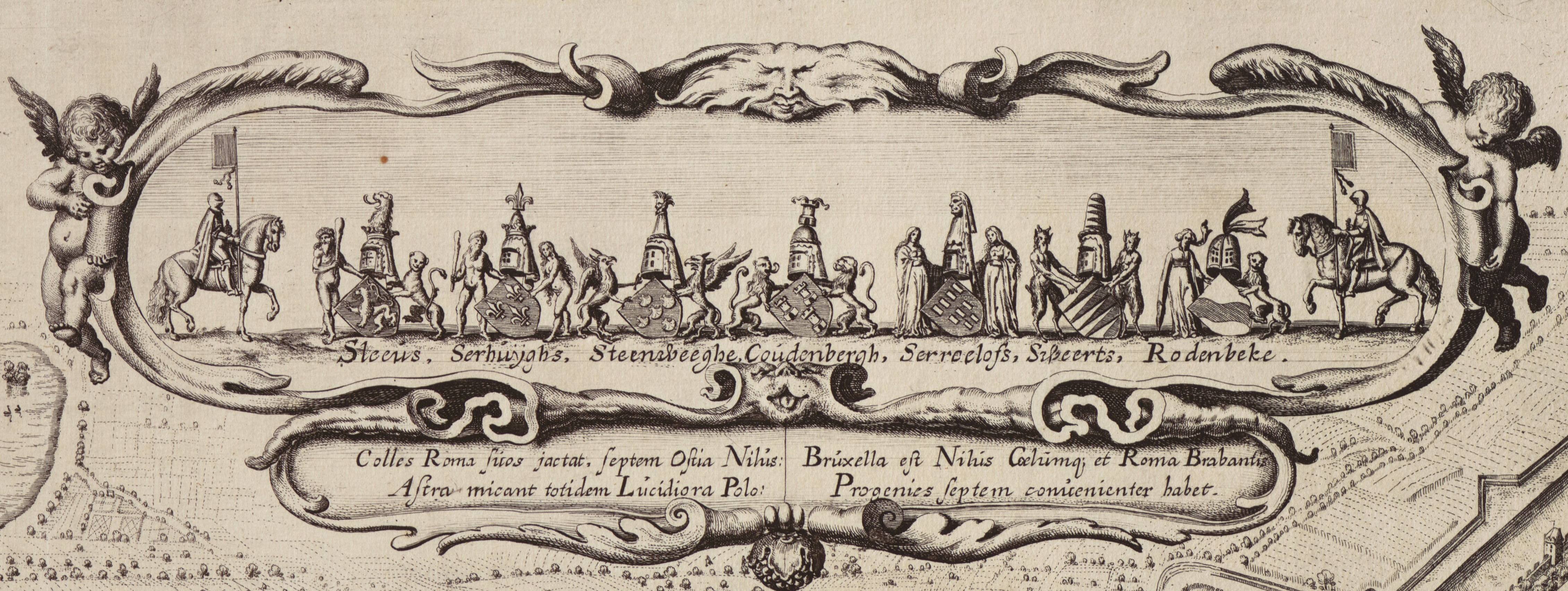
De blazoenen van de geslachten. Detail uit een kaart van Martin de Tailly (1640).

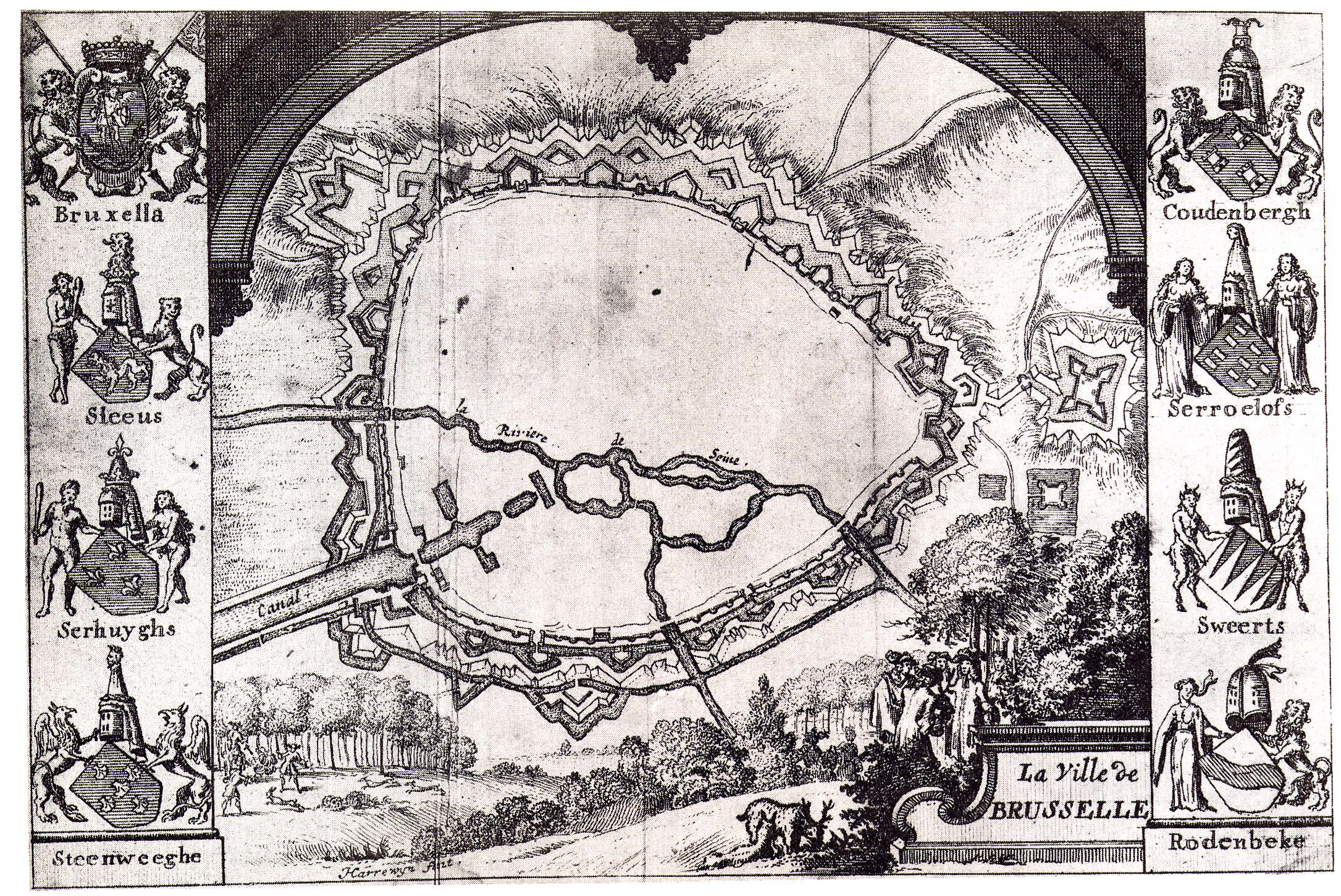
De blazoenen van de geslachten, gegraveerd door Jacob Harrewijn, 1697.

De Zeven Geslachten van Brussel met de namen Coudenberg, Roodenbeke, Serhuyghs, Serroelofs, Sleeus, Steenweeghs en Sweerts vormden sinds de middeleeuwen en tot de aanvang van de nieuwste tijd patriciërsfamilies die waren voorbestemd om de stad met wijsheid te leiden, met kracht te verdedigen en haar aantrekkelijker en welvarender te maken.

## Geschiedenis
In een oorkonde van 1306 met het zegel van hertog Jan II van Brabant, waarin voor het eerst de namen van de Zeven Geslachten vermeld staan, worden de voorrechten bevestigd die al onder hun voorouders golden. In dit document werd de macht van de zeven geslachten hersteld door de hertog van Brabant. Ze hadden die van 1303 tot 1306 moeten delen met het volk dat zijn rechten met geweld had opgeëist.
Tot het einde van het ancien régime in de Oostenrijkse Nederlanden waren de voorzittende burgemeester, de zeven schepenen, de eerste gildedeken van de Lakengilde, de kapiteins van de burgerwacht, de penningmeesters of schatbewaarders van de stad en de opperopzichters van de Sermenten (schuttersverenigingen) uitsluitend samengesteld uit leden van de zeven geslachten.
Nogal wat edellieden behoorden op den duur eveneens tot deze geslachten. In de ledenlijsten van 1376 zijn een aantal ridders en dorpsheren uit het Brusselse ommeland opgenomen. Doordat het recht tot opname in deze lijsten ook door erfenis langs moederszijde bestond, werden er regelmatig nieuwe namen aan de registers toegevoegd.
Sinds de bloedige burgeroorlog van 1421 tussen enerzijds de Zeven Geslachten en anderzijds de gegoeden uit de burgerklasse van ambachtslui, verenigd in gilden, konden die laatsten zich verenigen in negen naties van 49 corporaties. Het is verkeerd de opstand van 1421 tot een democratische omwenteling uit te roepen, aangezien het hier een machtsstrijd betrof tussen aan de ene kant de zeven geslachten van landeigenaars en aan de andere de rijke leden van de gilden die de nieuwe stedelijke economische macht vertegenwoordigden.
Deze naties, zo geheten omdat ze uit inheemse burgers waren samengesteld, deden ook dienst als instanties van gemeen recht uit wier kringen verkozen werden: de tweede burgemeester, de tweede deken van het Lakengilde, de zes raadsleden met uitvoerende macht. Zoals de schepenen van de zeven geslachten (en dus niet te verwarren met de huidige gemeenteraadsleden) maakten zij deel uit van de wetgevende gemeentelijke macht.
Toch bleef het aantal mandaten voor leden van de Zeven Geslachten altijd groter dan dat wat aan leden van de Naties was voorbehouden, waardoor de geslachten hun voorstellen bij stemming altijd met een meerderheid konden doordrukken.
Onder de Franse bezetting verdween de macht van de Zeven Geslachten niet zomaar: de afstammelingen van de zeven Brusselse geslachten bleven nog lang burgerlijke en politieke stedelijke ambten uitoefenen.
Deze drievoudige taak stemt overeen met de drie functies waarover de zeven Brusselse geslachten het allenrecht hadden:
1. De eerste functie is die van schepen, dus van rechters en bestuurders van de stad, en heeft als voorbeeldfiguur de legendarische, onkreukbare rechter en schepen Herkenbald, de peijsmaker.
2. De tweede functie is, naast die van kapitein van de burgerwachten, die van hoofd van de (bereden) stadswacht en heeft als voorbeeldfiguur de heldhaftige Everaard t'Serclaes.
3. De derde functie is die van hoofd van de stedelijke economie, via de dekens en de achtmannen (of octovirs) van de Lakengilde, als opperopzichters van de Willebroekse Vaart of als toezichthouders over openbare en verfraaiingswerken, en heeft als voorbeeldfiguur Jan van Locquenghien, de burgemeester aan wie de aanleg van het kanaal te danken is.

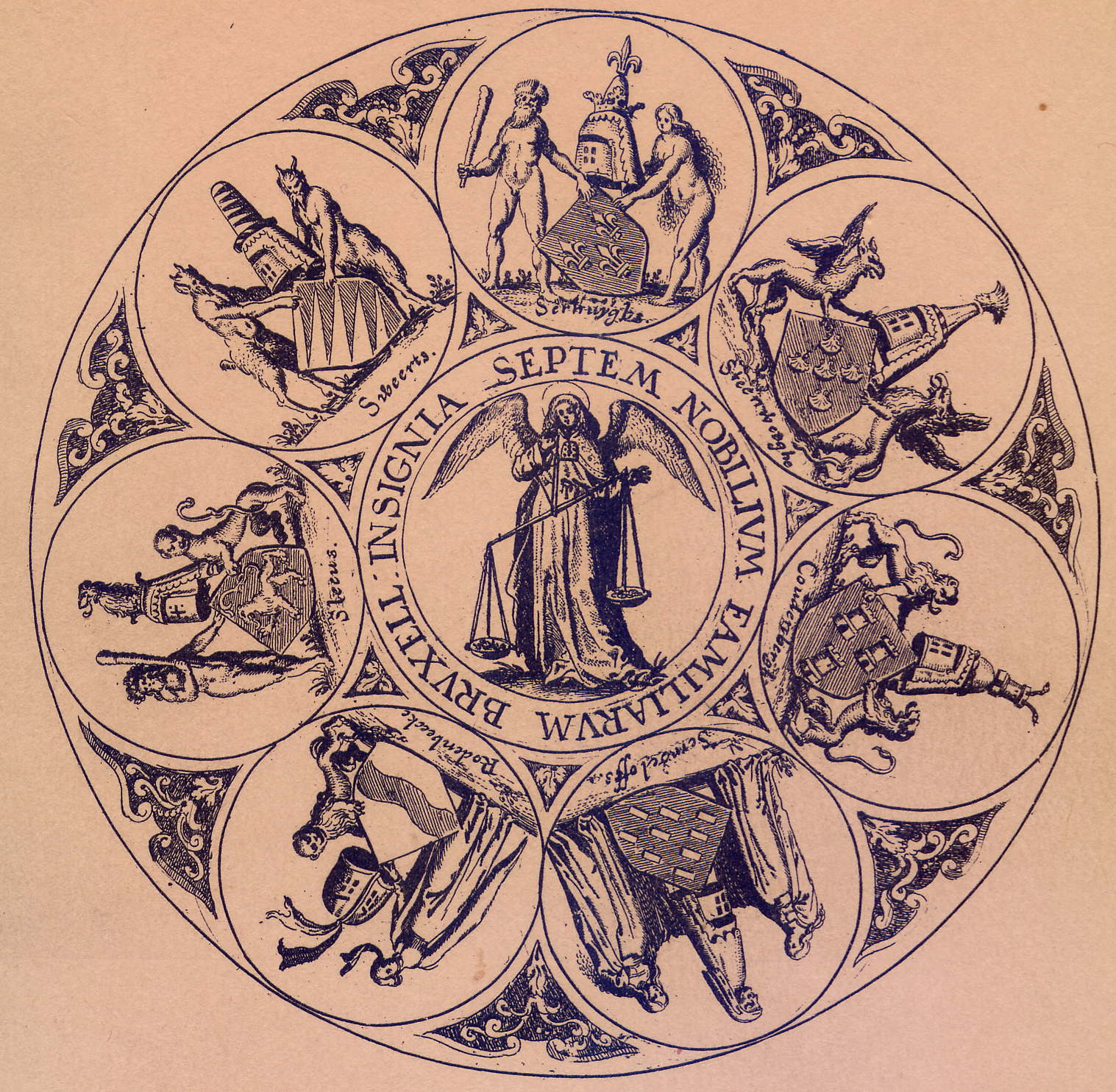
Rozet van de Zeven Geslachten, gegraveerd, in: Puteanus, Bruxella Septenaria, 1656.

De opdracht de stad te verfraaien gaf onder meer aanleiding tot de bouw van het stadhuis van Brussel en de Grote Markt.
De instelling van de Zeven (Brusselse) geslachten, waarvan de juridische basis in de gemeentewet was vervat, vertoonde een opmerkelijk overlevingsvermogen. Zij kan worden vergeleken met soortgelijke stedelijke of maatschappelijke structuren, zoals de phratriai in het oude Griekenland, de Romeinse curiæ, de stammen van Galway (Treibheanna na Gaillimhe) of de Schotse, Poolse en in mindere mate, de Japanse clans. Die kenden ook vormen van maatschappelijke organisatie, gegroeid vanuit maagschappen, waarin via vrouwelijke afstamming verschillende gezinnen of gentes verenigd waren. Dit betekent niet dat zij onderlinge verwantschap zouden vertonen op grond van meer dan enkele aspecten.
Ditzelfde stelsel van maagschappen (Caballeros villanos) bestond ook in de Spaanse stad Soria, al was de macht van de geslachten daar nooit zo uitgesproken groot als in Brussel, id est met een zodanige nadruk op burgerlijke, militaire en economische voorrechten.
Opmerkelijk is dat Thomas More een soortgelijke staatsinrichting als die van de zeven Brusselse geslachten aan de stad Amaurote, hoofdstad van Utopia, toekent: "Dertig families kiezen jaarlijks een magistraat, die men syphogrant noemde in de oude taal en phylarch in de nieuwe".

## Jaarlijkse verkiezing ofKeuse

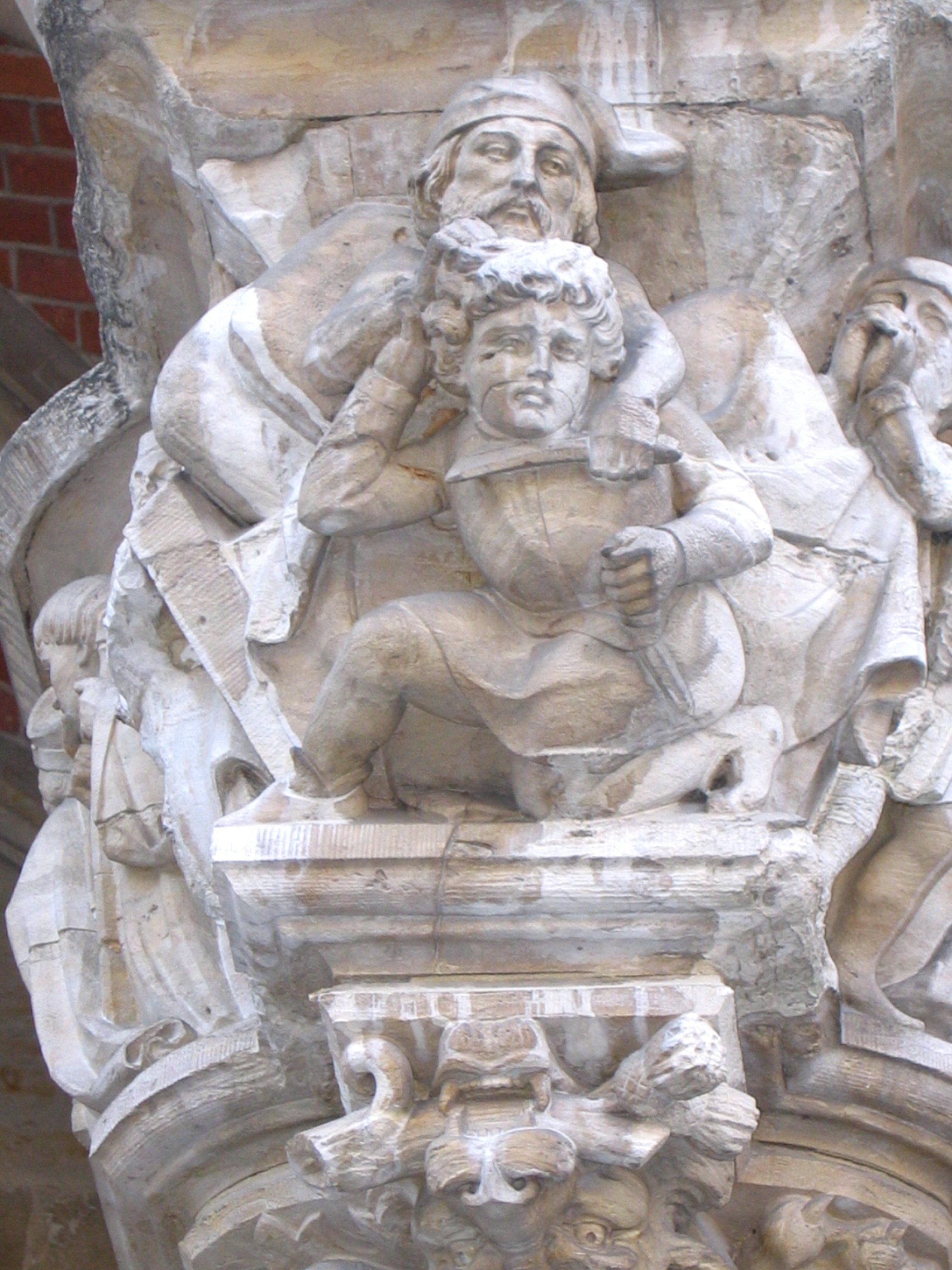
Herkenbald vermoordt zijn neef na diens verraad. Dit halfverheven beeldhouwwerk verwijst de schepen als wijs en rechtvaardig bestuurder. Een lid van de zeven geslachten dat zijn eed verbrak, werd de keel overgesneden en zijn naam werd voor altijd verondersteld besmet te zijn. Stadhuis van Brussel, sluitsteen, 15e eeuw.

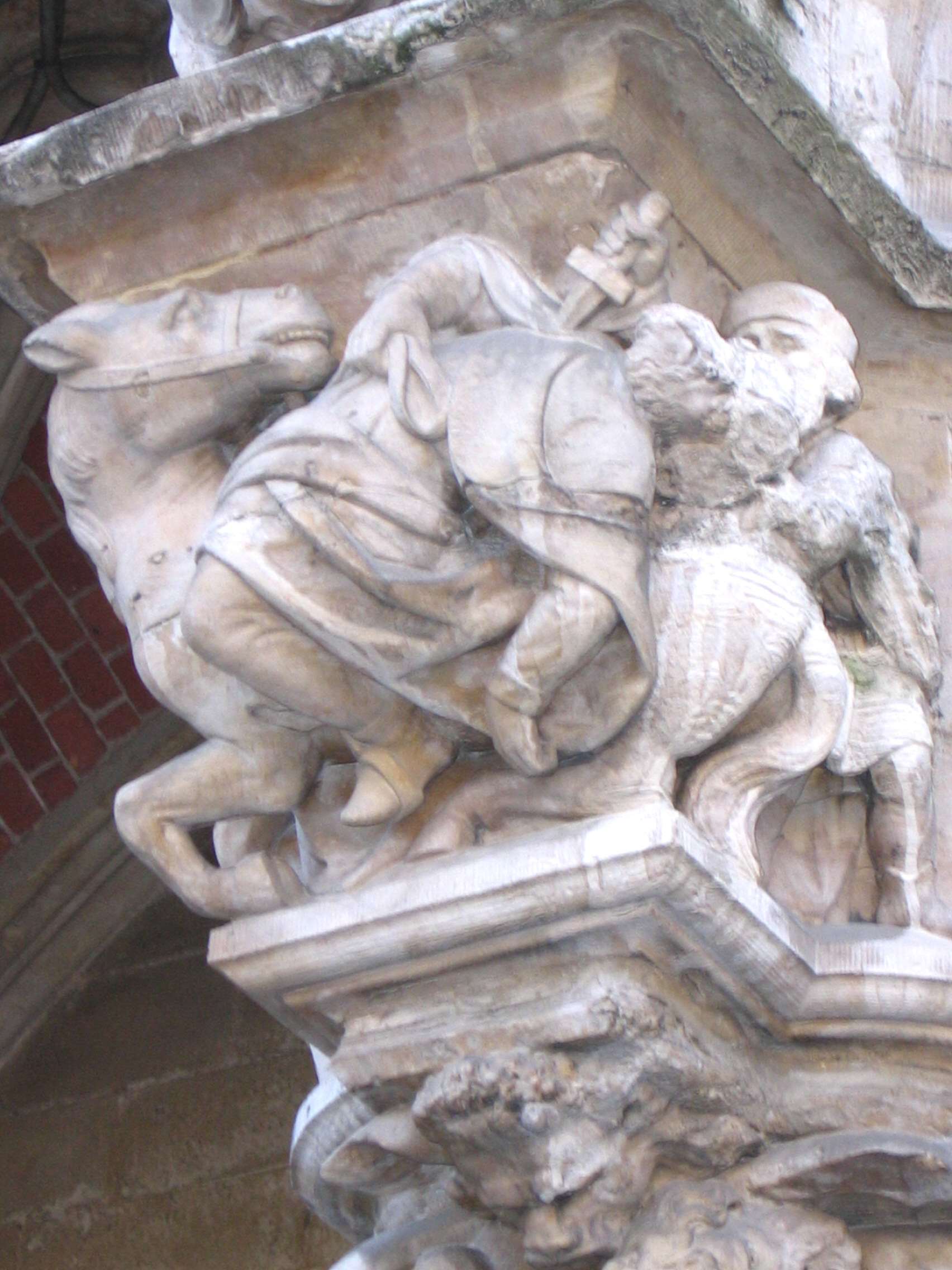
Everaard t'Serclaes, de Brusselse held, wordt op verraderlijke wijze gestoken door Sweder, heer van Abcoude. Dit halfverheven beeldhouwwerk verwijst naar de schepen als manhaftig verdediger van de stad tegen haar vijanden buiten de wallen. Stadhuis van Brussel, sluitsteen, 15e eeuw.

Elk jaar werd de Brusselse magistraat vernieuwd op de feestdag van Johannes de Doper (de zomerzonnewende).
Elf dagen voor de viering op de Iden van juni - ofwel de 13e van die maand - vergaderden de leden van de geslachten om tot de stemming over te gaan en aan de feestdis aan te schuiven.
Een verordening uit 1375 bepaalt:
Onder elk geslacht worden evenveel wassen ballen verdeeld als er leden van aanwezig zijn.
Binnenin vier van de ballen wordt een wit streepje aangebracht en op één een zwart streepje.
De vier leden van een der geslachten die in het bezit komen van een bal met een wit streepje zijn onmiddellijk kiesgerechtigd in de tweede graad. Ze vergaderen afzonderlijk en kiezen bij meerderheid een kandidaat-schepen.
Bij staking van stemmen bemiddelt degene met de bal met het zwarte streepje en hij hakt de knoop door.
Deze vijf kiezers kunnen echter niet een onder hen aanwijzen.
De bewerking en verdeling van de ballen wordt drie keer herhaald, teneinde de verkiezing te verkrijgen van elk van de drie personen die de hertog op 19 juni ter keuze worden voorgelegd - een voor elk der zeven geslachten - met het oog op hun plechtige aanstelling op 24 juni, feestdag van Johannes de Doper. De nieuw verkozen schepenen oefenden vanaf die dag ook werkelijk hun ambt uit.
In de loop der tijden is dit kiessysteem gewijzigd, maar de stemgerechtigden hoorden onverminderd plechtig te beloven de keuze te maken voor de beste (om de stad te verdedigen), de verstandigste (om haar te leiden) en de nuttigste (om haar welvarend te maken).

## Toelatingsvoorwaarden
Om tot de oligarchie te worden toegelaten, diende de kandidaat aan de hand van zijn stamboom aan te tonen van een dezer bevoorrechte families af te stammen. Die voorwaarde alleen volstond echter niet. Men hoorde bovendien het bewijs te leveren burger van de stad Brussel te zijn, geen enkel ambacht uit te oefenen en uitsluitend van rentes te leven. Voorts moest men van het mannelijke geslacht zijn, volwassen en katholiek. Onechte kinderen nam men niet in de geslachten op; wel hun wettige kinderen. Van de huidige nazaten zijn er dan ook verscheidene die bastaardkinderen van edellieden en andere voorname lui onder hun voorouders tellen. Ofschoon zij van de zeven geslachten afstamden, waren vele families die ook lid waren van de Naties niet gerechtigd van dit uitgelezen gezelschap deel uit te maken doordat hun leden burgerlijke ambachten uitoefenden of bedrijvig waren in handel of nijverheid. Kinderen of nazaten van zulke ambachtslui konden echter eerherstel krijgen. De Brusselse families die van de zeven geslachten afstamden, bewaarden zorgvuldig en tot vandaag hun stamboom zodat diegenen onder hen die geen beroep uitoefenen (advocaten, leenheren, enz.) te zijner tijd in staat zouden zijn tot het gezelschap toe te treden. In de 17e eeuw diende men, om in de geslachten te worden opgenomen, een dossier aan te leggen met een preuve van afkomst en een stamboom op te stellen teneinde zijn aanspraken te rechtvaardigen. Twee commissarissen uit alle zeven stammen onderzochten dan deze stukken.
In die periode werd een betrekking in dienst van de vorst niet verenigbaar geacht met op winst gerichte belangen. Zo gold het ook voor de adel die een klasse ten dienste van de vorst vormde: zodra een van zijn leden in handel of nijverheid bedrijvig was, werd hij van adeldom uitgesloten. Dit voorschrift beoogde de vermenging van private en openbare belangen te voorkomen.

## Overleving van de Geslachten in Brussel
De Zeven Geslachten van Brussel verdwenen in de Franse Tijd. Anders dan de adel die dat lot met hen had gedeeld, zijn ze na 1815 niet opnieuw erkend.
Ze behielden nochtans op onopvallende wijze invloed op het Brusselse leven. Tegenwoordig zijn ze verenigd in de Koninklijke Vereniging der Afstammelingen van de Brusselse Geslachten, onder het beschermheerschap van Albert II, die zelf een band heeft met elk van de Zeven Geslachten en wiens genealogische filiatie in het tweetalige tijdschrift Les Lignages de Bruxelles/De Geslachten van Brussel is opgenomen.
De geschiedenis van de zeven geslachten wordt levendig gehouden door de vereniging die de herinnering aan de voorouders bewaart, volgens een ritueel dat tot de middeleeuwen teruggaat. Zo beantwoordt elk mandaat in de raad van bestuur aan een vroegere taakverdeling bij de zeven geslachten; waar mogelijk wordt één bestuursfunctie per geslacht toegekend.
De Zeven Geslachten leggen zich met hun vereniging vandaag hoofdzakelijk toe op de verdediging van het culturele en geschiedkundige Brusselse erfgoed. Deze vereniging geniet nog steeds een groot aanzien bij wie aan het verleden van zijn stad gehecht is. Olivier de Trazegnies beschreef het zo: "haar levensvatbaarheid wijst ook op een voorbestaan: dat van de palimpsest van een middeleeuwse stad in de hoofdstad van Europa".
Elk lid dat van de Zeven Geslachten afstamt, kan in overeenstemming met het gebruik op zijn visitekaartje de initialen PB (Patricius Bruxellensis) op zijn naam laten volgen, of - als hij van adel is - NPB (Nobilis Patricius Bruxellensis), zoals aangetroffen in de geschriften van Johan Baptista Houwaert.

## Heraldiek van de Zeven Geslachten
Aangaande de toewijzing van wapens per familie, is de keuze zoals gemaakt in de volgende lijst ingegeven door het heraldische gebruik. Eigenlijk is een wapenboek per persoon mogelijk doordat de leden van de zeven geslachten hun wapenschilden tot in de 18e eeuw verdeelden en individualiseerden: soms door er stukken aan toe te voegen, soms door een email te wijzigen, soms door de wapenen te vierendelen of door een linker-vrijkwartier toe te voegen teneinde wapen(en) van hun geslachtelijke voorouderschap op te nemen … De zegels van de schepenen of de penningen van de ontvangers van de vaart geven er tot vandaag overvloedig getuigenis van.

## Lijst van personen die tot de Zeven Geslachten werden toegelaten
In de uitklaplijst hieronder volgen namen van de personen toegelaten tot de Brusselse geslachten tot 1792, volgens Désiré van der Meulen. Deze alfabetische lijst, opgesteld naar de registers van de geslachten, is vrij volledig voor de periode vanaf de 15e eeuw tot op het einde van het ancien régime. Anders dan op de Franstalige Wikipedia zijn de familienamen waarvan de vorming op een toponiem berust meestal met Nederlandse voorzetsels met kleine letters opgenomen, en zijn geen koppeltekens gebruikt om meerdere voornamen van eenzelfde persoon te verbinden.

### A
- Familie Absalons (van zilver met twee lelies met afgesneden voet van keel, met vrijkwartier in keel over alles heen beladen met een geschaakt schuinkruis van zilver en van sabel).
  - Absalons, Hugo, toegelaten op 13 juni 1586 in het geslacht Steenweeghs.
  - Absalons, heer Frans verschijnt in 1578 bij het geslacht Steenweeghs.
  - Absolons, heer Joost, toegelaten in 1620 tot het geslacht Coudenberg.
- Familie Aelbrechts (van goud met de roos van keel; in het schildhoofd van hetzelfde beladen met drie merlets van goud naast elkaar)
  - Aelbrechts Joos, gen. de Borsere, toegelaten in 1487 bij Roodenbeke.
  - Aelbrechts, Adriaan, gen. de Borsere, toegelaten in 1487 bij Roodenbeke.
- Familie Van Aelst (gevierendeeld: 1 en 4 van azuur met drie waterbladen van zilver; 2 en 3 van goud, met dwarsbalk van keel, met leeuw van azuur uitkomend van de dwarsbalk
  - Aelst (van), Imbert behoorde tot het geslacht Sleeus in 1482.
  - Aelst (van), heer Adolf, toegelaten op 12 juni 1669 tot het geslacht Steenweeghs.
- Familie Aerts (gevierendeeld: 1 van keel met bijl van goud; 2 van zilver met schuinbalk van vijf ruiten van keel; 3 van keel met een gekroonde leeuw van goud, 4 van keel met vijf ruiten van goud, kruislings aanstotend en aaneengesloten; over alles heen van zilver met open passer van goud)
  - Aerts, Jakob-Hendrik, opgenomen in 1772 bij het geslacht Serhuyghs.
  - Aerts, Jan, heer van Opdorp, opgenomen in 1755 bij het geslacht Serhuyghs.
  - Aerts, Pieter Jan, opgenomen in 1755 bij het geslacht Serhuyghs.
- Familie D'Alverado y Bracamonte
  - Alverado y Bracamonte (d'), burggraaf Jan Willem, opgenomen in 1664 bij het geslacht Steenweeghs.
  - Alverado y Bracamonte (d'), heer Jan Filip, heer van Melis, opgenomen in 1705 bij het geslacht Steenweeghs.
- Familie Van Anderlecht (van zilver met kruis van sabel vergezeld in elke schildhoek door een jachthoorn van sabel) (idem, gevierendeeld in twee en drie: van sabel met een klimmende ram van zilver, gehoornd, gebaard, genageld en de geslachtsdelen tonend van goud van Van Sallandt
  - Anderlecht (van), heer André, opgenomen in 1580 bij het geslacht Serhuyghs. (gevierendeeld, zoals hierboven 2/3, van sabel met een klimmende ram van zilver, gehoornd, bebaard, genageld en vilené (de geslachtsdelen tonend) van goud die Van Sallandt is)
  - Anderlecht (van), heer Jan, toegelaten in 1594 bij het geslacht Serhuyghs.
  - Anderlecht (van), heer Winand, toegelaten op 12 juni 1596 bij het geslacht Serhuyghs.
  - Anderlecht (van), Nicolaas bevond zich in 1528 bij het geslacht Serhuyghs.
- Familie de Angelis
  - Angelis (de), Jan Baptist, toegelaten in 1718 bij het geslacht Steenweeghs.
- Familie Van Antwerpen
  - Antwerpen (van), Jan Baptist, toegelaten in 1770 bij het geslacht Sweerts.
- Familie ¨Arrazola de Oñate (gevierendeeld; 1 van azuur, met drie lammetjes van goud die elk een merlet van goud omgeven (Ryckewaert); 2 van zilver gesteeld van keel (Landas); 3 van keel met tien ruiten van zilver (Lalaing); met 4 van keel met keper van zilver beladen met hermelijnstaartjes (Ghistelles). Over alles heen van zilver met uitgerukte boom van sinopel, vergezeld door twee wolven van sabel, de ene op de andere, gaande, de een voor de andere achter de boom)
  - Arrazola de Oñate, heer Leopold, toegelaten in 1681 bij Roodenbeke.
  - Arrazola de Oñate de Gomont, Jan André Jozef Balthazar, toegelaten in 1724 tot het geslacht Coudenberg.
- Familie Van Arckel
  - Arckel (van), Gerard, toegelaten in 1684 tot het geslacht Sweerts.
  - Arckel (van), Jakob, toegelaten in 1693 tot het geslacht Serhuyghs.
- Familie Van Arcle
  - Arcle (van), heer Lieven, toegelaten in 1581 tot het geslacht Steenweeghs.
- Familie D'Armstorff (gevierendeeld: 1 en 4, van keel, omboord van goud, met een borstbeeld van een man gekleed van sabel; op 2 en 3, van sabel met een dwarsbalk van goud. Over alles heen van azuur met zeven bezanten van goud, 3, 3 en 1, schildhoofd van hetzelfde)
  - Armstorff (d'), heer Adriaan, toegelaten in 1626 tot het geslacht Sleeus.
  - Armstorff (d'), heer Balthasar, toegelaten op 13 juni 1631 tot het geslacht Sleeus.
  - Armstorff (d'), heer Filip Jan, toegelaten in 1659 tot het geslacht Sleeus.
  - Armstorff (d'), heer Pieter, toegelaten in 1626 tot het geslacht Sleeus.
  - Armstorff (d'), heer Pieter Joost, heer van Sint-Lambrechts- en Sint-Pieters-Woluwe, toegelaten in 1655 tot het geslacht Sleeus.
- Familie Van Asbroeck (van azuur met keper van goud, vergezeld van drie waakvlammen, alles van goud)
  - Asbroeck (van), Frans, toegelaten in 1595 tot het geslacht Serhuyghs.
  - Asbroeck (van), Frans, toegelaten in 1618 tot het geslacht Serhuyghs.
  - Asbroeck (van), Frans Lodewijk, toegelaten in 1666 tot het geslacht Serhuyghs.
  - Asbroeck (van), Willem, toegelaten in 1634 tot het geslacht Serhuyghs.
  - Asbroeck (van), Octave Albrecht, toegelaten in 1666 tot het geslacht Serhuyghs.
- Familie Van Assche (geschaakt van zilver en van sabel van vijf rijen van vairblokjes, elk van vijf punten)
  - Assche (van), Adriaan, toegelaten tot het geslacht Serroelofs in 1480.
  - Assche (van), Antoon, gen. Van Grimbergen, toegelaten in 1491 tot het geslacht Serroelofs.
  - Assche (van), Frans Jozef, toegelaten in 1725 tot het geslacht Serroelofs.
  - Assche (van), Jan, toegelaten in 1533 tot het geslacht Serroelofs.
  - Assche (van), heer Frans, toegelaten in 1645 tot het geslacht Serroelofs.
  - Assche (van), heer Willem, toegelaten in 1517 tot het geslacht Serroelofs.
  - Assche (van), heer Norbrecht, toegelaten in 1643 tot het geslacht Serroelofs.
  - Assche (van), Norbrecht Frans Karel, heer van Neder- en Over-Hespen en Gussenhoven, toegelaten in 169… tot het geslacht Serroelofs.
- Familie Assevedo
  - Assevedo Karel Lodewijk, toegelaten in 1686 tot het geslacht Coudenberg.
  - Assevedo, Jan Baptist Rodriguez, toegelaten in 1686 tot het geslacht Coudenberg.
  - Assevedo, heer Antoon Hyacinth Rodriguez, toegelaten in 1686 tot het geslacht Coudenberg.
- Familie Auvray
  - Auvray, Michiel, toegelaten in 1752 tot het geslacht Sweerts.

### B
- Familie De Backer
  - Backer (de), Ignatius, toegelaten in 1667 tot het geslacht Coudenberg.
  - Backer (de), Pieter, toegelaten op 13 juni 1661 tot het geslacht Coudenberg.
- Familie Bacon
  - Bacon, Nicolaas Jozef, toegelaten in 1771 tot het geslacht Sweerts.
- Familie Bacx (van zilver met schildhoofd van keel beladen met een zittende leeuw van zilver)
  - Bacx, heer Adriaan, toegelaten in 1581 tot het geslacht Serhuyghs.
- Familie Baers
  - Baers, Jan, toegelaten in 1629 tot het geslacht Steenweeghs.
  - Baers, Jeroen verscheen in 1578, bij het geslacht Steenweeghs.
  - Baers, Matthias, toegelaten in 1629 tot het geslacht Steenweeghs.
  - Baers, Matthias, priester, toegelaten in 1662 tot het geslacht Steenweeghs.
- Familie Baert (van keel met keper van zilver, vergezeld van drie sterren met zes punten van zilver, het schildhoofd van goud met gaande leeuw van azuur, getongd van keel) (idem gevierendeeld met in 2 en 3: van zilver met een schuinbalk van keel beladen met drie klophamers van het veld en vergezeld in de linkerhoek van het schild van Brabant) (Breuls de Tiecken, Armorial bruxellois)
  - Baert, Arnold, heer van Wolvertem, toegelaten in 1586 bij Roodenbeke.
  - Baert, Jan Baptist, toegelaten in 1611 bij Roodenbeke.
  - Baert, heer Florent, toegelaten in 1661 bij Roodenbeke.
  - Baert, Paul, heer van Waelsberghe, toegelaten in 1615 bij Roodenbeke.
- Familie Van Baexem
  - Baexem (van), heer Filip Urbaan, heer van Tielen, toegelaten in 1702 tot het geslacht Serroelofs.
- Familie Balbani (van zilver met drie schuinbalken van azuur, die van het midden beladen met drie, de beide andere met twee adelaartjes van goud geplaatst in de richting van de schuinbalk) (Breuls de Tiecken, Armorial bruxellois)
  - Balbani, Godfried Frans, toegelaten in 1669 tot het geslacht Steenweeghs.
- Familie Van der Balcht
  - Balcht (van der), Filip, toegelaten in 1534 tot het geslacht Sweerts.
  - Balcht (van der), Jan, behoorde in 1480 tot het geslacht Sweerts.
  - Balcht (van der), Jan, toegelaten in 1513 tot het geslacht Sweerts.
- Familie Barbanson (van zilver met drie bekroonde leeuwen van keel)
  - Barbanson, Jan Baptist, toegelaten in 1786 tot het geslacht Sweerts.
- Familie Van der Baren
  - Baren (van der), Joost, toegelaten in 1577 tot het geslacht Sweerts.
- Familie Barnaba
  - Barnaba, Ferdinand Hendrik Jozef Ignatius, toegelaten in 1776 tot het geslacht Serroelofs.
  - Barnaba, Jozef Lodewijk, toegelaten in 1790 tot het geslacht Serroelofs.
- Familie De Baronaige (doorsneden van keel en goud, met zes stukken, de drie van keel gebandeerd van zilver)
  - Baronaige (de). zie de Bernaige, heer Maximiliaan, heer van Gooik, toegelaten op 13 juni 1580 tot het geslacht Sleeus.
  - Baronaige (de). zie de Bernaige, heer Renaat, heer van Kraainem, toegelaten op 14 juni 1604 tot het geslacht Sleeus.
  - Baronaige (van), heer Willem, heer van Perk, Elewijk, Herzeeuw, toegelaten op 16 april 1622 bij Roodenbeke.
- Familie Batkin
  - Batkin, Jan Melchior, toegelaten in 1680 tot het geslacht Serhuyghs.
  - Batkin, Michiel Ange, toegelaten in 1680 tot het geslacht Serhuyghs.
- Familie De Baudequin
  - Baudequin (de), Isdebald Aybert Jozef, baron van Huldenberg, heer van Peutie, toegelaten in 1772 tot het geslacht Serroelofs.
- Familie Baudewyns
  - Baudewyns, Jan, toegelaten in 1630 tot het geslacht Coudenberg.
  - Baudewyns, meester Alexander, toegelaten in 1617 tot het geslacht Coudenberg.
  - Baudewyns, meester Jeroen, toegelaten in 1596 tot het geslacht Coudenberg.
- Familie Baudry
  - Baudry, Jeroen, toegelaten in 1598 tot het geslacht Sweerts.
- Familie Van Baussele (van keel, hoofdschild van zilver, beladen met twee vijfbladen van het veld, geknoopt van goud)
  - Baussele (van), heer Adriaan, toegelaten in 1618 tot het geslacht Serroelofs.
  - Baussele (van), heer André, toegelaten in 1617 tot het geslacht Serroelofs.
  - Baussele (van), heer Cornelis, toegelaten in 1622 tot het geslacht Serroelofs.
  - Baussele (van), heer Willem, toegelaten in 1577 tot het geslacht Serroelofs.
  - Baussele (van), heer Willem, toegelaten in 1613 tot het geslacht Serroelofs.
  - Baussele (van), heer Hugo Nicolaas, toegelaten in 1640 tot het geslacht Serroelofs.
- Familie Van Beieren-Grosberg
  - Beieren-Grosberg (van), Albrecht Leonard Frans Hubert Dominiek, graaf, toegelaten in 1760 tot het geslacht Coudenberg.
- Familie De la Bawette
  - Bawette (de la), heer Karel, toegelaten in 169… tot het geslacht Steenweeghs.
- Familie De Bay
  - Bay (de), Jakob Jozef, toegelaten in 1764 tot het geslacht Coudenberg.
  - Bay (de), Jan Karel Jozef, trouwde in 1756 met Catharina Theresa van der Schueren, toegelaten in 1764 tot het geslacht Coudenberg.(afstamming nr.72).
- Familie Van Beckberghe
  - Beckberghe (van), heer Jan Baptist, toegelaten in 1693 tot het geslacht Steenweeghs.
- Familie Becx
  - Becx, heer Gerard, toegelaten in 1672 tot het geslacht Serroelofs.
- Familie Van Beeckman (van keel golvend doorsneden van zilver, vergezeld van drie rozen – of vijfbladen – van hetzelfde, geknoopt en gekroond van goud) (Breuls de Tiecken, Armorial bruxellois)
  - Beeckman (van), Ferdinand Filip, heer van Delval, toegelaten in 1735 tot het geslacht Serhuyghs.
  - Beeckman (van), baron Jan Hendrik Jozef, de Vieuxsart, toegelaten in 1760 tot het geslacht Serhuyghs.
- Familie Van Beerthem (gevierendeeld: 1 en 4 van sinopel met hark gevormd van vijf aaneengesloten ruiten verbonden door een driehoek, alles in zilver; 2 en 3 van zilver met drie gaande vossen van sabel, de ene op de andere) (Breuls de Tiecken, Armorial bruxellois)
  - Beerthem (van), Jan behoorde in 1480 tot het geslacht Sweerts.
  - Beerthem (van), meester Filip, toegelaten op 13 juni 1586 tot het geslacht Sweerts.
- Familie Van der Beken (van keel met vijf lammeren van zilver kruislings geplaatst)
  - Beken (van der), Antoon, toegelaten op 13 juni 1599 tot het geslacht Steenweeghs.
  - Beken (van der), Jan, toegelaten op 13 juni 1604 tot het geslacht Steenweeghs.
  - Beken (van der), Jan, heer van Oppem, toegelaten in 1605 tot het geslacht Steenweeghs.
  - Beken (van der), Pieter, toegelaten op 13 juni 1595 tot het geslacht Steenweeghs.
  - Beken (van der), Roland, toegelaten op 13 juni 1595 tot het geslacht Steenweeghs.
- Familie Van der Beken (vijf ringen)
  - Beken (van der), heer Willem, ridder van Jeruzalem, toegelaten in 1580 tot het geslacht Serhuyghs.
- Familie Van der Beken Pasteels
  - Beken Pasteels (van der), heer André, toegelaten in 1689 tot het geslacht Coudenberg.
  - Beken Pasteels (van der), heer Melchior, toegelaten in 1689 tot het geslacht Coudenberg.
  - Beken Pasteels (van der), heer Melchior, toegelaten op 13 juni 1645 tot het geslacht Coudenberg.
- Familie Van Bellingen (doorsneden: 1 van azuur met twee eendjes van zilver op een rij; 2 van keel met een bel) (Breuls de Tiecken, Armorial bruxellois)
  - Bellingen (van), Frans Maria Augustijn, toegelaten in 1761 tot het geslacht Sweerts.
  - Bellingen (van), Jakob Lodewijk, toegelaten in 1792 tot het geslacht Sweerts.
  - Bellingen (van), Jozef Maria Antoon Augustijn, toegelaten in 1761 tot het geslacht Sweerts.
- Familie Van Bemmel (van azuur met drie viooltjes van natuurlijke kleur met de kop naar beneden gericht, in het schildhoofd van keel beladen met een klimmende leeuw van goud) (Breuls de Tiecken, Armorial bruxellois)
  - Bemmel (van), de heer en meester Gabriel, toegelaten in 1598 tot het geslacht Roodenbeke.
- Familie Van Berchem (van goud met drie palen van keel)
  - Berchem (van), de heer en meester Pieter, toegelaten in 1696 tot het geslacht Coudenberg.
  - Berchem (van), Pieter Jan, toegelaten verklaard tot het geslacht Sleeus.
- Familie Van Berckel (van azuur met drie sterren van goud)
  - Berckel (van), Jan Frans, toegelaten in 1663 tot het geslacht Sweerts.
- Familie van den Berghe de Limminghe (van goud, drie palen van azuur; schildhoofd van keel beladen met een uitkomende leeuw van zilver, genageld, getongd (en bekroond) van goud)
  - Berghe (van den) de Limminghe, Karel, toegelaten in 1645 bij Roodenbeke.
  - Berghe (van den) de Limminghe, Karel, toegelaten in 1722 bij Roodenbeke.
  - Berghe (van den) de Limminghe, Karel, werd graaf op 7 juli 1694, toegelaten in 1688 bij het geslacht Roodenbeke.
  - Berghe (van den) de Limminghe, Cornelis Frans, toegelaten in 1688 bij Roodebeke.
  - Berghe (van den) de Limminghe, Willem Frans, werd graaf in 1761, toegelaten in 1729 bij het geslacht Roodenbeke.
  - Berghe (van den) de Limminghe, Lamoraal, toegelaten in 1618 bij Roodenbeke.
  - Berghe (van den) de Limminghe, Lamoraal Frans, toegelaten in 1659 bij Roodenbeke.
  - Berghe (van den) de Limminghe, Norbrecht-Lamoraal, toegelaten in 1696 bij Roodenbeke.
  - Berghe (van den) de Limminghe, Filip Jozef, toegelaten in 1744 bij Roodenbeke.
- Familie Van Berlo
  - Berlo (van), baron Melchior, toegelaten op 13 juni 1652 tot het geslacht Sleeus.
  - Berlo (van), baron Wijnand, heer van Nieuwenhove, toegelaten op 13 juni 1650 tot het geslacht Sleeus.
- Familie Van Bernaige (doorsneden van keel en goud in zes stukken, de drie van keel gebandeerd van zilver)
  - Bernaige (van), mijnheer Jan, ridder heer van Perk en Woude, toegelaten in 1558 tot het geslacht Serroelofs.
  - Bernaige (van), Engelbrecht, heer van Kraainem, toegelaten op 13 juni 1528 tot het geslacht Sleeus.
  - Bernaige (van), mijnheer Jan toegelaten in 1483 tot het geslacht Sleeus.
  - Bernaige (van), Pieter, toegelaten op 13 juni 1505 tot het geslacht Sleeus.
  - Bernaige (van), ridder Jan, heer van Perk, toegelaten op 13 juni 1562 tot het geslacht Sleeus.
- Familie Bernhard De Fauconval
  - Bernhard De Fauconval, Augustijn Antoon Jozef, toegelaten in 1794 tot het geslacht Sweerts.
  - Bernhard De Fauconval, Karel Frans Jozef Antoon Maria, toegelaten in 1774 tot het geslacht Sweerts.
- Familie De Berty (gevierendeeld, 1/4 van goud met griffioen van sabel (van Berthi, 2/3, gedeeld: a) van... effen schildhoofd geschaakt van 4 rijen van vairblokjes van 4 stukken van zilver en azuur; b) doorsneden door stukken van goud en azuur. Over alles heen een schild van goud met schuinbalk van sabel beladen met 3 klophamers van zilver geplaatst in de richting van de schuinbalk, vergezeld op het linkerschildhoofd van een schild van azuur met 3 lelies met de afgesneden voet van zilver)
  - Berty (de), heer Albrecht Waleran, toegelaten in 1633 tot het geslacht Serhuyghs. (dezelfde wapens maar het deel a) van keel met ster van goud met zes punten, schildhoofd van sabel, geschaakt zoals hierboven. Daarboven een schild van... met 3 molenijzers van...)
  - Berty (de), heer Jan Maria, toegelaten in 1619 tot het geslacht Serhuyghs.
- Familie Le Beuf
  - Beuf (le), heer Frans, toegelaten in 1675 tot het geslacht Sweerts.
- Familie Van Beughem (van goud 3 banden van azuur met zoom van keel beladen van acht rozen van zilver)
  - Beughem (van), Antoon Joost Hyacinth, toegelaten in 1766 tot het geslacht Serhuyghs.
  - Beughem (van), Ferdinand Jozef Hyacinth, toegelaten in 1762 tot het geslacht Serhuyghs.
  - Beughem (van), Hyacinth Jozef Albrecht, toegelaten in 1705 tot het geslacht Serhuyghs.
  - Beughem (van), Jan, toegelaten op 13 juni 1644 tot het geslacht Serhuyghs.
  - Beughem (van), Jan Dominiek Hyacinth, toegelaten in 1735 tot het geslacht Serhuyghs.
  - Beughem (van), Jan Jozef Hyacinth, toegelaten in 1752 tot het geslacht Serhuyghs.
  - Beughem (van), Matthias, toegelaten op 10 oktober 1650 tot het geslacht Serhuyghs.
  - Beughem (van), Melchior Karel Jozef Hyacinth, markies van Antwerpen, toegelaten in 1736 tot het geslacht Serhuyghs.
- Familie Beurco De Martiato
  - Beurco De Martiato, heer Michiel, toegelaten in 1663 tot het geslacht Serhuyghs.
- Familie Van Bever
  - Bever (van), Hendrik werd toegelaten tot het geslacht in 1771 Serhuyghs.
- Familie Beydaels (gevierendeeld; 1 en 4: van azuur met drie disselbijlen van zilver, twee op schildhoofd geplaatst en een in de schildpunt; 2 en 3: van keel met drie harten van goud; boven de vierendeling: getand deel van keel en zilver van Sweerts)
  - Beydaels, Karel Jan, toegelaten in 1769 tot het geslacht Sweerts.
  - Beydaels, Jan Baptist, toegelaten in 1670 tot het geslacht Sweerts.
  - Beydaels, Jan Baptist Ripert, toegelaten in 1746 tot het geslacht Sweerts.
  - Beydaels, Jan Karel, toegelaten in 1769 tot het geslacht Sweerts.
  - Beydaels, Frans-Maria, toegelaten in 1770 tot het geslacht Sweerts.
  - Beydaels, Ripert, priester, toegelaten in 1708 tot het geslacht Sweerts.
- Familie De Bie (van goud met de gekanteelde en tegengekanteelde dwarsbalk van sabel, vergezeld van zeven bijen van hetzelfde, vier in het schildhoofd en drie in het schildpunt) (Breuls de Tiecken, Armorial bruxellois)
  - Bie (de), heer Ambrosius Filip, toegelaten in 1705 tot het geslacht Coudenberg.
  - Bie (de), heer Frans Augustijn, toegelaten in 1734 tot het geslacht Coudenberg.
  - Bie (de), heer Jakob Baltazar Jozef, toegelaten in 1744 tot het geslacht Coudenberg.
- Familie Van de Biestrate
  - Biestrate (van de), Karel, 1574-1644, echtgenoot van Françoise de la Disme (niet opgenomen door Van der Meulen) (afstamming 67, geslacht Coudenberg).
  - Biestrate (van de), Jan Karel, heer van Lacre en Neerwinden, toegelaten in 1701 tot het geslacht Coudenberg.
  - Biestrate (van de), heer Jan Karel, toegelaten in 1704 tot het geslacht Coudenberg.
- Familie Van Blitterswyck (van zilver, het schildhoofd gesteeld van keel, beladen ter rechterzijde van een ruit van goud) (Breuls de Tiecken, Armorial bruxellois)
  - Blitterswyck (van), Adam, toegelaten in 1619 bij Roodenbeke.
  - Blitterswyck (van), Adriaan, toegelaten in 1646 bij Roodenbeke.
  - Blitterswyck (van), Willem, zoon van Joost, toegelaten in 1631 bij Roodenbeke.
  - Blitterswyck (van), Jan, heer van Laken, toegelaten in 1582 bij Roodenbeke.
  - Blitterswyck (van), Mark, toegelaten in 1646 bij Roodenbeke.
  - Blitterswyck (van), heer Karel Filip, toegelaten in 1634 bij Roodenbeke.
  - Blitterswyck (van), heer Constantijn Karel, toegelaten in 1669 bij Roodenbeke.
  - Blitterswyck (van), heer Willem, toegelaten in 1670 bij Roodenbeke.
  - Blitterswyck (van), mijnheer en meester Joost, toegelaten in 1611 bij Roodenbeke.
- Familie De Blockhoven
  - Blockhoven (de), Karel Frans, toegelaten in 1636 tot het geslacht Coudenberg.
  - Blockhoven (de), Joris, toegelaten in 1636 tot het geslacht Coudenberg.
  - Blockhoven (de), heer Frederik, toegelaten in 1613 tot het geslacht Coudenberg.
- Familie Blocqueau
  - Blocqueau, Bonifaas Gaspard Jozef, toegelaten in 1780 tot het geslacht Sweerts.
- Familie Blyleven
  - Blyleven, Jakob, toegelaten in 1591 tot het geslacht Steenweeghs.
  - Blyleven, Jan, toegelaten in 1587 tot het geslacht Steenweeghs.
  - Blyleven, Jan Baptist, toegelaten in 1612 tot het geslacht Steenweeghs.
- Familie Boccabella (van zilver met twee afgewende leeuwen van keel, genageld en getongd van azuur, de omgekeerde leeuw achter de andere, houden zich bij de staart voor zich vast, in het schildhoofd een juk van hetzelfde)
  - Boccabella (de), Jan Baptist, heer van Steenwerve, toegelaten in 1666 tot het geslacht Steenweeghs.
  - Boccabella (de), heer Stephanien Maria, toegelaten in 1698 tot het geslacht Steenweeghs.
- Familie Du Bois de Fiennes
  - Bois (du) de Fiennes, heer Willem André Jozef, toegelaten in 1725 tot het geslacht Coudenberg.
  - Bois (du) de Fiennes, heer Willem Jozef, toegelaten in 1712 tot het geslacht Coudenberg.
  - Bois (du) de Fiennes, heer Hendrik Jozef, heer van Bois-Jan, toegelaten in 1725 tot het geslacht Coudenberg.
- Familie du Bois gen. van den Bossche
  - Bois (du), gen. van den Bossche, heer Willem Dominiek Frans, heer van Wegerwalle, toegelaten in 1726 tot het geslacht Sleeus.
  - Bois (du), gen. van den Bossche, Pieter Antoon, toegelaten in 1696 bij Roodenbeke.
  - Bois (du), heer Arnold Hendrik Jan, toegelaten in 1730 tot het geslacht Steenweeghs.
  - Bois (du), heer Jan Jozef Maria, toegelaten in 1728 tot het geslacht Steenweeghs.
- Familie Van Boisschot (van goud met drie molenijzers van azuur)
  - Boisschot (van), Ferdinand, graaf van Erps, toegelaten in 1616 tot het geslacht Serhuyghs.
  - Boisschot (van), Filip, heer van Groot-Bijgaarden, toegelaten in 1600 tot het geslacht Serhuyghs.
- Familie Le Boiteux (van azuur, het schildhoofd van zilver beladen met een uitkomende leeuw van keel, genageld en getongd van azuur, met tussen de poten een stuk van sabel in de vorm van een T)
  - Boiteux (le), gen. Botteu, Cosmas, priester en kanunnik in Anderlecht, toegelaten in 1615 bij Roodenbeke.
- Familie Van den Boom (van zilver met boom van sinopel op een rijzende grond van sinopel)
  - Boom (van den), Jeroen Jozef Hendrik, toegelaten in 1732 tot het geslacht Serhuyghs.
  - Boom (van den), Sebastiaan Antoon, toegelaten in 1725 tot het geslacht Serhuyghs.
- Familie Boonaert (gevierendeeld: 1 en 4 van azuur met drie bonen van zilver, geplaatst 2 en 1, in het schildhoofd van goud een adelaar van sabel; 2 en 3 palen in het schildhoofd beladen met een halve leeuw)
  - Boonaert, heer Christiaan, toegelaten in 1610 tot het geslacht Sweerts.
- Familie Boonaerts (van azuur met drie bonen van zilver geplaatst 2 en 1, schildhoofd van goud met adelaar van sabel)
  - Boonaerts, Jan Baptist, toegelaten in 1637 tot het geslacht Serhuyghs.
  - Boonaerts, Jan Baptist, toegelaten in 1654 tot het geslacht Serhuyghs.
- Familie Boot of Boote (van keel met acht bezanten van goud geplaatst 3, 3,2)
  - Boot en Boote, Jan (Boote), toegelaten in 1482 tot het geslacht Sleeus.
  - Boot en Boote, heer Karel (Boote), toegelaten op 13 juni 1636 tot het geslacht Sleeus.
  - Boot en Boote, heer Karel Frans (Boote), heer van Veltem, toegelaten in 1717 tot het geslacht Sleeus.
  - Boot en Boote, heer Florent Frans (Boot), heer van Sombeke, toegelaten in 1711 tot het geslacht Sleeus.
  - Boot en Boote, heer Gaspard Jozef (Boot), heer van Sombeke, Londerzeel, enz., toegelaten in 1738 tot het geslacht Sleeus.
  - Boot en Boote, heer Hendrik (Boote), heer van Velthem, toegelaten op 13 juni 1659 tot het geslacht Sleeus.
  - Boot en Boote, heer Hendrik Frans (Boot) toegelaten in 1696 tot het geslacht Sleeus.
  - Boot en Boote, heer Mark Emmanuel (Boote), toegelaten op 13 juni 1662 tot het geslacht Sleeus.
  - Boote, Jan Baptist, toegelaten in 1600 tot het geslacht Sweerts.
  - Boote, Jeroen, heer van Wezembeek, toegelaten in 1559 tot het geslacht Sweerts.
  - Boote, Lanceloot, toegelaten in 1586 tot het geslacht Sweerts.
  - Boote, de heer en meester Jan, toegelaten in 1561 tot het geslacht Sweerts.
- Familie Van Borchoven (gevierendeeld: 1 en 4 van zilver met drie maliën van keel; 2 en 3 van sabel met drie klophamers van zilver)
  - Borchoven (van), Jan, toegelaten op 15 april 1487 tot het geslacht Sleeus.
- Familie De Borgnival (vair schildhoofd van keel)
  - Borgnival (de), Huibrecht, behoorde tot het geslacht Sleeus in 1501-5 en 6.
  - Borgnival (de), Filip, afwezig in het geslacht in 1528 bij Serhuyghs.
- Familie Borremans (van azuur met drie lelies met afgesneden voet van zilver, vergezeld van drie bezanten van goud in het schildhoofd geplaatst)
  - Borremans, Humbert Willem, toegelaten in 1734 tot het geslacht Sweerts.
  - Borremans, Laurent Hendrik, toegelaten in 1696 tot het geslacht Sweerts.
- Familie Bosch (van zilver met 3 koeken van keel)
  - Bosch, Adriaan, behoorde in 1528 tot het geslacht Serhuyghs.
- Familie Boschverken (van sabel verdeeld in drieën van goud)
  - Boschverken, meester Frans, gen. Vangindertaelen, in eigen persoon toegelaten in 1581 tot het geslacht Serhuyghs.
- Familie Bouhelier
  - Bouhelier, heer Jan, toegelaten op 29 november 1652 bij Roodenbeke.
- Familie Bourgeois (van azuur met dwarsbalk van goud vergezeld in het hoofdschild van 2 sterren met zes punten van zilver en in de voet van een wassenaar van hetzelfde)
- Bourgeois (de), mijnheer en meester Emmanuel, toegelaten op 13 juni 1615 tot het geslacht Sleeus.
- Familie Brambilla (van zilver met een dwarsbalk van sabel en een schildvoet van hetzelfde, in het schildhoofd een adelaar van de tweede kleur ondersteund door de dwarsbalk, in de schildpunt een leeuw van goud ondersteund door de schildvoet, de kop over de dwarsbalk heen)
  - Brambilla de Flechieres, Jan Kristof, heer van Flechières, toegelaten in 1761 tot het geslacht Coudenberg.
  - Brambilla van Eyck, Karel Jozef Lodewijk, toegelaten in 1734 tot het geslacht Coudenberg.
  - Brambilla, Filip Frans Jozef, toegelaten in 1775 tot het geslacht Coudenberg.
- Familie Van Brecht (van sabel met leeuw van goud, met smalle schuinbalk van keel en zilver over alles heen)
  - Brecht (van), Karel, heer van Diegem, toegelaten in 1554 tot het geslacht Sleeus.
  - Brecht (van), Jakob, toegelaten op 13 juni 1491 tot het geslacht Sleeus.
  - Brecht (van), Jan, heer van Diegem, toegelaten in 1520 tot het geslacht Sleeus.
- Familie De Bregilles (gevierendeeld: 1 en 4 van zilver met schildhoofd van sinopel, met leeuw van keel, getongd van zilver, over alles heen; 2 en 3 van goud met drie merletten van sabel)
  - Bregilles (de), Jakob, heer van Château, toegelaten in 1536 tot het geslacht Serroelofs.
  - Bregilles (de), heer Lodewijk, toegelaten in 1578 tot het geslacht Serroelofs.
- Familie de Bretel
  - Bretel (de), Frans Lodewijk Jozef, heer van la Coquerie, toegelaten in 1726 tot het geslacht Serhuyghs.
- Familie de Brimen
  - Brimen (de), Joris, toegelaten in 1644 tot het geslacht Sweerts.
- Familie Van Broechoven (van azuur met drie molenijzers; met uitgetande zoom van hetzelfde)
  - Broechoven (van), Frans Paulin, toegelaten in 1654 tot het geslacht Serhuyghs.
  - Broechoven (van), heer Karel Frans, advocaat aan de Souvereine Raad van Brabant, toegelaten in 1763 tot het geslacht Serhuyghs.
  - Broechoven (van), heer Edward, toegelaten in 1664 tot het geslacht Serhuyghs.
  - Broechoven (van), heer Ferdinand, heer van Rithoven, toegelaten in 1648 tot het geslacht Serhuyghs.
  - Broechoven (van), heer Jakob, toegelaten in 1669 tot het geslacht Serhuyghs.
  - Broechoven (van), heer Jan Goswin, toegelaten in 1755 tot het geslacht Serhuyghs.
- Familie Brooman (gevierendeeld: 1/4 van goud met dierkop van os van sinopel, in het aangezette schildhoofd van zilver beladen van een vis van azuur liggend geplaatst (kop naar rechts); 2/3 van azuur met 3 ringen van goud in het vrijkwartier van...aan het vijfblad van...)
  - Brooman, Karel, toegelaten op 13 juni 1587 tot het geslacht Serhuyghs.
  - Brooman, meester Karel, toegelaten op 13 juni 1621 tot het geslacht Serhuyghs.
  - Brooman, meester Lodewijk, toegelaten op 13 juni 1613 tot het geslacht Serhuyghs.
- Familie De Broyer (van zilver met feniks van sabel in zijn onsterfelijk vuur van natuurlijke kleur)
  - Broyer (de), Marc Lodewijk, toegelaten in 1766 tot het geslacht Serhuyghs.
- Familie Van der Bruggen  (van zilver met drie lelies met afgesneden voet van sabel)
  - Bruggen (van der), Jan, afwezig in het geslacht Sweerts in 1480.
- Familie Bruno Caraccioli (gevierendeeld: 1 van azuur beladen in het schildhoofd van drie sterren naast elkaar en in de schildpunt de drie torens naast elkaar, alles van zilver: 2 van goud met drie schuinbalken van keel, het schildhoofd van azuur; 3 van zilver met drie dwarsbalken van keel; 4 van keel met de dwarsbalk van zilver beladen met drie rozen van keel)
  - Bruno Caraccioli, Frans Lodewijk, burggraaf van Ghelin, toegelaten in 1716 tot het geslacht Steenweeghs.
  - Bruno Caraccioli, Jan Jozef Frans, toegelaten in 1747 tot het geslacht Steenweeghs.
  - Bruno Caraccioli, Joost Lodewijk, burggraaf van Ghelin, toegelaten in 1668 tot het geslacht Steenweeghs.
  - Bruno Caraccioli, Leopold Karel, toegelaten in 1730 tot het geslacht Steenweeghs.
  - Bruno Caraccioli, heer André Jan Jakob, toegelaten in 1735 tot het geslacht Steenweeghs.
- Familie Van Brussel (gevierendeeld: 1 en 4 van azuur met dolfijn van goud van Brussel; 2 en 3 van goud bezaaid met hermelijnstaartjes van zavel, met leeuw van sinopel, genageld en getongd van keel van Locquenghien)
  - Brussel (van), heer Jan, toegelaten op 13 juni 1586 tot het geslacht Sleeus.
- Familie De Burbure
  - Burbure (de), Willem Frans Emmanuel, heer van Wezembeek, echtgenoot van Barbara van Turnhout, toegelaten in 1772 bij Roodebeke. (Afstamming 83).
  - Burbure (de), Filip Maria Gaspard van Ter Bruggen, toegelaten in 1773 bij Roodebeke.
- Familie Van Busleyden (van azuur met dwarsbalk van goud vergezeld in de schildpunt van een roos van hetzelfde, geknoopt van 2, aan de zoom geblokt van zilver en van keel)
  - Busleyden (van), heer Adolf, toegelaten in 1580 tot het geslacht Serroelofs.
  - Busleyden (van), heer André Gillis, toegelaten in 1669 tot het geslacht Serhuyghs.
  - Busleyden (van), heer Gillis, heer van Gierts, toegelaten op 5 april 1585 tot het geslacht Serroelofs.
  - Busleyden (van), mijnheer en meester Willem, Heer van Everberg en van Gierts, toegelaten in 1563 tot het geslacht Serroelofs.
- Familie Van Buizegem  (van keel met een dubbele ontplooide adelaar van goud)
  - Buizegem (van), gen. Buys, Jakob, toegelaten in 1481 tot het geslacht Sweerts.
  - Buizegem (van), Jan, behoorde tot het geslacht Roodenbeke in 1485.
- Familie Buysen
  - Buysen, Frans Maximiliaan, toegelaten in 1732 tot het geslacht Serroelofs.

### C
- Familie Caimo
  - Caimo, Frans Karel, toegelaten in 1754 tot het geslacht Serhuyghs.
- Familie Camusel (gevierendeeld: met 1 en 4 van keel met ster van twaalf punten van goud van Camusel; 2 en 3 van azuur met de leeuw van zilver, genageld en getongd van keel van Van Liesvelt)
  - Camusel, Augustijn Lodewijk, toegelaten in 1763 tot het geslacht Coudenberg.
  - Camusel, Frans Lodewijk, toegelaten in 1778 tot het geslacht Coudenberg.
  - Camusel, Jan Augustin, trouwde in 1743 Maria Johanna Jozefina Mosselman, toegelaten in 1763 tot het geslacht Coudenberg. (afstamming nr. 71).
- Familie Cano (gevierendeeld: 1 en 4 van azuur met een toren van twee verdiepingen van goud; 2 en 3 van zilver met dwarsbalk van zavel (Damien Breuls de Tiecke, Armorial bruxellois)
  - Cano, heer Alexander Michiel Jozef, toegelaten in 1710 tot het geslacht Coudenberg.
  - Cano, heer Frans Bruno, toegelaten in 1686 tot het geslacht Coudenberg.
  - Cano, heer Jan Augustijn Bernhard, toegelaten in 1680 tot het geslacht Coudenberg.
  - Cano, heer Jozef Maria, toegelaten in 1686, tot het geslacht Coudenberg.
  - Cano, heer Pieter Celestijn, toegelaten in 1686, tot het geslacht Coudenberg.
  - Cano, heer Stéphanien Michiel, toegelaten in 1678 tot het geslacht Coudenberg.
- Familie De Cantere (van keel met drie leeuwen van zilver)
  - Cantere (de), Jan behoorde in 1482 tot het geslacht Sleeus.
  - Cantere (de), Michiel behoorde in 1483 tot het geslacht Sleeus.
- Familie Van der Cappen
  - Cappen (van der), Adriaan Jozef, toegelaten in 1766 tot het geslacht Serhuyghs.
  - Cappen (van der), Jakob Frans, toegelaten in 1706 tot het geslacht Serhuyghs.
  - Cappen (van der), Jan Leopold Bernhard, toegelaten in 1717 tot het geslacht Serhuyghs.
  - Cappen (van der), Lodewijk Frans Jozef, toegelaten in 1766 tot het geslacht Serhuyghs.
- Familie Van Cariloo (van zilver met 3 klophamers van keel vergezeld in het schildhoofd van een barensteel van azuur met 3 hangers)
  - Cariloo (van), Wauthier behoorde tot het geslacht in 1480 tot het geslacht Sweerts.
- Familie Carton
  - Carton, Karel Leopold, toegelaten in 1752 tot het geslacht Serhuyghs.
- Familie De Cascales
  - Cascales (de), Jan Antoon, toegelaten in 1710 tot het geslacht Steenweeghs.
  - Cascales (de), Michiel Adriaan, toegelaten in 1713 tot het geslacht Steenweeghs.
- Familie Van Cattenbroeck (van zilver met hoorn van zavel beslagen van goud en gesnoerd van keel, vegezeld van drie hellende klophamers van keel)
  - Cattenbroeck (van), Hendrik, toegelaten in 1509 bij Roodebeke.
  - Cattenbroeck (van), Jan, toegelaten in 1613 bij Roodebeke.
  - Cattenbroeck (van), Jan, toegelaten op 13 juni 1577 bij Roodebeke.
  - Cattenbroeck (van), Jan, zoon van Jan, toegelaten op 13 juni 1600 bij Roodebeke.
  - Cattenbroeck (van), mijnheer en meester Jan, toegelaten op 13 juni 1574 bij Roodebeke.
  - Cattenbroeck (van), Hendrik, behoorde tot het geslacht Roodenbeke in 1485, overleden in 1517, trouwde met Maria van Gindertalen (afstamming 24)
- Familie Van Caverson (van keel met dolfijn van zilver, bekroond, gekamd en gebaard van goud)
  - Caverson (van), Frans, heer van Witterzee-Assonville, toegelaten op 13 juni 1704 tot het geslacht Serhuyghs.
- Familie Charles
  - Charles, heer Bernhard Streignaert, gen. Charles, heer van Ulleberghe, toegelaten op 13 juni 1586 tot het geslacht Sleeus.
- Familie Charlier
  - Charlier, Karel Frans van Paule, toegelaten in 1791 bij Roodebeke.
  - Charlier, Jan Baptist, werd verklaard af te stammen van het geslacht de Roodenbeke in 1780.
- Familie Charliers (van zavel met leeuw van zilver, genageld en getongd van keel)
  - Charliers, Antoon Frans, toegelaten in 1689 tot het geslacht Coudenberg.
  - Charliers, Frans Goswijn Gislein Jozef van Odomont, toegelaten in 1782 tot het geslacht Coudenberg.
  - Charliers, Lambrecht Antoon Frans Jozef, toegelaten in 1734 tot het geslacht Coudenberg.
  - Charliers, Willem Hubrecht Jozef van Buisseret, toegelaten in 1776 tot het geslacht Coudenberg.
  - Charliers, Willem Jozef van Borchgravenbroeck, toegelaten in 1747 tot het geslacht Coudenberg.
- Familie Du Chasteler
  - Chasteleer (van), Gabriel Jozef, markies van Chasteleer, toegelaten in 1778 tot het geslacht Serhuyghs.
- Familie De Chentines
  - Chentines (van), Frans Lodewijk Christiaan Ghislein, toegelaten in 1763 tot het geslacht Coudenberg.
- Familie Van Christynen (van keel met twee degens van zilver, de stootplaat van goud, schuingekruist, vergezeld in het schildhoofd van een hart van zilver)
  - Chrystynen (van), heer Jan Filip, heer van Bueken, toegelaten in 1687 tot het geslacht Sweerts.
- Familie Claessens
  - Claessens, Frans Jozef, toegelaten in 1738 tot het geslacht Sweerts.
  - Claessens, Jan Baptist Jozef Emmanuel, toegelaten in 1767 tot het geslacht Sweerts.
- Familie Le Clerc
  - Clerc (le), Jan, toegelaten in 1755 tot het geslacht Sweerts.
- Familie Clockman  (gevierendeeld op 1 en 4, van hermelijn, met schuinbalk van keel beladen met drie schelpen van goud; 2 en 3 van zilver, met een slagboom van keel)
  - Clockman, Adolf, maakte geen deel uit van het geslacht Steenweeghs in 1578.
  - Clockman, Filip verschijnt in 1578 bij het geslacht Steenweeghs.
- Familie Cloeps (van zilver met drie eikels van goud, gestengeld en gebladerd van sinopel)
  - Cloeps, heer en meester Frederik, toegelaten in 1662 tot het geslacht Sweerts.
- Familie Cloet (van zilver met dwarsbalk van sabel, vergezeld in het schildhoofd door drie merletten van hetzelfde)
  - Cloet, Jan, toegelaten in 1619 tot het geslacht Serroelofs.
  - Cloet, Jan, behoorde tot het geslacht van Roodenbeke in 1485.
  - Cloet, mijnheer en meester Jeroen, toegelaten in 1652 tot het geslacht Serroelofs.
  - Cloet, mijnheer en meester Laurent, licentiaat in de rechten, toegelaten in 1617 tot het geslacht Serroelofs.
- Familie Van den Clooster
  - Clooster (van den), Jan Baptist, toegelaten in 1767 tot het geslacht Coudenberg.
- Familie Clutinck (van azuur met 3 lelies met afgesneden voet van zilver)
  - Clutinck, Jan, maakte in 1407 deel uit van de geslachten via Sweerts.
  - Clutinckx, Jan behoorde tot het geslacht Roodenbeke in 1376.
- Familie De Cock
  - Cock (de), heer Laurent Lodewijk, toegelaten in 1737 tot het geslacht Coudenberg.
  - Cock (de), heer Laurent Lodewijk, toegelaten op 13 juni 1703 tot het geslacht Coudenberg.
- Familie Coene
  - Coene, Hendrik-Antoon, toegelaten in 1661 tot het geslacht Sweerts.
- Familie Coenen
  - Coenen, F., werd toegelaten verklaard bij het geslacht Sleeus in 1775.
  - Coenen, Jozef Lodewijk, werd toegelaten verklaard in 1792 bij het geslacht Sleeus.
- Familie Collin
  - Collin, Karel Lodewijk Jozef, toegelaten in 1754 tot het geslacht Serhuyghs.
- Familie Le Comte
  - Comte (le), genaamd d'Orville, heer Karel Frans, toegelaten op 13 juni 1682 tot het geslacht Sleeus.
  - Comte (le), heer Jan Ignatius, toegelaten op 13 juni 1682 tot het geslacht Sleeus.
  - Comte (le), heer Richard, toegelaten op 13 juni 1707 tot het geslacht Steenweeghs.
- Familie De Conde (van azuur met schubben van zilver vergezeld van 3 sterren van goud met zes punten, twee in het schildhoofd, één in de schildpunt)
  - Conde (de), Antoon, toegelaten in 1652 tot het geslacht Serhuyghs.
  - Conde (de), Karel Ignatius, toegelaten in 1673 tot het geslacht Serhuyghs.
  - Conde (de), Jakob, toegelaten in 1640 tot het geslacht Serhuyghs.
  - Conde (de), Jakob Hendrik, kanunnik, zanger en scholasticus van de collegiale kerk van Binche, toegelaten in 1677 tot het geslacht Serhuyghs.
  - Conde (de), Jan, toegelaten in 1640 tot het geslacht Serhuyghs.
- Familie Cools (van azuur met zes sterren van goud, 3, 2 en l)
  - Cools, Godfried Jakob, toegelaten in 1676 tot het geslacht Coudenberg.
  - Cools, heer Albrecht Jozef, toegelaten in 1677 tot het geslacht Coudenberg.
  - Cools, heer Godfried Jakob, toegelaten in 1701 tot het geslacht Coudenberg.
  - Cools, heer Jan, toegelaten in 1646 tot het geslacht Coudenberg.
- Familie Cordemans
  - Cordemans, Hendrick, werd in 1771 toegelaten verklaard tot het geslacht Serhuyghs.
- Familie Des Cordes
  - Cordes (des), Jan Baptist Adriaan, heer van Termeeren, toegelaten in 1687 tot het geslacht Coudenberg.
  - Cordes (des), heer Jan Karel, toegelaten op 13 juni 1648 tot het geslacht Coudenberg.
- Familie Coremans
  - Coremans, Everard Jozef Hendrik, toegelaten in 1761 tot het geslacht Sweerts.
  - Coremans, Filip Jan Hendrik, toegelaten in 1761 tot het geslacht Sweerts.
- Familie Cornet
  - Cornet, Karel Hendrik, toegelaten in 1773 tot het geslacht Coudenberg.
- Familie De Corpelles
  - Corpelles (de), Karel Filip, toegelaten in 1607 tot het geslacht Coudenberg.
  - Corpelles (de), meester Karel, toegelaten in 1597 tot het geslacht Coudenberg.
  - Corpelles (de), heer en meester Jan-Baptist, toegelaten in 1633 tot het geslacht Coudenberg.
- Familie Corselius
  - Corselius, Jozef Geldolf Frans, raadsheer bij de Souvereine Raad van Brabant, toegelaten in 1692 tot het geslacht Serhuyghs.
  - Corselius, Maximiliaan, verschijnt in 1696 als behorende tot het geslacht Serhuyghs.
- Familie De Corte
  - Corte (de), heer Filip Ignatius, heer van Oostkerke en van Zierlant, toegelaten op 13 juni 1656 tot het geslacht Sleeus.
- Familie De Cottereau (van azuur met keper van zilver, vergezeld door drie hanen van goud, gekamd, getongd en gepoot van keel)
  - Cottereau (van), heer Maximiliaan, heer van Glabbeek, toegelaten in 1581 tot het geslacht Serhuyghs.
- Familie Van Cotthem (van azuur met drie schuinbalken van keel)
  - Cotthem (van), Antoon, toegelaten in 1615 tot het geslacht Sweerts.
  - Cotthem (van), Willem, niet vermeldt bij het geslacht Sweerts in 1480.
  - Cotthem (van), Willem, toegelaten in 1523 tot het geslacht Sweerts..
  - Cotthem (van), Jan behoorde tot het geslacht in 1480 tot het geslacht Sweerts.
  - Cotthem (van), Jan, toegelaten op 13 juni 1504 tot het geslacht Sweerts.
  - Cotthem (van), Jan, gen. Van den Bergh, toegelaten in 1487 tot het geslacht Sweerts.
- Familie Van Coudenberg (van keel met een toren van zilver)
  - Coudenbergh (van), Willem, gen. Serhuyghs, behoorde in 1390 tot het geslacht Coudenberg.
  - Coudenbergh (van), Hendrik, gen. Rolibuc, behoorde in 1383 tot het geslacht Coudenberg.
- Familie Van Coutereau (van azuur met keper van zilver vergezeld van 3 hanen van goud gebekt, gekamd en gepoot van keel)
  - Coutereau (van), heer Karel Filip, vader van de heer van Klabbeek, toegelaten op 13 juni 1676 tot het geslacht Sleeus.
  - Coutereau (van), heer Karel Filip, heer van Klabbeek, toegelaten op 13 juni 1688 tot het geslacht Sleeus.
  - Coutereau (van), heer Jan, baron van Jauche, toegelaten op 13 juni 1602 tot het geslacht Sleeus.
  - Coutereau (van), heer Jan, heer van Ghete, toegelaten in 1532 tot het geslacht Serroelofs.
- Familie van Couwenhove
  - Couwenhove (van), Hendrik Servaas Constantijn, toegelaten in 1793 tot het geslacht Steenweeghs.
  - Couwenhove (van), heer Karel, toegelaten in 1623 tot het geslacht Steenweeghs.
  - Couwenhove (van), heer Jan, heer van Winksele, toegelaten in 1646 tot het geslacht Steenweeghs.
- Familie Van Craeneveld
  - Craeneveld (van), heer Nicolaas, toegelaten in 1653 tot het geslacht Coudenberg.
- Familie Van Craesbeke of Craesbeeck (van azuur een wassenaar van zilver in het schildhoofd op een ster van goud met zes punten in het schildpunt)
  - Craesbeke (van), heer Jan Jakob, werd verklaard af te stammen van het geslacht Sleeus op 12 maart 1627.
- Familie De Croy (gevierendeeld: 1/4 van zilver met 3 dwarsbalken van keel (Croy); 2/3 van zilver met 3 disselbijlen van keel, de beide van het schildhoofd afgewend (Renty); over dit alles, een gevierendeeld schild, elk der kwartieren van ... met leeuw van..)
  - Croy (van), heer Michiel, toegelaten in 1583 tot het geslacht Serhuyghs.
- Familie Van den Cruyce (van azuur met ankerkruis van goud)
  - Cruyce (van den), ridder Frans, toegelaten in 1611 tot het geslacht Sweerts.
  - Cruyce (van den), Melchior Frans, toegelaten in 1651 tot het geslacht Sweerts.
- Familie Van Cruyninghen (van goud met drie palen van keel, beladen benedenwaarts van een schild van sabel met dwarsbalk van zilver)
  - Cruyninghen (van), meester Gerard, toegelaten in 1626 tot het geslacht Steenweeghs.
  - Cruyninghen (van), heer Theodoor, toegelaten in 1679 tot het geslacht Steenweeghs.
- Familie Cupis de Camargo, olim de Hulder (gevierendeeld: 1 en 4 van azuur met klimmende hazewind van zilver, gehalsband van goud, met een grasgrond van sinopel; 2 en 3 van goud met drie ketels van sabel, met de zoom van keel beladen met acht torens van goud) (Damien Breuls de Tiecken, Armorial bruxellois)
  - Cupis de Camargo, Engelbert Frans Jozef, toegelaten in 1768 tot het geslacht Serroelofs.
  - Cupis de Camargo, Pieter Antoon Jozef, toegelaten in 1751 tot het geslacht Serroelofs.
- Familie Van Cutsem (gevierendeeld: 1 en 4 van sinopel met drie sterren met zes punten van goud, die in de schildpunt vergezeld van twee uitgetande sikkels van zilver, gesteeld van goud; 2 en 3 van sabel met drie palen van goud, het schildhoofd van zilver beladen met drie vogels van sabel)
  - Cutsem (van), Pieter, toegelaten in 1749 tot het geslacht Sweerts.

### D
- familie Danoot (van zilver met leeuw van keel, vergezeld in de rechterbovenhoek van een ster van hetzelfde)
  - Danoot, Daniël Ignatius, toegelaten in 1753 tot het geslacht Steenweeghs.
  - Danoot, Daniël Jan Norbrecht, toegelaten in 1764 tot het geslacht Steenweeghs.
  - Danoot, Jan Norbrecht, toegelaten in 1753 tot het geslacht Steenweeghs.
- Familie De Decker (van keel met klimmende hazenwind van zilver, gehalsband van goud) (Damien Breuls de Tiecken, Armorial bruxellois)
  - Decker (de), gen. van Walhorn, heer Konrad-Aquila, toegelaten in 1661 tot het geslacht Sweerts.
  - Decker (de), heer Jan Baptist Aurelius, toegelaten op 13 juni 1681 tot het geslacht Sweerts.
- Familie Dellano Velasco (gevierendeeld: 1 geschaakt van goud en van azuur met vijf rijen van vairblokjes, elk van drie punten; 2 van goud met vijf … schuinkruislings geplaatst; 3 van zilver met twee gaande wolven boven elkaar van azuur, de zoom van keel beladen met acht schuinkruisen van goud; 4 van ...)
  - Dellano Velasco, heer Hendrik Filip, toegelaten in 1699 bij Roodebeke.
- Familie Delvaus y Frias
  - Delvaus y Frias, heer Hyacinth Ferdinand Jozef Armand, toegelaten in 1700 bij Roodebeke.
- Familie Deschamps (gevierendeeld: 1 en 4 van zilver met keper van azuur, vergezeld door drie vijfbladen van keel, geknopt van goud; 2 en 3 van keel met schuinbalk van goud, vergezeld door twee maliën van hetzelfde)
  - Deschamps, Jules Albrecht, toegelaten in 1667 tot het geslacht Steenweeghs.
  - Deschamps, heer Jan Jozef, toegelaten in 1723 tot het geslacht Sleeus.
  - Deschamps, heer N..., zoon van Albrecht, toegelaten in 169.. tot het geslacht Steenweeghs.
- familie Van Deynum
  - Deynum (van), Jan Karel, toegelaten in 1681 tot het geslacht Sweerts.
  - Deynum (van), N......., toegelaten op 13 juni 1711 tot het geslacht Sweerts.
- familie Van Diedeghem (van sinopel in het schildhoofd van zilver)
  - Diedeghem (van), Cornelis, behoorde in 1482 tot het geslacht Sleeus.
- Familie Diertyns
  - Diertyns, Frans, toegelaten in 1659 tot het geslacht Sweerts.
  - Diertyns, Jan Baptist, toegelaten in 1658 tot het geslacht Sweerts.
  - Diertyns, Jan Walrave, toegelaten in 1670 tot het geslacht Coudenberg.
  - Diertyns, mijnheer en meester Bernhard, toegelaten in 1623 tot het geslacht Sweerts.
- familie Van der Dilft (van zilver, met drie schuinkruisen van keel)
  - Dilft (van der), Nicolaas Jan Eugène, toegelaten in 1726 tot het geslacht Serroelofs.
- Familie Dirix
  - Dirix, Karel Hendrik Jozef, toegelaten in 1750 tot het geslacht Serhuyghs.
  - Dirix, Karel Jozef Antoon, toegelaten in 1748 tot het geslacht Serhuyghs.
- Familie Van Doetinghem (van zilver met ankerkruis van azuur) (Damien Breuls de Tiecken, Armorial bruxellois)
  - Doetinghem (van), Karel Emmanuel Jozef, toegelaten in 1741 tot het geslacht Serroelofs.
  - Doetinghem (van), Jan Jakob Pacificus, heer van Ursele, toegelaten in 1705 tot het geslacht Serroelofs.
  - Doetinghem (van), heer Magnus Lodewijk, toegelaten in 1615 tot het geslacht Serroelofs.
  - Doetinghem (van), Pieter Melchior, toegelaten in 1737 tot het geslacht Serroelofs.
  - Doetinghem (van), Pieter Melchior, toegelaten in 1760 tot het geslacht Serroelofs.
- Familie De Donckere (gevierendeeld: 1 van keel met gekarteld schuinkruis van zilver, vergezeld van drie blokjes van goud; 2 van keel met klimmende leeuw van zilver: 3 van zilver met gekarteld schuinkruis van keel; 4 van goud met geschaakt schildhoofd van sabel en van zilver)
  - Donckere (de), gen. Salaert, Karel, toegelaten in 1483 tot het geslacht Serroelofs.
  - Donckere (de), gen. Salaert, mijnheer Jan-Antoon-Salaert, toegelaten in 1696 tot het geslacht Serroelofs.
  - Donckere (de), gen. Salaert, Olivier, toegelaten in 1486 tot het geslacht Serroelofs.
  - Donckere (de), gen. Salaert, Olivier, behoorde in 1480 tot het geslacht Serroelofs.
- familie Van Donghelberghe (van sabel met een leeuw van goud, genageld en getongd van keel, met smalle schuinbalk van keel over alles heen) (Jakob Filip de Dongelberghe, heer en baron van Schavenberghe, van het geslacht Sleeus, droeg: van sabel met leeuw van goud, genageld en getongd van keel)
  - Dongelberghe (van), Karel, burggraaf van Zillebeke, toegelaten in 1649 tot het geslacht Sleeus.
  - Dongelberghe (van), Karel Robrecht, baron van Korbeek, toegelaten op 13 mei 1681 tot het geslacht Sleeus.
  - Dongelberghe (van), Hendrik, heer van Herlaar, toegelaten op 27 maart 1578 tot het geslacht Sleeus.
  - Dongelberghe (van), Jan, toegelaten in 1563 tot het geslacht Sleeus.
  - Dongelberghe (van), ridder Frans, heer van Herlaar en Zillebeke, toegelaten op 13 juni 1613 tot het geslacht Sleeus.
  - Dongelberghe (van), heer Hendrik Karel, baron van Rèves, toegelaten op 13 juni 1615 tot het geslacht Sleeus.
  - Dongelberghe (van), heer Hendrik, toegelaten op 13 juni 1649 tot het geslacht Sleeus.
  - Dongelberghe (van), heer Jakob, toegelaten in 1574 tot het geslacht Sleeus.
  - Dongelberghe (van), heer Jakob Filip, baron en heer van Schavenberghe, behoorde in 1642 en daaropvolgende jaren tot het geslacht Sleeus.
  - Dongelberghe (van), heer Jan Baptist Karel Michiel, baron van Korbeke, toegelaten in 1726 tot het geslacht Sleeus.
  - Dongelberghe (van), heer Filip, toegelaten op 13 juni 1614 tot het geslacht Sleeus.
  - Dongelberghe (van), heer Filip, toegelaten op 27 maart 1578 tot het geslacht Sleeus.
  - Dongelberghe (van), heer Jakob Filip, heer van Schavenberghe, toegelaten in 1641 tot het geslacht Serroelofs.
- familie Van Doornick
  - Doornick (van), Frans, werd 1705 verklaard te behoren tot het geslacht Coudenberg.
- Familie de Douvryn (van goud met schildhoofd van azuur beladen met een gaande leeuw van zilver)
  - Douvryn (de) of Douvrain, Adolf, wordt vermeld in 1578 als behorende tot het geslacht Steenweeghs.
  - Douvryn (de) of Douvrain, heer Lodewijk, wordt vermeld in 1578 als behorende tot het geslacht Steenweeghs.
- Familie De La Douwe
  - Douwe (de la), mijnheer en meester Bernhard, heer van Sanghem, Lomprez, Stalle, enz., toegelaten in 1582 tot het geslacht Serroelofs.
- Familie Van den Driessche (van sinopel met een wildeman van vleeskleur, op de rechterschouder een knots van natuurlijke kleur en ter linkerzijde een weegschaal van het gerecht van goud)
  - Driessche (van den), heer en meester Hendrik Valentijn, toegelaten in 1698
- Familie Van Droogenbroeck  (van zilver met uitgeschulpt schuinkruis van sabel geflankeerd door vier schelpen van keel)
  - Droogenbroeck (van), (verschillende) toegelaten bij Sweerts.
  - Droogenbroeck (van), Adriaan, toegelaten in 1487 bij Roodebeke.
- Familie Le Ducq
  - Ducq (le), Jan Baptist, toegelaten in 1669.
- Familie Duquesnoy
  - Zie onder: Quesnoy (du)
- Familie Van der Dussen (doorsneden van sabel en van goud met geschaakt schuinkruis van twee titels van zilver en van keel over alles heen)
  - Dussen (van der), ridder Willem, heer van Coelen, toegelaten in 1593 tot het geslacht Sweerts.
  - Dussen (van der), Lybrecht, heer van Bornival, toegelaten in 1561 tot het geslacht Sweerts.
  - Dussen (van der), heer Eugeen Frans, toegelaten op 13 juni 1715 tot het geslacht Sweerts.
  - Dussen (van der), Pieter Karel Jozef, toegelaten in 1728 tot het geslacht Sweerts. Hij was heer van Kestergat.
- Familie Dux (van zilver met tien vijfbladen van keel geplaatst 4-3-2-1)
  - Dux, Jakob Frans Benedict, toegelaten in 1748 tot het geslacht Serhuyghs.
- Familie Van den Dycke
  - Dycke (van den), Frans, toegelaten bij vonnis op 16 maart 1751 tot het geslacht Coudenberg.

### E
- Familie Eduwaerts (linksgeschuind van hermelijn en van sabel, met leeuw van goud over alles) (Damien Breuls de Tiecken, Armorial bruxellois)
  - Eduwaerts, heer Thomas, toegelaten in 1683 tot het geslacht Coudenberg.
- Familie Van der Ee (van goud met keper van azuur, vergezeld door drie letters E van keel) (Damien Breuls de Tiecken, Armorial bruxellois)
  - Ee (van der), Jan, heer van Herent, toegelaten in 1589 tot het geslacht Sweerts.
  - Ee (van der), heer Jan, toegelaten in 1605 tot het geslacht Sweerts.
- Familie Van Eechoute
  - Eechoute (van), Joost, toegelaten in 1487 tot het geslacht Sweerts.
- Familie Van Eesbeke (gegeerd van sabel en van zilver, elke geer van sabel beladen met hermelijnstraatjes van zilver)
  - Eesbeke (van) gen. Haeghen (van der), Jan Antoon, toegelaten in 1629 tot het geslacht Steenweeghs.
  - Eesbeke (van) gen. Haeghen (van der), Jan Baptist, toegelaten in 1752 tot het geslacht Steenweeghs.
  - Eesbeke (van) gen. Haeghen (van der), heer Antoon Jan, toegelaten in 1677 tot het geslacht Steenweeghs.
  - Eesbeke (van) gen. Haeghen (van der), heer Frans, toegelaten in 1698 tot het geslacht Steenweeghs.
  - Eesbeke (van) gen. Haeghen (van der), heer Frederic, toegelaten in 1654 tot het geslacht Steenweeghs.
  - Eesbeke (van) gen. Haeghen (van der), heer Jan, toegelaten in 1609 tot het geslacht Steenweeghs.
  - Eesbeke (van) gen. Haeghen (van der), heer Jan Baptist, toegelaten in 1666 tot het geslacht Steenweeghs.
  - Eesbeke (van) gen. Haeghen (van der), heer Filip, toegelaten in 1632 tot het geslacht Steenweeghs.
  - Eesbeke (van), Antoon, gen. Van der Haeghe, toegelaten in 1568 tot het geslacht Serhuyghs.
  - Eesbeke (van), gen. van der Haeghen, Joris Ignatius, toegelaten in 1661 tot het geslacht Sweerts.
  - Eesbeke (van), Gillis, gen. Van der Haeghe, toegelaten in 1568 tot het geslacht Serhuyghs.
- Familie Van Elder
  - Elder (van), Pieter Dominicus, pastoor in Tildonk, toegelaten in 1770 tot het geslacht Coudenberg.
- Familie Van Elshout (van sinopel met een leeuw van zilver bekroond van goud met op de schouder een schild van goud met een rad van keel van Heusden)
  - Elshout (van), Jan Baptist, toegelaten in ....... tot het geslacht Serhuyghs
  - Elshout (van), Hher Theodoor, toegelaten op 2 augustus 1652 tot het geslacht Serhuyghs.
- Familie Van der Elst
  - Elst (van der), Arnold, behoorde in 1485 tot het geslacht de Roodenbeke.
  - Elst (van der), heer Adriaan, toegelaten op 13 juni 1587 tot het geslacht Coudenberg.
- Familie Van Erpe
  - Erpe (van), Jan, toegelaten in 1482 tot het geslacht Sweerts.
- Familie De Esdain
  - Esdain (de), Jakob Dorothea Jozef, toegelaten in 1766 tot het geslacht Serhuyghs.
- Familie De L'Espinoy
  - Espinoy (de l'), heer Filip, heer van Sint-Ulriks-Kapelle, toegelaten in 1589 tot het geslacht Steenweeghs.
- Familie Van Esselen
  - Esselen (van), Jan behoort in 1480 niet tot het geslacht Sweerts.
- Familie Estor
  - Estor, Hendrik, heer van Groot-Bijgaarden, echtgenoot van Elisabeth van Liere, behoorde in 1453 tot het geslacht Coudenberg. (afstamming nr. 76).
  - Estor, heer Bernhard, heer van Groot-Bijgaarden, toegelaten in 1520 tot het geslacht Serroelofs.
- Familie Van Eyck (gevierendeeld: 1 en 4 van azuur met drie eikels van goud; 2 en 3 van zilver met hoorn van sabel, vergezeld van drie rozen van keel)
  - Eyck (van), Cornelis, toegelaten in 1666 tot het geslacht Sweerts.
  - Eyck (van), Ernest, toegelaten in 1667 tot het geslacht Sweerts.
  - Eyck (van), Jan, toegelaten in 1637 tot het geslacht Sweerts.
  - Eyck (van), heer Hendrik, toegelaten in 1675 tot het geslacht Sweerts.
  - Eyck (van), heer Jan Baptist, toegelaten in 1675 tot het geslacht Sweerts.
  - Eyck (van), Filip, toegelaten in 1640 tot het geslacht Sweerts.
- familie Van der Eycken (van sinopel, schildhoofd van zilver, beladen met drie malies van sabel)
  - Eycken (van der), Karel, licentiaat in de rechten, toegelaten in 1578 tot het geslacht Serroelofs.
  - Eycken (van der), Claude, ridder, toegelaten in 1614 tot het geslacht Serroelofs.
  - Eycken (van der), Cornelis, heer van St-Joris en Rivieren, Jette, Ganshoren, enz., afstammend van het geslacht Serroelofs.
  - Eycken (van der), Jan, toegelaten in 1543 tot het geslacht Serroelofs.
  - Eycken (van der), heer Robrecht, toegelaten in 1623 tot het geslacht Serroelofs.
  - Eycken (van der), Filip Karel, toegelaten in 1570 tot het geslacht Serroelofs.
- Familie Van Eynatten (van zilver met schuinbalk van keel, vergezeld van zes merletten van hetzelfde 2, 1 en 1, 2)
  - Eynatten (van), Arnold, heer van Heukelom en de Schoonhove, toegelaten in 1539 tot het geslacht Serroelofs.
  - Eynatten (van), baron Nicolaas Hendrik, toegelaten in 1693 tot het geslacht Serroelofs.
  - Eynatten (van), baron Theodoor-Willem, toegelaten in 1731 tot het geslacht Serroelofs.
  - Eynatten (van), heer Arnold, Heer van Schoonhove, toegelaten in 1562 tot het geslacht Serroelofs.
  - Eynatten (van), heer Arnold Lambert, toegelaten in 1693 tot het geslacht Serroelofs.
  - Eynatten (van), heer Arnold Lambert, toegelaten in 1689 tot het geslacht Serroelofs.
  - Eynatten (van), heer Laurent, toegelaten in 1581 tot het geslacht Serroelofs.
  - Eynatten (van), heer Nicolaas, toegelaten in 1696 tot het geslacht Serroelofs.
  - Eynatten (van), heer Filip, toegelaten in 1641 tot het geslacht Serroelofs.
  - Eynatten (van), heer Theodoor, toegelaten in 1652 tot het geslacht Serroelofs.
  - Eynatten (van), mijnheer en meester Lodewijk, toegelaten in 1609 tot het geslacht Serroelofs.
- Familie Van den Eynde (gedeeld: 1) doorsneden, a) van ... een calvariekruis van ... b) de... met drie aaneengesloten ruiten schuinlinks geplaatst; 2) van goud met 3 hanen van sabel van Van Beringen)
  - Eynde (van den), meester Hieronymus, toegelaten in 1578 tot het geslacht Serhuyghs.

### F
- Familie Della Faille (van sabel met keper van goud beladen met 3 lelies van azuur en vergezeld van drie leeuwenhoofden van goud)
  - Della Faille, heer Jan Baptist, heer van Nevele, toegelaten in 1670 bij Roodebeke.
- Familie Fariseau (van zilver met keper van keel, beladen met drie sterren met zes punten van goud, vergezeld van drie leeuwtjes van keel, genageld en getongd van azuur)
  - Fariseau, Jan Jozef, toegelaten in 1737 tot het geslacht Sweerts.
  - Fariseau, Martin Jozef, toegelaten in 1742 tot het geslacht Sweerts.
- Familie Le Febure (van keel met keper van goud, vergezeld in het schildhoofd van twee rozen van zilver, geknopt van goud en in het schildpunt een klophamer van zilver, gesteeld van goud)
  - Febure (le), André Theodoor Frans, zoon van Frans, toegelaten in 1734 bij Roodebeke.
  - Febure (le), Willem Albrecht, toegelaten in 1670 tot het geslacht Sweerts.
  - Febure (le), Hendrik, toegelaten in 1679 tot het geslacht Sweerts.
  - Febure (le), Jakob Jozef, toegelaten in 1709 tot het geslacht Sweerts.
  - Febure (le), Jan Baptist Jozef Frans Xavier, toegelaten in 1754 tot het geslacht Sweerts.
  - Febure (le), Jan Karel Jozef, toegelaten in 1710 tot het geslacht Sweerts.
  - Febure (le), Jan Egidius, toegelaten in 1708 tot het geslacht Sweerts.
  - Febure (le), meester Willem Frans, toegelaten in bij Roodebeke in 1698.
  - Febure (le), Marc, toegelaten in 1684 tot het geslacht Sweerts.
  - Febure (le), heer Alexander Jeroen, toegelaten op 13 juni 1698 bij Roodebeke.
  - Febure (le), heer Frans Hendrik, toegelaten op 13 juni 1711 bij Roodebeke
  - Febure (le), heer Willem Jozef, toegelaten op 13 juni 1711 bij Roodebeke.
  - Febure (le), heer Jan Baptist, zoon van Frans, toegelaten in 1734 bij Roodebeke.
  - Febure (le), Filip, toegelaten in 1725 tot het geslacht Sweerts.
- Familie Fervacques (van zilver met keper van keel, vergezeld met drie doorboorde sterren van azuur) (Damien Breuls de Tiecke, Armorial bruxellois)
  - Fervacques, Edward, priester en kanunnik in Anderlecht, toegelaten in 1676 bij Roodebeke.
  - Fervacques, heer Gilbert, Balthazar, toegelaten in 1665 bij Roodebeke.
  - Fervacques, heer Leopold Willem, toegelaten op 13 juni 1674 bij Roodebeke.
- Familie Van Fierlant (gedeeld: van zilver en van keel met een vijfblad van het een in het andere)
  - Fierlant (van), Karel Frans, toegelaten in 1728 bij Roodebeke.
  - Fierlant (van), Karel Frans Filip Pieter, toegelaten in 1726 bij Roodebeke
  - Fierlant (van), Ferdinand Frans, toegelaten in 1725 tot het geslacht Sweerts.
  - Fierlant (van), Goswin Anne Maria Felix, toegelaten in 1754 bij Roodebeke.
  - Fierlant (van), Willem Antoon Maria Gabriel, toegelaten in 1788 bij Roodebeke.
  - Fierlant (van), Willem Antoon Nicolaas, toegelaten bij Roodebeke en ...
  - Fierlant (van), Jan Frans Jozef, toegelaten in 1772 bij Roodebeke.
  - Fierlant (van), heer Adriaan Dominiek, toegelaten in 1674 bij Roodebeke.
  - Fierlant (van), heer Karel Leopold, toegelaten in 1674 bij Roodebeke.
  - Fierlant (van), heer Cornelis Jan Ignatius, toegelaten in 1675 bij Roodebeke.
  - Fierlant (van), heer Frans Simon, toegelaten in 1669 bij Roodebeke.
  - Fierlant (van), heer Filip Ignatius, heer van Bodegem, toegelaten in 1669 bij Roodebeke.
- familie De Flodorp (van azuur met 3 waterbladen van zilver)
  - Flodorp (de), heer Antoon, toegelaten op 13 juni 1670 tot het geslacht Serhuyghs.
  - Flodorp (de), heer Pieter, heer van Glabbeek, toegelaten in 169... tot het geslacht Serhuyghs
- familie Floris
  - Floris, Paul, toegelaten in 1714 tot het geslacht Serhuyghs.
- Familie Fonton (van azuur met een degen van zilver met gevest van goud en een schrijfpen van zilver schuingekruist)
  - Fonton de La Salle, Bertrand Lodewijk Karel Antoon, toegelaten in 1774 tot het geslacht Sweerts.
  - Fonton, Pieter, in 1767 werd verklaard dat hij afstamde van het geslacht Coudenberg.
- Familie De Fourneau (van azuur bezaaid met blokjes van goud; met keper van de tweede kleur)
  - Fourneau (de), Adriaan, heer van Habbeke, toegelaten in 1631 tot het geslacht Coudenberg.
  - Fourneau (de), Karel, heer van Kruikenburg, Wambeek, Lombeek en Ternat, vermeld als afkomstig van het geslacht Coudenberg in 1579-82.
  - Fourneau (de), heer Karel, heer van Kruikenburg, toegelaten in 1580 tot het geslacht Steenweeghs.
  - Fourneau (de), heer Karel Antoon, heer van Worques en Everbeek, toegelaten in 1622 tot het geslacht Coudenberg.
  - Fourneau (de), heer Everard, toegelaten in 1617 tot het geslacht Coudenberg.
  - Fourneau (de), heer Jan, toegelaten in 1596 tot het geslacht Coudenberg.
  - Fourneau (de), heer Jan, ridder, heer van Kruikenburg, enz., toegelaten in 1598 tot het geslacht Coudenberg.
  - Fourneau (de), heer Theodoor, toegelaten in 1593 tot het geslacht Steenweeghs.
  - Fourneau (de), heer Theodoor, toegelaten in 1596 tot het geslacht Coudenberg.
  - Fourneau (de), Theodoor, toegelaten in 1593 tot het geslacht Coudenberg.
- Familie Francquen
  - Francquen De Boucquet, Karel Jozef Emmanuel, toegelaten in 1743 tot het geslacht Sweerts.
- Familie Frantzen
  - Frantzen, Karel Leonard, toegelaten in 1764 tot het geslacht Sweerts.
- Familie De Fraye
  - Fraye (de), Antoon Frans Dominiek, toegelaten, in 1751 tot het geslacht Serroelofs.
  - Fraye (de), Antoon Ignatius Jozef, toegelaten in 1735 tot het geslacht Serroelofs.
  - Fraye (de), Antoon Marie Jozef, toegelaten in 1700 tot het geslacht Serroelofs.
  - Fraye (de), Daniël Lodewijk, toegelaten in 1696 tot het geslacht Serroelofs.
  - Fraye (de), Egidius Anastase, toegelaten in 1696 tot het geslacht Serroelofs.
  - Fraye (de), Egidius Dominiek, toegelaten in 1720 tot het geslacht Serroelofs.
  - Fraye (de), Frans, toegelaten in 1670 tot het geslacht Serroelofs.
  - Fraye (de), Gabriel Frans, toegelaten in 1715 tot het geslacht Serroelofs.
  - Fraye (de), Gabriel Frans, toegelaten in 1689 tot het geslacht Serroelofs.
  - Fraye (de), Gillis, toegelaten in 1670 tot het geslacht Serroelofs.
  - Fraye (de), Willem, toegelaten in 1670 tot het geslacht Serroelofs.
  - Fraye (de), Willem Ignatius, toegelaten in 1699 tot het geslacht Serroelofs.
  - Fraye (de), Hendrik, toegelaten in 1670 tot het geslacht Serroelofs.
  - Fraye (de), Jan, heer van Mollem, toegelaten in 1566 tot het geslacht Serroelofs.
  - Fraye (de), Jan Albrecht, toegelaten in 1697 tot het geslacht Serroelofs.
  - Fraye (de), Jan Baptist, toegelaten in 1725 tot het geslacht Serroelofs.
  - Fraye (de), Jan Frans, toegelaten in 1715 tot het geslacht Serroelofs.
  - Fraye (de), Jan Filip, toegelaten in 1730 tot het geslacht Serroelofs.
  - Fraye (de), mijnheer en meester Gabriel Frans, toegelaten in 1674 tot het geslacht Serroelofs.
  - Fraye (de), mijnheer en meester Jan, toegelaten in 1584 tot het geslacht Serroelofs.
  - Fraye (de), Nicolaas Frans, toegelaten in 1762 tot het geslacht Serroelofs.
  - Fraye (de), Pieter, toegelaten in 1670 tot het geslacht Serroelofs.
  - Fraye (de), Pieter Karel, toegelaten in 1711 tot het geslacht Serroelofs.
  - Fraye (de), Pieter Wijnand Godfried, toegelaten in 1748 tot het geslacht Serroelofs.
  - Fraye (de), Vincent Albrecht Jozef, toegelaten in 1755 tot het geslacht Serroelofs.
- familie Frenier (van sinopel met schuinbalk van goud beladen met drie kepers van azuur geplaatst in de richting van de schuinbalk) (Damien Breuls de Tiecke, Armorial bruxellois)
  - Frenier, Engelbert, wordt in 1490 verklaard af te stammen van het geslacht Coudenberg.

### G
- Familie Van Gaethoven
  - Gaethoven (van) gen. Gathovius, heer Jan Baptist Huibrecht, heer van Hagedoorn en de Wilmeson, toegelaten in 1682 tot het geslacht Steenweeghs.
  - Gaethoven (van) gen. Gathovius, heer Lodewijk Jozef Jan Baptist, toegelaten in 1751 tot het geslacht Steenweeghs.
- Familie Gaillaert
  - Gaillaert, Lodewijk, toegelaten op 29 december 1654 tot het geslacht Steenweeghs.
  - Gaillaert, heer Karel, toegelaten in 1653 tot het geslacht Steenweeghs.
  - Gaillaert, mijnheer Jakob, toegelaten in 1630 tot het geslacht Steenweeghs.
  - Gaillard, Filip, toegelaten in 1580 bij Roodebeke.
- Familie De la Garbe (van azuur met drie koornschoven van goud)
  - Garbe (de la), meester Otto, toegelaten op 13 juni 1628 tot het geslacht Serhuyghs.
  - Garbe (de la), heer Ferdinand, toegelaten op 13 juni 1644 tot het geslacht Serhuyghs.
- Familie Gaucheret (van goud met zes sterren met zes punten van sabel geplaatst 3,2,1 in het vrijkwartier van zilver met drie lelies van sabel)
  - Gaucheret, Frans, priester, op 13 juni 1751 verklaard af te stammen van het geslacht Sleeus.
  - Gaucheret, Hendrik, toegelaten in 1758 tot het geslacht Sweerts.
  - Gaucheret, Jan Frans, toegelaten in 1751 tot het geslacht Sweerts.
  - Gaucheret, Pieter, toegelaten in 1761 tot het geslacht Sweerts.
- Familie De Gavre (dwarsbalk van zes stukken van keel en van zilver)
  - Gavre (de), heer Antoon, toegelaten op 14 juni 1601 tot het geslacht Sleeus.
- Familie Geeraerts
  - Geeraerts, Emmanuel Maria de Peterbroeck, toegelaten in 1783 tot het geslacht Steenweeghs.
- Familie Geubels (in 1 doorsneden, a) van ... met een calvariekruis van ... b) van ...met drie aaneengesloten ruiten schuinlinks geplaatst; 2) van goud met drie hanen van sabel") (het betreft de wapens van moederszijde van Catharina van den Eynde)
  - Geubels, Dominiek Jakob Frans, toegelaten op 13 juni 1663 tot het geslacht Serhuyghs.
  - Geubels, meester Pieter, toegelaten op 2 januari 1642 tot het geslacht Serhuyghs.
- Familie De Ghistelles (van keel met keper van hermelijn, vergezeld in het schildhoofd van een barensteel met drie hangers over de keper heen)
  - Ghistelles (de), heer Theodoor, heer van Thy, toegelaten in 1651 tot het geslacht Serhuyghs.
- Familie Gielis-Hujoel
  - Gielis-Hujoel, Willem Frans, toegelaten in 1700 tot het geslacht Sweerts.
- Familie Gillard
  - Gillard, Adriaan Jozef, toegelaten in 1782 tot het geslacht Sweerts.
  - Gillard, Jan Ferdinand Jozef, toegelaten in 1782 tot het geslacht Sweerts.
- Familie Van Gindertaelen (van keel met 5 ruiten van zilver geplaatst 3 en 2, vergezeld in het schildhoofd van een vijfblad van hetzelfde begeleid van twee sterren met zes punten van goud)
  - Gindertaelen (van), Albrecht, toegelaten in 1664 tot het geslacht Serhuyghs.
  - Gindertaelen (van), Karel, toegelaten in 1637 tot het geslacht Serhuyghs.
  - Gindertaelen (van), Karel Willem, toegelaten in 1720 tot het geslacht Serhuyghs.
  - Gindertaelen (van), Karel Jakob, toegelaten in 1665 tot het geslacht Serhuyghs.
  - Gindertaelen (van), Frans, toegelaten in 1699 tot het geslacht Serhuyghs.
  - Gindertaelen (van), Willem, toegelaten in 1669 tot het geslacht Serhuyghs.
  - Gindertaelen (van), Jakob, toegelaten in 1630 tot het geslacht Serhuyghs.
  - Gindertaelen (van), Jakob Gabriel, toegelaten in 1696 tot het geslacht Serhuyghs.
  - Gindertaelen (van), Jan, toegelaten in 1590 tot het geslacht Serhuyghs.
  - Gindertaelen (van), Jan Baptist, toegelaten in ... tot het geslacht Serhuyghs
  - Gindertaelen (van), Lancelot faisait partie van het geslacht in 1477 tot het geslacht Serhuyghs.
  - Gindertaelen (van), Lancelot, licentiaat in de rechten, toegelaten in 1597 tot het geslacht Serhuyghs.
  - Gindertaelen (van), Laurent, toegelaten in 1631 tot het geslacht Serhuyghs.
  - Gindertaelen (van), Lodewijk Karel, toegelaten in 1691 tot het geslacht Serhuyghs.
  - Gindertaelen (van), meester Jan, toegelaten in 1619 tot het geslacht Serhuyghs.
  - Gindertaelen (van), heer Alexander, toegelaten in 1644 tot het geslacht Serhuyghs.
  - Gindertaelen (van), heer Frans, toegelaten in 1691 tot het geslacht Serhuyghs.
  - Gindertaelen (van), heer Lancelot, toegelaten in 1696 tot het geslacht Serhuyghs.
- Familie De Glabbais
  - Glabbais (de), Jan-Baptist, toegelaten in 1679 tot het geslacht Sweerts.
- Familie Van Glymes (van zavel met leeuw van goud genageld en getongd van keel, beladen met een schild van azuur met de schuinbalk van goud)
  - Glymes (van of de), heer Gerard, heer van Stabroek, toegelaten in 1582 tot het geslacht Serhuyghs.
- Familie Gochet
  - Gochet, Jakob Frederik, toegelaten in 1726 tot het geslacht Serhuyghs.
- Familie Van der Gothen (doorsneden, 1 van zilver met drie palen van azuur; 2 van goud met zwemmende leeuw van keel)
  - Gothen (van der), Ferdinand Albrecht, toegelaten in 1720 tot het geslacht Serhuyghs.
  - Gothen (van der), Jozef Hendrik, toegelaten in 1755 tot het geslacht Serhuyghs.
  - Gothen (van der), Melchior Jozef Goswin, toegelaten in 1758 tot het geslacht Serhuyghs.
- Familie De Gottignies (van zilver met drie klophamers van sabel)
  - Gottignies (de), Augustijn, ridder, heer van den Haag en Woudenbroek, toegelaten in ... tot het geslacht Coudenberg.
  - Gottignies (de), heer Antoon, heer van Sint-Gertrudis Machelen, Neerijse en Meise, toegelaten in 1596 tot het geslacht Coudenberg.
  - Gottignies (de), Filip Ignatius Frans, heer van Woudenbroek en Steenkerke, toegelaten in 1701 tot het geslacht Coudenberg.
- Familie Goubau
  - Goubau, heer Augustin, toegelaten in 1691 bij Roodebeke
- Familie Govaerts
  - Govaerts, Adriaan, toegelaten in 1692, bij Roodebeke
- Familie Goyvaerts
  - Goyvaerts, Gaspard Frans, toegelaten in 1734 tot het geslacht Steenweeghs.
  - Goyvaerts, Jan Baptist, toegelaten in 1747 tot het geslacht Steenweeghs.
  - Goyvaerts, Lodewijk Alfons Dominiek, toegelaten in 1786 tot het geslacht Steenweeghs.
  - Goyvaerts, Lodewijk Alfons, toegelaten in 1742 tot het geslacht Steenweeghs.
  - Goyvaerts, Simon Jozef Leopold, toegelaten in 1781 tot het geslacht Steenweeghs.
  - Goyvaerts, Winand Jan, toegelaten in 1746 tot het geslacht Steenweeghs.
- Familie Van der Gracht
  - Gracht (van der), Frans Bernhard Hendrik Rogier Filip, baron van Rommerswael, toegelaten in 1755 tot het geslacht Serhuyghs.
  - Gracht (van der), Roger Filip, baron van Rommerswael, toegelaten in 1713 tot het geslacht Serhuyghs.
- Familie De Grave
  - Grave (van), Jakob, toegelaten op 13 juni 1699 tot het geslacht Steenweeghs.
- Familie Van Grave
  - Grave (van), Gilbert Jozef, heer van Loyens, toegelaten in 1641 tot het geslacht Serroelofs.
  - Grave (van), Gisbert, toegelaten in 1641 tot het geslacht Sweerts.
  - Grave (van), Maximiliaan Frans Guislein Filip Jozef, toegelaten in 1775 tot het geslacht Serroelofs.
  - Grave (van), heer Raes, toegelaten in 1621 tot het geslacht Sweerts.
  - Grave (van), Filip Jozef, toegelaten in 1741 tot het geslacht Serroelofs.
- Familie De La Greuze
  - Greuze (de la), Hendrik, toegelaten in 1597 tot het geslacht Coudenberg.
- Familie De Greve
  - Greve (de), André Jakob Jozef, toegelaten in 1730 tot het geslacht Steenweeghs.
  - Greve (de), Karel Filip, toegelaten in 1705 tot het geslacht Steenweeghs.
  - Greve (de), Jakob Hendrik, toegelaten in 1713 tot het geslacht Steenweeghs.
  - Greve (de), Jan Karel, toegelaten in 1726 tot het geslacht Coudenberg.
  - Greve (de), mijnheer en meester Karel Filip, toegelaten in 1668 tot het geslacht Steenweeghs.
  - Greve (de), Paul, toegelaten in 1729 tot het geslacht Coudenberg.
- Familie De Grez (gedwarsbalkt van keel en zilver met zes stukken)
  - Grez (de), Jan Baptist Antoon, toegelaten in 1661 tot het geslacht Sweerts, draagt: gevierendeeld 1/4 de Grez; 2/3 Hauwaert.
  - Grez (de), heer Jakob, toegelaten in 1736 tot het geslacht Sleeus.
  - Grez (de), heer Martin Karel Jozef, toegelaten op 29 februari 1745 tot het geslacht Sleeus.
  - Grez (de), heer Melchior, toegelaten in 1689 tot het geslacht Sweerts.
- Familie De Grimaldi (geruit van zilver en van keel)
  - Grimaldi (de), Jan Baptist, toegelaten op 28 juni 1591 tot het geslacht Serhuyghs.
  - Grimaldi (de), Simon, toegelaten in 1591 tot het geslacht Serhuyghs.
- Familie Guiset (van zilver bezaaid met klaverbladen van sinopel)
  - Guiset, Winand, toegelaten in 1637 tot het geslacht Serhuyghs.
  - Guiseth of Guisset, heer Jan Baptist, toegelaten tot het geslacht Coudenberg, in 1607 tot het geslacht Coudenberg.
  - Guiseth of Guisset, heer Pieter Jozef, toegelaten in 1658 tot het geslacht Coudenberg.

### H
- Familie Haeck
  - Haeck, Adriaan Jozef, toegelaten in 1747 tot het geslacht Sweerts.
- familie Van der Haeghen
  - Haeghen (van der), meester Willem, toegelaten in 1636 tot het geslacht Sweerts.
  - Haeghen (van der), meester Hendrik, toegelaten in 1636 tot het geslacht Sweerts..
  - Haeghen (van der), heer Honoré, voorlopige toegelaten op 7 augustus 1686 tot het geslacht Sweerts.
- Familie Van Haelen
  - Haelen (van), Antoon Marc, toegelaten in 1745 tot het geslacht Steenweeghs.
  - Haelen (van), Hendrik Jozef, toegelaten in 1747 tot het geslacht Steenweeghs.
  - Haelen (van), Jan Frans, toegelaten in 1745 tot het geslacht Steenweeghs.
- Familie De Haen
  - Haen (de), Jan, toegelaten in 1595 tot het geslacht Steenweeghs.
  - Haen (de), Thomas, toegelaten in 1591 tot het geslacht Steenweeghs.
- Familie Haghemans
  - Haghemans, heer Jan Clet, toegelaten in 1752 tot het geslacht Coudenberg.
- Familie van Halle (van sabel met hoekig schildhoofd van zilver)
  - Halle (van), Pieter, toegelaten in 1544 tot het geslacht Serhuyghs.
- Familie van Halen (van azuur met leeuw van goud genageld en getongd van keel)
  - Halen (van), Jan Baptist werd in 1765 verklaard af te stammen van Coudenberg.
- Familie Van Halewyck
  - Halewyck (van), Daniël Benedict, toegelaten in 1721 tot het geslacht Serhuyghs.
  - Halewyck (van), Daniël Benedict, toegelaten in 1748 tot het geslacht Serhuyghs.
  - Halewyck (van), Hendrik Guislein, toegelaten in 1744 tot het geslacht Serhuyghs.
  - Halewyck (van), Jan Lodewijk, toegelaten in 1763 tot het geslacht Serhuyghs.
  - Halewyck (van), Lodewijk Hendrik Jakob Jozef, toegelaten in 1765 tot het geslacht Serhuyghs.
  - Halewyck (van), Lodewijk Joost, toegelaten in 1731 tot het geslacht Serhuyghs.
- Familie Halfhuys
  - Halfhuys, Jan faisait partie van het geslacht in 1464 tot het geslacht Steenweeghs.
- Familie Van Halle
  - Halle (van), Jan Frans, toegelaten in 1678 tot het geslacht Serhuyghs.
  - Halle (van), Pieter, toegelaten in 1545 tot het geslacht Serhuyghs.
- Familie Van Hamme (gevierendeeld: 1 en 4 van goud met dwarsbalk van azuur; met schuinkruis van keel, over alles heen; 2 en 3 van zilver met vijf ruiten van keel, schuin boven elkaar).
  - Hamme (van), baron Willem, toegelaten in 1615 tot het geslacht Serroelofs.
  - Hamme (van), heer Antoon, toegelaten op 13 juni 1615 tot het geslacht Steenweeghs.
  - Hamme (van), heer Antoon Ferdinand, toegelaten in 1651 tot het geslacht Serroelofs.
  - Hamme (van), heer Willem, toegelaten in 1626 tot het geslacht Steenweeghs.
  - Hamme (van), heer Jeroen, toegelaten in 1593 tot het geslacht Steenweeghs.
  - Hamme (van), heer Filibert, toegelaten in 1629 tot het geslacht Steenweeghs.
  - Hamme (van), heer Filibert, toegelaten in 1633 tot het geslacht Serroelofs.
  - Hamme (van), heer Pieter, toegelaten in 1593 tot het geslacht Steenweeghs.
  - Hamme (van), heer Theodoor, toegelaten in 1666 tot het geslacht Serroelofs.
  - Hamme (van), Filibert, toegelaten in 1629 tot het geslacht Serroelofs.
- Familie Van den Hane gen. Vilain
  - Hane (van den) gen. Vilain, Jan, echtgenoot van Catharina van Sint-Gerix, 15e eeuw, tot het geslacht Coudenberg (niet opgenomen door **van der Meulen) (afstamming 65).
- Familie Hannosset
  - Hannosset, Karel Jozef Hyacinth, toegelaten in 1770 tot het geslacht Serhuyghs.
  - Hannosset, Frans Jozef Hyacinth, toegelaten in 1745 tot het geslacht Serhuyghs.
- Familie Happart
  - Happart, Karel André, toegelaten in 1667 tot het geslacht Sleeus.
  - Happart, Jeroen, toegelaten in 1667 tot het geslacht Sleeus.
  - Happart, heer Adriaan-Filip,(+8-12-1773), toegelaten op 13-6-1741 tot het geslacht Sleeus, echtgenoot van Isabelle-Hendrikette t'Kint (+19-5-1784). ( F V Goethals:Miroir des Not Nob Tome I p. 253).
  - Happart, heer Albrecht, toegelaten in 1687 tot het geslacht Sleeus.
  - Happart, heer Antoon, toegelaten in 1700 tot het geslacht Sleeus.
  - Happart, heer Frans Jozef Gabriel, toegelaten in 1749 tot het geslacht Sleeus.
  - Happart, heer Jan Antoon, toegelaten in 1741 tot het geslacht Sleeus.
  - Happart, heer Joost, toegelaten in 1771 tot het geslacht Sleeus.
  - Happart, heer Filip, toegelaten in 1603 tot het geslacht Sweerts.
  - Happart, heer Filip Nicolaas, heer van Olmen, toegelaten op 13 juni 1707 tot het geslacht Sweerts.
- Familie De Harra
  - Harra (de), heer Filip Eugeen, toegelaten in 1615 tot het geslacht Sweerts.
- Familie Hartius (van keel met twee adelaars van goud naast elkaar, die van links omgewend)
  - Hartius, Antoon, toegelaten in 1604 tot het geslacht Serhuyghs.
  - Hartius, Ferdinand, toegelaten in 1627 tot het geslacht Serhuyghs.
  - Hartius, meester Nicolaas, toegelaten in 1625 tot het geslacht Serhuyghs.
  - Hartius, Martin, toegelaten in 1659 tot het geslacht Serhuyghs.
  - Hartius, Nicolaas, toegelaten in 1625 tot het geslacht Serhuyghs.
  - Hartius, Otto, toegelaten in 1626 tot het geslacht Serhuyghs.
- Familie Van den Hecke (gevierendeeld: 1 en 4 van keel met drie torens van zilver, elk verlicht van twee stukken van azuur, open van hetzelfde; 2 en 3, vijf punten van goud, aangrenzend aan vier van sabel)
  - Hecke (van den), Emmanuel, toegelaten in 1601 tot het geslacht Steenweeghs.
  - Hecke (van den), Jan, toegelaten in 1462 tot het geslacht Coudenberg.
  - Hecke (van den), Jan, toegelaten in 1626 tot het geslacht Steenweeghs.
  - Hecke (van den), Jan, afstammend van het geslacht in 1508 tot het geslacht Coudenberg.
  - Hecke (van den), Joost, afstammend van het geslacht in 1534 tot het geslacht Coudenberg.
  - Hecke (van den), Leonard, afstammend van het geslacht in 1560 tot het geslacht Coudenberg.
  - Hecke (van den), Martin, toegelaten in 1462 tot het geslacht Coudenberg.
  - Hecke (van den), heer Christiaan Frans, toegelaten in 1676 tot het geslacht Steenweeghs.
  - Hecke (van den), heer Jan, toegelaten in 1587 tot het geslacht Coudenberg.
  - Hecke (van den), heer Jan Baptist, toegelaten in 1674 tot het geslacht Steenweeghs.
  - Hecke (van den), heer Leonard, toegelaten in 1610 tot het geslacht Coudenberg.
  - Hecke (van den), heer Lodewijk Frans, toegelaten in 1665 tot het geslacht Steenweeghs.
- Familie Van den Heetvelde (van goud met een band van keel beladen met een schild van Brabant en twee klophamers van zilver hellend in de richting van de schuinbalk)
  - Heetvelde (van den), Antoon, toegelaten in 1495 bij Roodebeke.
  - Heetvelde (van den), Bartholomeus, toegelaten in 1527 tot het geslacht Sweerts.
  - Heetvelde (van den), Hugo behoorde tot het geslacht in 1480 tot het geslacht Sweerts.
  - Heetvelde (van den), Jan behoorde in 1485 tot het geslacht Roodenbeke.
  - Heetvelde (van den), Jan, toegelaten in 1484 tot het geslacht Sweerts.
  - Heetvelde (van den), Jan, toegelaten in 1500 bij Roodebeke.
  - Heetvelde (van den), ridder Willem, toegelaten in 1485 bij Roodebeke.
  - Heetvelde (van den), heer Adolf, heer van Eeckhoven, toegelaten in 1584 tot het geslacht Serhuyghs.
  - Heetvelde (van den), heer Antoon, heer van Tildonk, toegelaten op 14 mei 1591 bij Roodebeke.
  - Heetvelde (van den), Filip behoorde in 1485 tot het geslacht de Roodenbeke.
  - Heetvelde (van den), Pieter, ook in 1485 bij Roodebeke.
  - Heetvelde (van den), Thierry, heer van Kraainem en Korbeek, toegelaten in 1516 bij Roodebeke.
  - Heetvelde (van den), Wautier, ook in 1485 bij Roodebeke.
- Herkenbald
  - Herkenbald, schepen en patriciër, leefde rond 1020.
- Familie De Herckenrode
  - Herckenrode (de), Pieter, toegelaten op 23 juli 1714 tot het geslacht Sweerts.
- Familie de Heredia
  - Heredia (de), heer Pieter Frans, toegelaten in 1700 tot het geslacht Serroelofs.
- Familie Van Herlaer
  - Herlaer (van), heer Karel, toegelaten op 13 juni 1553 tot het geslacht Serhuyghs.
- Familie Van der Hert
  - Hert (van der), Antoon behoorde in 1521 tot het geslacht Steenweeghs.
  - Hert (van der), Antoon behoorde in 1548 tot het geslacht Steenweeghs.
  - Hert (van der), Antoon behoorde in 1578 tot het geslacht Steenweeghs
  - Hert (van der), Antoon, toegelaten in 1518 tot het geslacht Sweerts.
  - Hert (van der), Willem, behoorde in 1494 tot het geslacht Steenweeghs.
- Familie Hertewyck
  - Hertewyck, Jan, heer van Droogenbosch, enz., toegelaten in 1511 tot het geslacht Serroelofs.
- Familie De Hertoghe
  - Hertoghe (de), Egidius, in 1387 als afkomstig van het geslacht Coudenberg.
  - Hertoghe (de), Willem, in 1340 als afkomstig van het geslacht Coudenberg.
  - Hertoghe (de), Jan, schepen van Brussel van het geslacht Coudenberg, trouwde met Lysbeth van der Hellen in 1395 (niet vermeld door Van der Meulen) (afstamming 62)
  - Hertoghe (de), Lodewijk, behoorde tot het geslacht Sleeus in 1482.
  - Hertoghe (de), heer Joost Lodewijk, toegelaten in 1663 tot het geslacht Steenweeghs
  - Hertoghe (de), Otto, afstammend van het geslacht in 1386 tot het geslacht Coudenberg.
- Familie De Herzelles
  - Herzelles (de), heer Ferdinand, toegelaten op 13 juni 1670 tot het geslacht Sleeus.
  - Herzelles (de), heer Willem Filip, heer van Sart, toegelaten op 7 februari 1667 tot het geslacht Sleeus.
  - Herzelles (de), heer Jan Baptist, toegelaten op 13 juni 1669 tot het geslacht Sleeus.
- Familie De Hesdin
  - Hesdin (de), Jakob Dorothée Jozef, toegelaten in 1768 tot het geslacht Serhuyghs.
- Familie Van Heusden
  - Heusden (van), gen. Van Elshout, heer Jan-Gerard, heer van Blanckenaer, toegelaten op 13 juni 1677 tot het geslacht Serhuyghs.
- Familie Van Heyembeke (van sabel met drie sterren met 5 punten van zilver –twee zichtbaar- in het vrijkwartier van goud met dwarsbalk van azuur, het schildhoofd hiervan beladen met een uitkomende leeuw van keel)
  - Heyembeke (van), meester Frans, toegelaten in 1621 tot het geslacht Serhuyghs.
  - Heyembeke (van), heer Frederic, toegelaten in 1668 tot het geslacht Serhuyghs.
  - Heyembeke (van), Rogier, behoorde tot het geslacht in 1480 tot het geslacht Serroelofs.
  - Heyembeke (van), Rutger Theodoor, toegelaten in 1666 tot het geslacht Serhuyghs.
  - Heyembeke (van), Theodoor, toegelaten op 13 juni 1627 tot het geslacht Serhuyghs.
- Familie Ver Heyleweghen
  - Heyleweghen (ver), heer Adriaan, toegelaten in 1599 tot het geslacht Coudenberg.
- Familie Heymans
  - Heymans, Frans, toegelaten in 1670 tot het geslacht Sweerts.
  - Heymans, Ignatius, toegelaten in 1662 tot het geslacht Sweerts.
  - Heymans, Jan, toegelaten in 1641 tot het geslacht Sweerts.
  - Heymans, Jan Hendrik, toegelaten in 1615 tot het geslacht Sweerts.
  - Heymans, Jan Ignatius, toegelaten in 1691 tot het geslacht Sweerts.
  - Heymans, Theodoor, toegelaten in 1716 tot het geslacht Sweerts.
- Familie Hillair
  - Hillair, Jakob, toegelaten in 1750 tot het geslacht Coudenberg.
  - Hillair, Nicolaas Antoon, toegelaten in 1752 tot het geslacht Coudenberg.
- Familie Hinckaert 
  - Hinckaert, Jan, toegelaten in 1523 tot het geslacht Serroelofs.
  - Hinckaert, ridder Jan behoorde in 1480 tot het geslacht Serroelofs.
  - Hinckaert, heer Karel, toegelaten op 13 juni 1586 tot het geslacht Sleeus.
  - Hinckaert, heer Frans, heer van Ter-Brugghe, toegelaten in 1545 tot het geslacht Serroelofs.
  - Hinckaert, heer Jan, heer van Corbais, toegelaten in 1541 tot het geslacht Serroelofs.
  - Hinckaert, Filip, toegelaten in 1513, tot het geslacht Serroelofs.
- Familie Hody
  - Hody, tot het geslacht Steenweeghs.
- Familie Van der Hoffstadt
  - Hoffstadt (van der), heer Willem, toegelaten in 1571 tot het geslacht Serroelofs.
- Familie Hofmans
  - Hofmans, heer Jan, toegelaten in 1636 tot het geslacht Sweerts.
  - Hofmans, heer Nicolaas, toegelaten in 1611 tot het geslacht Sweerts.
- Familie De Hont
  - Hont (de), Antoon, toegelaten in 1486 tot het geslacht Sweerts.
  - Hont (de), gen. Batenborch, mijnheer Felix, behoorde in 1480 niet tot het geslacht Sweerts.
- Familie Van Horenbeke
  - Horenbeke (van), Karel Amand behoorde tot het geslacht in 1696 tot het geslacht Steenweeghs.
  - Horenbeke (van), Frans Ange behoorde tot het geslacht in 1703 tot het geslacht Steenweeghs.
  - Horenbeke (van), Jan Florimond behoorde tot het geslacht in 1703 tot het geslacht Steenweeghs.
  - Horenbeke (van), heer ridder Jan Baptist, heer van Alsingen, behoorde tot het geslacht in 1676 tot het geslacht Steenweeghs.
  - Horenbeke (van), heer Filip Karel Albrecht toegelaten in 1730 tot het geslacht Steenweeghs.
- Familie Van Horne
  - Horne (van), Jakob Frans, toegelaten in 1670 tot het geslacht Serhuyghs.
  - Horne (van), mijnheer en meester Jakob Frans, toegelaten in 1670 tot het geslacht Sweerts.
- Familie De Hose
  - Hose (de), Michiel-Jan, toegelaten in 1709 bij Roodebeke.
- Familie Van Houbracken
  - Houbracken (van), mijnheer en meester Filip, toegelaten in 1578 bij Roodebeke.
- Familie Van Houwaert (van goud, met de dwarsbalk van azuur, beladen met een gedeeld schild gesteeld van zilver en van keel, vergezeld in het schildhoofd van een halve leeuw van de laatste kleur, uitgaande van de bovenste zoom van de dwarsbalk)
  - Houwaert (de of van), Jakob behoorde tot het geslacht Sweerts in 1480.
  - Houwaert (de of van), Jan Baptist behoorde tot het geslacht Sweerts in 1580.
  - Houwaert (de of van), Jan Baptist, toegelaten in 1619 tot het geslacht Sweerts.
  - Houwaert (de of van), Jan Baptist Palamedes, toegelaten in 1663 tot het geslacht Sweerts.
  - Houwaert (de of van), heer Jan Baptist, toegelaten in 1630 tot het geslacht Sweerts.
  - Houwaert (de of van), Palamedes, ridder, toegelaten in 1627 tot het geslacht Sweerts.
  - Houwaert (de of van), Raphael, toegelaten in 1602 tot het geslacht Sweerts.
- Familie Hugo
  - Hugo, Jan Jakob, toegelaten in 1701 bij Roodebeke.
  - Hugo, David Engelbert, toegelaten in 1657 bij Roodebeke.
  - Hugo, Frans, toegelaten in 1767 bij Roodebeke.
  - Hugo, Jakob, toegelaten in 1667 bij Roodebeke.
  - Hugo, Jan, toegelaten in 1700 bij Roodebeke.
- Familie Hujoel
  - Hujoel, Adolf, toegelaten op 12 juni 1568 bij Roodebeke.
  - Hujoel, meester Luc, toegelaten op 13 juni 1590 tot het geslacht Coudenberg.
  - Hujoel, heer Jan, toegelaten op 13 juni 1609 tot het geslacht Sleeus.
  - Hujoel, heer Jan, toegelaten op 14 juni 1591 tot het geslacht Sleeus.
- Familie Hulin
  - Hulin, Ferdinand, toegelaten in 1748 tot het geslacht Serhuyghs. Hulin, Ferdinand werd verklaard te zijn toegelaten in 1730 tot het geslacht Sleeus.
- Familie Van Hullegaerden
  - Hullegaerden (van), Frans Hyacinth, toegelaten in 1751 tot het geslacht Coudenberg.
- Familie De Hulstere
  - Hulstere (de), Laurent Maria, toegelaten in 1769 bij Roodebeke.
  - Hulstere (de), Michiel Jozef, toegelaten in 1769 bij Roodebeke.
  - Hulstere (de), Romuldus Donaat, toegelaten in 1769 bij Roodebeke.
- Familie Huys
  - Huys, Jan. heer van Thy, toegelaten in 1737 tot het geslacht Sweerts.
  - Huys, Jan Jozef, heer van Bois-St.-Jan, toegelaten in 1767 tot het geslacht Sweerts.
  - Huys, Jan Jozef, heer van Thy, toegelaten in 1707 tot het geslacht Sweerts.
  - Huys, Filip-Cleriarde-Jozef, heer van Thy, toegelaten in 1767 tot het geslacht Sweerts.
- Familie Huysman
  - Huysman, Chretien Hendrik Jozef Guislein, heer van Annecroix, toegelaten in 1765 tot het geslacht Sweerts.
  - Huysman, Joris Jeroen Sebastiaan Guislein, heer van Belle, toegelaten in 1765 tot het geslacht Sweerts.
  - Huysman, Jakob Hendrik, toegelaten in 1685 tot het geslacht Sweerts.
  - Huysman, Jan Emmanuel Silvestre, heer van Honzem, toegelaten in 1765 tot het geslacht Sweerts.
  - Huysman, Leonard Frans de Paule-Guislain, heer van Neufcour, toegelaten in 1765 tot het geslacht Sweerts.
  - Huysman, Nicolaas Jan Jozef, heer van la Mothe, toegelaten in 1765 tot het geslacht Sweerts.
  - Huysman, Sebastiaan, toegelaten in 1681 tot het geslacht Sweerts.
  - Huysman, Sebastiaan Antoon, toegelaten in 1726 tot het geslacht Sweerts.

### I
- Familie Van Impde
  - Impde (van) gen. van Wemmele, Egidius Pieter, heer van Laethove en Moorsrolle, toegelaten in 1749 tot het geslacht Steenweeghs.
  - Impde (van) gen. van Wemmele, Jakob Pieter, toegelaten in 1749 tot het geslacht Steenweeghs
- Familie Van Ingelant (van zilver met schuinkruis van keel; over alles heen een schild van goud met steigerend paard van keel)
  - Ingelant (van), Willem, toegelaten in 1532 tot het geslacht Serhuyghs.
  - Ingelant (van), Jan, toegelaten tot het geslacht in 1527 tot het geslacht Serhuyghs.
  - Ingelant (van), meester Willem, toegelaten in 1540 tot het geslacht Serhuyghs.

### J
- Familie Jakobs (van azuur met 3 Sint-Jakobsschelpen van goud geplaatst 2 en 1) (zie: Jan Jakobs, goudsmid.)
  - Jakobs, Hendrik, toegelaten in 1696 bij Roodebeke.
  - Jakobs, heer Frans Hyacinth, toegelaten in 1695 tot het geslacht Serhuyghs.
  - Jakobs, heer Hendrik Theodoor Jan, toegelaten in 1749 bij Roodebeke.
  - Jakobs, Michiel Hyacinth, toegelaten in 1699 bij Roodebeke.
  - Jacops, mijnheer en meester Hendrik, toegelaten op 13 juni 1697 bij Roodebeke.
- Familie Jaerens
  - Jaerens, Andreas Frans Jozef, toegelaten in 1731 tot het geslacht Serhuyghs.
  - Jaerens, Bartholomé Jozef, toegelaten in 1738 tot het geslacht Serhuyghs.
  - Jaerens, Jozef Antoon Albrecht, toegelaten in 1747 tot het geslacht Serhuyghs.
- Familie De Jeger (van keel met degen van zilver met gevest van goud, paalsgewijs geplaatst, punt naar beneden)
  - Jeger (de), heer Jan Karel, toegelaten in 1633 tot het geslacht Serhuyghs. (wapens: 1/4 van Jeger; 2/3 van sabel met het rad van zilver met 5 spaken)
  - Jeger (de), heer Wauthier Michiel, toegelaten in 1633 tot het geslacht Serhuyghs.
- Familie Jocquet
  - Jocquet, heer Guidon, toegelaten in 1634 bij Roodebeke.
  - Jocquet, heer Jan Baptist, toegelaten op 13 augustus 1636 bij Roodebeke.
- Familie Jonckbouwens (gevierendeeld 1/4 van zilver met 3 klaprozen van sinopel; 2/3 van goud met de schuinbalk van sabel beladen met 3 klophamers van zilver geplaatst in de richting van de schuinbalk, in het linkervrijkwartier vergezeld van een schild van Serhuyghs. Over alles heen een schild van azuur met gekarteld schuinkruis van goud, schildhoofd van... met 3 wassenaars van... naast elkaar)
  - Jonckbouwens, meester Hendrik, toegelaten in 1619 tot het geslacht Serhuyghs.
  - Jonckbouwens, meester Pieter, toegelaten in 1623 tot het geslacht Serhuyghs.
  - Jonckbouwens, Marc, toegelaten in 1625 tot het geslacht Serhuyghs.
- Familie Joris
  - Joris, Pieter, toegelaten in 1749 tot het geslacht Serroelofs.

### K
- Familie De Keg(h)el(e)  (van keel met drie kegels van zilver)[7]
  - Kegel (de), Hendrik, toegelaten in 1376 tot het geslacht Sweerts, × Elisabeth Starckx alias sCockx.
  - Kegel (de), Hendrik, vermeld in 1376 als behorend tot het geslacht Sweerts, fait relief du fief de Ternat in 1410, × Catharina Pipenpoy.
  - Keghel (de), heer Jan, ridder, geciteerd in 1375 als behorend tot het geslacht Sweerts, schepen de Brussel in 1393, × Catharina van der Bruggen.
  - Kegel (de), Hendrik, vermeld in 1394 als behorende tot het geslacht Sweerts.
  - Kegel (de), Jan, ridder, vermeld in 1400 als behorend tot het geslacht Sweerts, schepen de Brussel in 1442-1443.
  - Kegel (de), Gillis, ridder, vermeld in 1410 als behorend tot het geslacht Sweerts, × Beatrijs Bodevaerts.
  - Kegel (de), Hendrik, vermeld in 1414 als behorend tot het geslacht Sweerts.
  - Keghel (de), Gillis, gen. de Oude, schepen de Brussel in 1420 × Elisabeth van Stalle.
  - Kegel (de), Hendrik, niet vermeld in 1480 als behorende tot het geslacht Sweerts.
  - Kegel (de), Joost, niet vermeld in 1480 als behorende tot het geslacht Sweerts.
  - Kegel (de), Hendrik, schepen van Brussel in 1482, × Margaretha van Heelbeke.
  - Kegel (de), meester Jan, licentiaat in burgerlijk recht en in canoniek recht, schepen van Brussel in 1486, 1492, 1509 en 1514.
  - Keghele (de), Jan, schepen van Brussel in 1510.
- Familie Van der Kelen (van keel met drie lelies van zilver vergezeld van 7 blokjes van goud, 3 in het schildhoofd, twee aan de zijden en twee in de schildpunt)
  - Kelen (van der), Jan behoorde in 1528 niet tot het geslacht.
- Familie Van den Kerckhoven
  - Kerckhoven (van den), Herman, toegelaten in 1482 tot het geslacht Serroelofs.
- Familie Keremans (van goud met 3 merlets van sabel)
  - Keremans (Jr. Filip), toegelaten in 1793 tot het geslacht Serhuyghs.
- Familie De Kerpen
  - Kerpen (de), mijnheer en meester Dominiek, toegelaten in 1710 tot het geslacht Serhuyghs.
- Familie Van Kersbeke
  - Kersbeke (van), heer Jan, ridder, behoorde tot het geslacht Sweerts in 1457.
- Familie Van Kesterbeke
  - Kesterbeke (van), Arnold, behoorde tot het geslacht Sweerts in 1480.
- Familie Van Kestergat
  - Kestergat (van), Hercules van Edingen gen. Van Kestergat toegelaten in 1531 tot het geslacht Serroelofs.
  - Kestergat (van), Lodewijk, ridder, toegelaten in 1483 tot het geslacht Serroelofs.
  - Kestergat (van), heer Willem van Edingen gen. de Kestergat toegelaten in 1620 tot het geslacht Serroelofs.
  - Kestergat (van), heer Lodewijk gen. van Edingen, toegelaten in 1509 tot het geslacht Serroelofs.
  - Kestergat (van), heer Pieter, toegelaten in 1506 tot het geslacht Serroelofs.
  - Kestergat (van), Pieter, toegelaten in 1485 tot het geslacht Serroelofs.
- Familie De Keysere
  - Keysere (de), heer Willem, gen. de Jonge verschijnt in 1599 als toegelaten tot het geslacht Steenweeghs.
  - Keysere (de), heer Willem, heer van Nosseghem, comparut tot het geslacht Steenweeghs in 1578.
- Familie T'Kint (van zilver met golvende schuinbalk van keel vergezeld van tien blokjes van hetzelfde, vijf in het hoofdschild geplaatst 3, 2 en vijf in de punten geplaatst 2, 3)
  - Kint (t'), Hendrik, (1653-1725), heer van het Cijnshof van Zegbroek, toegelaten tot het geslacht Serhuyghs op 13 juni 1713. (Cahiers bruxellois: reg. van het geslacht Serhuygs blz.92-93-94).
  - Kint (t'), Joost, (1682-1761), heer van La Queue, schepen van Brussel, voorlopig toegelaten op 14 december 1726 tot het geslacht Serhuyghs. (Cahiers bruxellois: reg. van het geslacht Serhuygs p. 107).
  - Kint (t') de Roodenbeke, Cornelis, (1720-1785) X Maria Francolet, toegelaten op 13 juni 1747 tot het geslacht Sweerts. (genealogicum belgicum 5: Sweerts blz.166).
  - Kint (t'), Frans, (1699-1767), pastoor van Zandbergen, kind van Frans (1672-1742) en van Anna-Catharina de Backer, toegelaten tot het geslacht Sweerts op 13 juni 1746. (Genealogicum belgicum 5: Sweerts)
  - Kint (t'), Hendrik Jozef (1714-1759), toegelaten tot het geslacht Sweerts op 13 juni 1746, zoon van Frans (1672-1742) en van Anna Catharina de Backer. (Genealogicum belgicum 5: Sweerts). Toegelaten op 17 november 1753 tot het geslacht Uyter Liemingen (Leuven). (Brabantica Iii 1e partie, Genealogicum Belgicum 1958, blz.254 nr. 42).
  - Kint (t'), Joost Laurent, éc. (1722-1781), toegelaten tot het geslacht Roodenbeke le 13-6-1769, geadeld op 23 januari 1754. (gesl. van Brussel: nr. 9-10) en (F.V. Goethals)
  - Kint (t'), Jakob, éc. (1732-1810), toegelaten op 13 juni 1769 tot het geslacht Roodenbeke, geadeld op 23 januari 1754. (gesl. van Brussel: nr. 9-10)
  - Kint (t'), Jozef, (°1716), kanunnik in Geraardsbergen, zoon van Frans (1672-1742) en van Anna-Catharina de Backer, toegelaten tot het geslacht Sweerts 13 juni 1746. (Genealogicum belgicum 5: Sweerts).
  - Kint (t'), Jan Baptist Jozef, éc., (1760-1823), zoon van Joos-Laurent (1722-1781) en Barbara de Vos, toegelaten op 13 juni 1786 tot het geslacht Roodenbeke. (gesl. van Brussel: nr. 9-10).
  - Kint (t’), Arnoud, (1464-1549), trouwde op 5 november 1486 met Maria van Damme, toegelaten tot het geslacht Roodenbeke op 22 augustus 1489 uit hoofde van zijn moeder Catharina van der Meeren. (afstamming 78) (Les lignages de Bxl nr. 123-124 dec.1990).
  - Kint (t'), Pieter (1495-1562), zoon van Arnold (1464-1549) en Maria van Damme, toegelaten tot het geslacht Roodenbeke in 1523, (L'intermédiaire des généalogistes sept 1988 blz. 268), (Léo Lindemans).
  - Kint (t'), Gillis (1491-1545), zoon van Arnold (1464-1549) en Maria van Damme, toegelaten tot het geslacht Roodenbeke in 1519, (L'intermédiaire des Généalogistes sept. 1988 blz. 268) en (Léo Lindemans).
  - Kint (t'), Gillis (+1524), toegelaten tot het geslacht Roodenbeke in 1502 uit hoofde van zijn moeder Catharina van der Meeren, echtgenote van Jan t'Kint. ( L'intermédiaire des Généalogistes sept. 1988 blz. 267).
  - Kint (t'), Jan (+1538), toegelaten bij Roodebeke op 6 februari 1505 uit hoofde van zijn moeder Catharina van der Meeren, echtgenote van Jan t'Kint. (F.V. Goethals) en (l'intermédiaire des généalogistes).

### L
- Familie De Lados (van zilver met dwarsbalk van keel beladen met een hoekig latwerk van goud)
  - Lados (de), Albrecht Jozef Antoon, toegelaten in 1763 tot het geslacht Sweerts.
- Familie Van Laer
  - Laer (van), Jan, toegelaten in 1731 tot het geslacht Sweerts.
- Familie Van Laethem (van hermelijn met dwarsbalk van azuur)
  - Laethem (van), Arnold, toegelaten op 13 juni 1545 bij Roodebeke.
  - Laethem (van), Cornelis, toegelaten op 13 juni 1546 bij Roodebeke.
  - Laethem (van), Frans Martin, toegelaten in 1782 tot het geslacht Serhuyghs.
  - Laethem (van), Gabriel Jozef, toegelaten in 1727 tot het geslacht Serhuyghs.
  - Laethem (van), ridder Jozef, toegelaten in 1726 tot het geslacht Serhuyghs.
  - Laethem (van), heer Karel, heer van Court-Saint-Étienne en Bouchout, toegelaten op 13 juni 1589 bij Roodebeke.
- Familie Van Lalaing (gevierendeeld: 1/4 van keel met tien aaneengesloten en aanstotende ruiten van zilver, 3-3-3-1: 2/3, gegeerd van zilver en van hermelijn)
  - Lalaing (van), ridder Pieter Hippoliet, heer van Mouillerie-Nuyenhove, toegelaten op 13 juni 1634 tot het geslacht Serhuyghs.
  - Lalaing (van), heer Karel Filip, heer van Ohain, toegelaten in 1634 tot het geslacht Serhuyghs. (gevierendeeld: 1/4 zoals hierboven; 2/3 van ... met 3 palen van ...; een schild over alles heen van .. met een leeuw van...bezaaid met staven van...)
- Familie Lallemand
  - Lallemand, Elie, toegelaten in 1631 tot het geslacht Coudenberg.
  - Lallemand, Jakob, toegelaten in 1621 tot het geslacht Coudenberg.
  - Lallemand, heer Willem, toegelaten in 1654 tot het geslacht Coudenberg.
  - Lallemand, heer Jakob, toegelaten in 1654 tot het geslacht Coudenberg.
  - Lallemand, heer Jan, toegelaten in 1631 tot het geslacht Coudenberg.
  - Lallemand, heer Jan, toegelaten in 1682 tot het geslacht Coudenberg.
  - Lallemand, heer Jan Filip, toegelaten in 1649 tot het geslacht Coudenberg.
- Familie Lamberti gen. Lambertini
  - Lamberti gen. Lambertini, heer Paul Frans, toegelaten in 1750 tot het geslacht Steenweeghs.
- Familie De Landre
  - Landre (de), Pieter Alexander Frans, toegelaten in 1774 tot het geslacht Steenweeghs.
- Familie Van Langendonck (van sabel met schuinkruis van zilver, in het vrijkwartier over alles heen van keel met een rad van zilver met vijf stangen)[8]
  - Langendonck (van), Karel Jan Jozef, toegelaten in 1779 tot het geslacht Steenweeghs.
  - Langendonck (van), Remi Constantijn, toegelaten in 1775 tot het geslacht Steenweeghs.[9].
- Familie Lanné
  - Lanné, Frans, toegelaten in 1749 tot het geslacht Sweerts.
  - Lanné, Jan Baptist, toegelaten in 1749 tot het geslacht Sweerts.
- Familie L'Archier (van goud gekeperd van azuur, vergezeld van drie klaverbladen van hetzelfde, schildhoofd van sabel, beladen met een gaande leeuw van het veld, genageld en getongd van keel)
  - L'Archier, heer Jan Baptist, heer van Thildonck, toegelaten in 1645 tot het geslacht Steenweeghs.
  - L'Archier, heer Filip, toegelaten in 1648 tot het geslacht Steenweeghs.
- Familie Lasso De La Vega
  - Lasso De La Vega, heer Karel Ferdinand, toegelaten in 1670 tot het geslacht Coudenberg.
  - Lasso De La Vega, heer Frans Gabriel Ferdinand, toegelaten in 1686 tot het geslacht Coudenberg.
- Familie De Launay
  - Launay (de), heer Pieter Albrecht, heer van Droissel, vader van de bovengenoemde, werd toegelaten op 19 april 1667 tot het geslacht Sleeus.
  - Launay (de), Jan, heer van Montigny, toegelaten op 19 april 1667 tot het geslacht Sleeus.
  - Launay (de), Jan Lodewijk, toegelaten op 19 april 1667 tot het geslacht Sleeus.
  - Launay (de), heer Pieter Albrecht, toegelaten op 13 juni 1666 tot het geslacht Sleeus.
- Familie Van Lauretten (gevierendeeld: 1 en 4 van azuur met drie rozen van goud, schildhoofd van goud met drie rozen van azuur schuin boven elkaar; 2 en 3 van goud met vijf schelpen van sabel, kruislings gerangschikt)
  - Lauretten (van), heer Balthasar, toegelaten op 13 juni 1588 tot het geslacht Sleeus.
  - Lauretten (van), heer Gaspard, toegelaten op 13 juni 1611 tot het geslacht Sleeus.
  - Lauretten (van), heer Pieter, toegelaten op 13 juni 1616 tot het geslacht Sleeus.
- Familie Van Leefdael
  - Leefdael (Van), heer Edward, toegelaten in l629 tot het geslacht Serroelofs.
- Familie Van den Leene (van zilver met ankerkruis van sabel)
  - Leene (van den), Jan, toegelaten in 1600 tot het geslacht Serhuyghs. (gevierendeeld: 1/4, zoals hierboven; 2/3 van zilver met vijf aanstotende ruiten kruislings geplaatst)
  - Leene (van den), Jozef, toegelaten in 1600 tot het geslacht Serhuyghs.
  - Leene (van den), Jozef, toegelaten in 1678 tot het geslacht Serhuyghs. (van zilver met kruis ancrée van sabel)
  - Leene (van den), Jozef Maria Jan, toegelaten in 1723 tot het geslacht Serhuyghs.
  - Leene (van den), ridder Jozef, heer van Lodelinsart, toegelaten in 1655 tot het geslacht Serhuyghs. (gevierendeeld: 1/4, zoals hierboven; 2/3 van zilver met vijf aanstotende ruiten kruislings geplaatst)
  - Leene (van den), Marcel, toegelaten in 1643 tot het geslacht Serhuyghs. (gevierendeeld: 1/4, zoals hierboven; 2/3 van zilver met vijf aanstotende ruiten kruislings geplaatst)
  - Leene (van den), Véron, toegelaten in 1666 tot het geslacht Serhuyghs. (gevierendeeld: 1/4, zoals hierboven; 2/3 van zilver met vijf aanstotende ruiten en kruislings geplaatst)
- Familie De Leenheer
  - Leenheer (de), Hendrik Jozef Karel, toegelaten op 13 juni 1776 tot het geslacht Sleeus.
- Familie De Leeu (van goud met drie brakkoppen van keel)
  - Leeu (de), Frans Karel Jozef, toegelaten in 1744 tot het geslacht Sweerts.
  - Leeu (de), Frans Melchior, toegelaten in 1710 tot het geslacht Sweerts.
  - Leeu (de), Ignatius Maria, toegelaten in 1711 tot het geslacht Sweerts.
  - Leeu (de), Jan Baptist, toegelaten in 1668 tot het geslacht Sweerts.
  - Leeu (de), Jan Marie, toegelaten in 1718 tot het geslacht Sweerts.
- Familie De Lens
  - Lens (de), Frans Augustin, toegelaten in 1698 tot het geslacht Serhuyghs.
- Familie De L'Espinoy
  - L'Espinoy (de), Filip, heer van Sint-Ulriks-Kapelle, burggraaf van Terwaan, toegelaten in 1590 tot het geslacht Steenweeghs.
- Familie Leyniers (gedeeld: 1 van Leyniers, van zilver met een klimmende ram van zilver ondersteund door een grond van sinopel; 2, doorsneden: A. van zilver met drie vliegende vogels van azuur paalsgewijze; B. van goud met drie rivierkreeften van sabel, gerangschikt 2 en 1, vergezeld in het schildhoofd van een wassenaar van hetzelfde)
  - Leyniers, Daniël, toegelaten in 1769 tot het geslacht Coudenberg.
  - Leyniers, Urbaan, trouwde in 1702 met Anna-Maria Platteborse, toegelaten in 1752 tot het geslacht Coudenberg. (afstamming 74).
- Familie De Liagre
  - Liagre (de), Karel Jozef, toegelaten in 1777 tot het geslacht Serhuyghs.
  - Liagre (de), Jozef Frans, toegelaten in 1779 tot het geslacht Serhuyghs.
- Familie De Limpens
  - Limpens (de), heer Gaspard Jozef Ferdinand, toegelaten in 1759 bij Roodebeke.
- Familie Van Linkebeek
  - Linkebeek (van), Jan, toegelaten op 13 juni 1494 tot het geslacht Sleeus.
- Familie Van Lindick
  - Lindick (van), Emmanuel Jozef, toegelaten in 1774 tot het geslacht Coudenberg.
  - Lindick (van), heer Karel Hyacinth, toegelaten in 1707 tot het geslacht Coudenberg.
  - Lindick (van), heer Leopold, toegelaten in 1707 tot het geslacht Coudenberg.
  - Lindick (van), heer N..., toegelaten in 1737 tot het geslacht Coudenberg.
  - Lindick (van), Theodoor Albrecht, toegelaten in 1704 tot het geslacht Coudenberg.
- Familie Lintermans
  - Lintermans, heer David Frans, toegelaten in 1655 tot het geslacht Steenweeghs.
- Familie Lion (van azuur met leeuw van zilver genageld en getongd van keel)
  - Lion, Jozef Maria, toegelaten in 1741 tot het geslacht Coudenberg.
  - Lion, heer en meester Jan, toegelaten in 1694 tot het geslacht Coudenberg.
- Familie De Liser
  - Liser (de), Arnold Jozef Ferdinand, toegelaten in 1791 tot het geslacht Serroelofs.
  - Liser (de), Michiel Ignatius, toegelaten in 1737 tot het geslacht Serroelofs.
- Familie Van Locquenghien (van goud bezaaid met stipjes van hermelijn van sabel; leeuw van sinopel, genageld en getongd van keel)
  - Locquenghien (van), heer Antoon, heer van Melsbroek, toegelaten op 13 juni 1588 tot het geslacht Sleeus.
  - Locquenghien (van), Karel, heer van Melsbroek, toegelaten op 13 juni 1621 tot het geslacht Sleeus.
  - Locquenghien (van), Jan Frans, toegelaten op 13 juni 1689 tot het geslacht Sleeus.
  - Locquenghien (van), ridder Jan, heer van Berchem, Melsbroek, Koekelberg, toegelaten op 13 juni 1544 tot het geslacht Sleeus.
  - Locquenghien (van), heer Willem, toegelaten in 1664 tot het geslacht Sleeus.
  - Locquenghien (van), heer Willem, heer van Hoeleden, toegelaten in 1724 tot het geslacht Sleeus.
  - Locquenghien (van), heer Hendrik Ferdinand Jozef, toegelaten in 1760 tot het geslacht Sleeus.
  - Locquenghien (van), heer Jakob Jozef, toegelaten in 1738 tot het geslacht Sleeus.
  - Locquenghien (van), heer Jan Christiaan, toegelaten op 13 juni 1635 tot het geslacht Sleeus.
  - Locquenghien (van), heer Jan Filibert, toegelaten op 16 mei 1650 tot het geslacht Sleeus.
- Familie Locquet
  - Locquet d’Hombeke, graaf Jan Frans, toegelaten in 1707 tot het geslacht Serroelofs.
- Familie De Loeze (van azuur met 3 lelies van zilver met afgesneden voet, met vrijkwartier van hetzelfde met drie rozen van zilver)
  - Loeze (de), Aegidius, toegelaten in 1376 tot het geslacht Serhuyghs
- Familie De Lompre
  - Lompre (de), Jan Filip Eugeen Albrecht, toegelaten in 1771 tot het geslacht Serroelofs.
- Familie De Longin (gevierendeeld 1/4 van keel met 5 blokjes van goud; 2/3 van goud met 3 schuinbalken van azuur)
  - Longin (de), heer Filip, toegelaten op 13 juni 1654 tot het geslacht Serhuyghs.
  - Longin (de), heer Roland, burggraaf van Sint-Winoksbergen, toegelaten in 1581 tot het geslacht Serhuyghs.
  - Longin, ridder Alexander, toegelaten in 1633 tot het geslacht Serroelofs.
  - Longin, heer Alexander, ridder, toegelaten in 1633 tot het geslacht Steenweeghs.
  - Longin, heer Frans, toegelaten in 1654 tot het geslacht Steenweeghs.
  - Longin, Roland, burggraaf van Sint-Winoksbergen, toegelaten in 1581 tot het geslacht Steenweeghs.
- Familie Loyens
  - Loyens, heer Hendrik Jan Theodoor, heer van Moortsel, toegelaten in 1724 tot het geslacht Coudenberg.
  - Loyens, Stefaan Hendrik Lodewijk Guislein, toegelaten in 1751 tot het geslacht Coudenberg.

### M
- Familie Madoets (gevierendeeld 1 en 4, van zilver met drie ruiten van sabel, 2 en 3, van sinopel met leeuw van zilver bekroond van goud, en benedenwaarts, een schild halfgedeeld, ter linkerzijde, van keel met drie molenijzers van zilver, en ter rechterzijde, van sabel een leeuw van zilver bekroond van goud) (Jakob Madoets, heer van Bernonsart, droeg: van zilver drie molenijzers van sabel).
  - Madoets, Hendrik, toegelaten op 13 juni 1588 tot het geslacht Sleeus.
  - Madoets, Jakob, heer van Bernonsart, toegelaten in 1682 tot het geslacht Sleeus.
  - Madoets, heer Karel, toegelaten in 1625 tot het geslacht Steenweeghs.
  - Madoets, heer Edmond Frans, toegelaten in 1649 tot het geslacht Steenweeghs.
  - Madoets, heer Jakob Lodewijk, toegelaten in 1655 tot het geslacht Steenweeghs.
  - Madoets, Pieter, heer van Haeren, toegelaten in 1615 tot het geslacht Steenweeghs.
- Familie De Mailly
  - Mailly (de), Colard, heer van Rivieren, Stalle, etc., toegelaten in 1495 tot het geslacht Sweerts.
- Familie Van Male
  - Male (van), Egidius Albrecht, ridder, heer van Stokkel, toegelaten in 1635 tot het geslacht Sweerts.
  - Male (van), Ferdinand André, licentiaat rechten, toegelaten in 1731 tot het geslacht Sweerts.
  - Male (van), Jan Baptist, priester, toegelaten in 1669 tot het geslacht Sweerts.
  - Male (van), Jan Jozef Daniël, toegelaten in 1764 tot het geslacht Sweerts.
  - Male (van), Lodewijk Jozef, toegelaten in 1765 tot het geslacht Sweerts.
  - Male (van), heer Ferdinand André, werd verklaard erfgenaam te zijn in 1731 tot het geslacht Sleeus.
  - Male (van), heer Filibert Hyacinth, toegelaten op 6 maart 1684 tot het geslacht Sweerts.
- Familie Van Malhaut
  - Malhaut (van) of Malihaut (van), heer Lodewijk, toegelaten in 1581 tot het geslacht Sleeus.
- Familie De Man (van zilver met keper van keel, vergezeld van drie Morenkopen getorseerd van de tweede kleer)
  - Man (de), Karel Frans Jozef, toegelaten in 1793 tot het geslacht Coudenberg.
  - Man (de), Karel Jozef Guislein, heer van Walcourt en van beide Lenikken, toegelaten in 1774 tot het geslacht Sleeus.
  - Man (de), Willem Gabriël Jozef, heer van Termeeren, toegelaten in 1733 tot het geslacht Coudenberg.
  - Man (de), Willem Jozef Xavier, heer van Termeeren, toegelaten in 1765 tot het geslacht Coudenberg.
  - Man (de), Jan Leopold Jozef, heer van Hobruge, toegelaten in 1765 tot het geslacht Coudenberg.
  - Man (de), Jozef Benoit Guislein, heer van Beersel, toegelaten in 1765 tot het geslacht Coudenberg.
  - Man (de), heer Karel Jozef, heer van Loddyck, toegelaten in 1732 tot het geslacht Coudenberg.
  - Man (de), heer Jan Baptist Jozef, heer van beide Lennikken, toegelaten in 1730 tot het geslacht Coudenberg.
  - Man (de), heer Jozef Frans Antoon, baron van Attenrode, heer van Beersel, toegelaten in 1732 tot het geslacht Coudenberg.
- Familie Des Maretz
  - Maretz (des), meester Jan, toegelaten in 1625 tot het geslacht Serhuyghs.
  - Maretz (des), heer Jan Antoon, toegelaten in 1637 tot het geslacht Serhuyghs.
- Familie Del Marmol
  - Marmol (del), Ferdinand Karel Jozef, toegelaten in 1778 tot het geslacht Sleeus.
  - Marmol (del), Gabriel Karel Jozef, toegelaten in 1751 tot het geslacht Sleeus.
  - Marmol (del), Jozef Karel Lodewijk, toegelaten in 1782 tot het geslacht Sleeus.
  - Marmol (del), Theodoor Jan Laurent, toegelaten in 1742 tot het geslacht Sleeus
- Familie De Marotte
  - Marotte (de), Jan Michiel, de Calenelle, nadien graaf van Quievrain, toegelaten in 1706 bij Roodebeke.
- Familie Van Marselaer (van zilver met vijf aaneengesloten ruiten van keel schuins geplaatst)
  - Marselaer (de), Adriaan, maakte deel uit van het geslacht Serhuygse in 1475.
  - Marselaer (de), Frederik, toegelaten in 1613 bij Roodebeke, trouwde met in 1619, Margaretha de Baronaige (Afstamming 81).
  - Marselaer (van), Willem Jan Baptist, toegelaten in 1691 bij Roodebeke.
  - Marselaer (van), Jan, heer van Opdorp, maakte in 1517 deel uit van het geslacht Serhuyghs.
  - Marselaer (van), ridder Gillis Frederik, baron van Perk, toegelaten in 1650 bij Roodebeke.
  - Marselaer (van), heer Antoon, toegelaten in 1549 tot het geslacht Serhuyghs.
  - Marselaer (van), heer Karel Filip, toegelaten in 1646 bij Roodebeke.
  - Marselaer (van), heer Cornelis, toegelaten in 1553 tot het geslacht Serhuyghs.
  - Marselaer (van), heer David, broer van Frederik, toegelaten in 1618 bij Roodebeke.
  - Marselaer (van), Filip Hendrik Gabriel, heer van Perk, toegelaten in 1710 tot het geslacht Serroelofs.
- Familie De Martigny
  - Martigny (de), Alexander Oswald, heer van Baerdeghem en Havenguarde, toegelaten in 1726 tot het geslacht Coudenberg.
- Familie Martiny
  - Martiny, mijnheer en meester Gillis, toegelaten in 1604 tot het geslacht Sweerts.
  - Martiny, heer Willem, toegelaten in 1608 tot het geslacht Sweerts.
  - Martiny, heer Filip Eugenius, toegelaten in 1645 tot het geslacht Sweerts.
  - Martiny, mijnheer en meester Gillis, toegelaten op 13 juni 1586 tot het geslacht Sweerts.
- Familie Mastelyn
  - Mastelyn, mijnheer en meester Filip Ignatius, toegelaten in 1657 bij Roodebeke.
- Familie Mauroy
  - Mauroy De Merville, Jan Frans Jozef, toegelaten in ... tot het geslacht Sweerts.
- Familie Du May (van azuur met dwarsbalk van goud gekanteeld met twee kantelen hellend naar rechts en uitkomend naar het schildhoofd en tegengekanteeld met een kanteel hellend naar rechts en uitkomend naar de schildpunt, vergezeld in het schildhoofd van 3 kruisjes van goud, naast elkaar en in het schildpunt van een zwijnskop)
  - May (du), heer Jan, toegelaten in 1588 tot het geslacht Serhuyghs.
- Familie Mechelman
  - Mechelman, Jan behoorde tot het geslacht in 1528 tot het geslacht Serhuyghs.
- Familie Van Meerbeke
  - Meerbeke (van), meester Filip behoorde tot het geslacht in 1482 tot het geslacht Sleeus.
- Familie Van der Meeren
  - Meeren (van der), Konrad, toegelaten op 13 juni 1505 tot het geslacht Sleeus.
  - Meeren (van der), Hendrik verschijnt voor de eerste keer in 1566 als deel behorende tot het geslacht Sleeus.
  - Meeren (van der), Jan, toegelaten op 13 juni 1582 bij Roodebeke.
  - Meeren (van der), heer Paul, toegelaten op 13 juni 1576 tot het geslacht Sleeus.
  - Meeren (van der), mijnheer Hendrik behoorde tot het geslacht in 1483 tot het geslacht Sleeus.
  - Meeren (van der), mijnheer Jan behoorde in 1483 tot het geslacht Sleeus.
  - Meeren (van der), Filip, toegelaten in 1536 tot het geslacht Sleeus.
- Familie Meerte (gevierendeeld: 1/4 van goud met het schildhoofd geschaakt van twee rijen van vairblokjes van vier stukken van zilver en van sabel; 2/3, van azuur met drie lelies met afgesneden voet van zilver)
  - Meerte, Loenys, vermeldt in 1376 als deel uitmakend van het geslacht Serhuyghs.
- Familie Van Meghem
  - Meghem (van), heer Ambrosius Florentijn, toegelaten in 1644 tot het geslacht Coudenberg.
  - Meghem (van), heer Antoon Maarten, toegelaten in 1618 tot het geslacht Coudenberg.
  - Meghem (van), heer Joris, toegelaten in 1616 tot het geslacht Coudenberg.
  - Meghem (van), Paul behoorde tot het geslacht Coudenberg in 1587.
- Familie Van Meldert
  - Meldert (van), Wauthier, toegelaten in 1483 tot het geslacht Sweerts.
- Familie Mellelo
  - Mellelo, heer Frans, toegelaten in 1640 tot het geslacht Coudenberg.
- Familie Mennen
  - Mennen, Gielis, schepen van Brussel van het geslacht Roodenbeke in 1373, 1374, trouwde met Maria uter Crommercammen. (afstamming 77)
- Familie Mennens
  - Mennens, Jakob, gen. de Jonge, toegelaten op 13 juni 1586 bij Roodebeke.
- Familie De Mera (van zilver met drie golvende dwarsbalken van azuur, schildhoofd van keel beladen met 3 sterren met 6 punten van goud)
  - Mera (de), meester Michiel, toegelaten in 1615 tot het geslacht Serhuyghs.
  - Mera (de), heer Albrecht Honoré, gen. le Boucq, toegelaten in 1661 tot het geslacht Serhuyghs.
  - Mera (de), heer Engelbert Alexander, gen. le Boucq. toegelaten in 1661 tot het geslacht Serhuyghs.
- Familie De Merselle
  - Merselle (de), heer Jan Antoon, toegelaten in 1661 tot het geslacht Sweerts.
- Familie Van Merstraeten
  - Merstraeten (van), Frans Willem, werd toegelaten verklaard in 1780 tot het geslacht Serhuyghs.
  - Merstraeten (van), Jakob Jan, werd toegelaten verklaard in 1780 tot het geslacht Serhuyghs.
  - Merstraeten (van), Jan Paschase, werd toegelaten in 1780 tot het geslacht Serhuyghs.
- Familie Mesdach (van keel met 5 sterren met 5 punten van goud doorboord)
  - Mesdach, Karel Jozef Frans, toegelaten in 1702 tot het geslacht Serhuyghs.
  - Mesdach, Jan Paul Bernhard, toegelaten in 1699 tot het geslacht Serhuyghs.
  - Mesdach, heer Frans, toegelaten in 1652 tot het geslacht Serhuyghs.
- Familie De Messemacre
  - Messemacre (de), heer Karel Hendrik Hyacinth, toegelaten in 1688 tot het geslacht Sweerts.
  - Messemacre (de), heer Filip Leonard, toegelaten in 1687 tot het geslacht Sweerts.
- Familie Van der Meulen
  - Meulen (van der), Jan Jozef, toegelaten in 1758 tot het geslacht Sweerts.
- Familie De Meurs
  - Meurs (de), Jan Baptist, toegelaten in 1684 tot het geslacht Sweerts.
- Familie Van Meurtere
  - Meurtere (van), Willem, toegelaten op 26 januari 1651 tot het geslacht Sleeus.
- Familie Micault (van azuur met keper van goud vergezeld van 3 katten van zilver)
  - Micault, heer Leonard, heer van Huysinghen, Buysinghen en Tourneppe (Dworp), toegelaten in 1590 tot het geslacht Serhuyghs.
- Familie Min
  - Min, Jakob, werd in 1697 verklaard af te stammen van het geslacht Coudenberg.
- Familie Minet
  - Minet, André, werd in 1754 verklaard af te stammen van het geslacht Coudenberg en werd toegelaten tot het geslacht.
- Familie Le Mire
  - Mire (le), Hendrik Hyacinth, toegelaten in 1683 tot het geslacht Sweerts.
  - Mire (le), heer Dominiek Balthazar, toegelaten in 1689 tot het geslacht Sweerts.
  - Mire (le), heer Willem François, toegelaten in 1725 bij Roodebeke.
  - Mire (le), Filip Willem, toegelaten in 1739 bij Roodebeke.
- Familie Van Der Moeren
  - Moeren (van der), Cornelis, toegelaten in 1709 tot het geslacht Coudenberg.
  - Moeren (van der), Lambert, toegelaten in 1719 tot het geslacht Coudenberg.
  - Moeren (van der), heer Simon Richard, toegelaten in 1704 tot het geslacht Coudenberg.
- Familie De Mol (van keel met vijf ruiten van zilver kruislings geplaatst, geflankeerd door twintig natuurlijke blokjes van goud vijf bij vijf schuinkruislings geplaatst)
  - Mol (de), Gaspard, heer van Oetinghen, toegelaten in 1522 tot het geslacht Serroelofs.
  - Mol (de), Hendrik behoorde tot het geslacht Serroelofs in 1480.
  - Mol (de), ridder Jan behoorde tot hetslacht Serroelofs in 1480.
  - Mol (de), ridder Roland behoorde tot het geslacht Serroelofs in 1480.
  - Mol (de), heer Frans, toegelaten in 1531 tot het geslacht Serroelofs.
  - Mol (de), heer Frederik, toegelaten in 1534 tot het geslacht Serroelofs.
  - Mol (de), heer Gaspard, toegelaten in 1580 tot het geslacht Serroelofs.
  - Mol (de), heer Willem, heer van Rollant, toegelaten in 1579 tot het geslacht Serroelofs.
  - Mol (de), heer Jan, toegelaten in 1554 tot het geslacht Serroelofs.
  - Mol (de), heer Jan, toegelaten in 1555 tot het geslacht Serroelofs.
  - Mol (de), heer Jan, toegelaten in 1578 tot het geslacht Serroelofs.
  - Mol (de), heer Jan, ridder, heer van Oetingen, toegelaten in 1551 tot het geslacht Serroelofs.
  - Mol (de), heer Maximiliaan, toegelaten in 1625 tot het geslacht Serroelofs.
  - Mol (de), heer Maximiliaan, toegelaten in 1663 tot het geslacht Serroelofs.
  - Mol (de), heer Maximiliaan, toegelaten in 1691 tot het geslacht Serroelofs.
  - Mol (de), heer Pieter, toegelaten in 1578 tot het geslacht Serroelofs.
  - Mol (de), Roland, toegelaten in 1505 tot het geslacht Serroelofs.
  - Mol (de), Roland, heer van Loupoigne, toegelaten in 1507 tot het geslacht Serroelofs.
  - Mol (de), Thierry toegelaten in 1483 tot het geslacht Serroelofs.
- Familie Van Mons
  - Mons (van), Willem, toegelaten op 11 juli 1488 tot het geslacht Sleeus.
  - Mons (van), Hendrik behoorde tot het geslacht in 1482 tot het geslacht Sleeus.
  - Mons (van), mijnheer Jan behoorde in 1483 tot het geslacht Sleeus.
- Familie De Moor (gevierendeeld: 1/4, van goud met een merlet van sabel; 2: Sweerts, 3: geschaakt van zilver en van sabel (van Assche))
  - Moor (de), Adriaan Filip Jozef, toegelaten in 1767 tot het geslacht Serhuyghs.
  - Moor (de), Karel Leopold Jozef, toegelaten in 1731 tot het geslacht Serhuyghs.
  - Moor (de), Ferdinand, toegelaten in 1707 tot het geslacht Serhuyghs.
  - Moor (de), Jan-André, toegelaten in 1767 tot het geslacht Serhuyghs.
- Familie Moortgat (van sabel met 3 sterren met zes punten van goud geplaatst 2 en 1, schildhoofd van zilver)
  - Moortgat, David, toegelaten in 1727 tot het geslacht Steenweeghs.
  - Moortgat, Jakob, toegelaten in 1730 tot het geslacht Steenweeghs.
- Familie De Mortelle
  - Mortelle (de), mijnheer en meester Jakob, toegelaten in 1663 tot het geslacht Serhuyghs.
- Familie Van Mortenbeke (van azuur met 3 lelies met afgesneden voet van zilver, met vrijkwartier van ... met een leeuw van ...)
  - Mortenbeke (van), heer Reynier, toegelaten in 1376 tot het geslacht Serhuyghs
- Familie Mosselman (gevierendeeld: 1 en 4 van zilver met de golvende schuinbalk van keel, vergezeld van tien natuurlijke blokjes van dezelfde kleur; met 2 en 3 gedeeld-ingehoekt van zilver en van keel; over alles heen, van keel met ossenkop en -nek van goud, het opgenaaid schilfhoofd van azuur beladen met drie rozen van zilver geknopt van goud)
  - Mosselman, Frans, kanunnik van de kathedraal van Mechelen, toegelaten in 1748 tot het geslacht Sweerts.
  - Mosselman, Hieronymus, toegelaten in 1751 tot het geslacht Sweerts.
  - Mosselman, Jakob, (1719-1781), echtgenote 9 maart 1747 Barbara t’Kint (1724-1773) (Roodenbeke, omstreeks 1739, afstamming 82)
  - Mosselman, Lodewijk, toegelaten in 1752 tot het geslacht Sweerts.
  - Mosselman, Stephanien, toegelaten in 1781 bij Roodebeke.
- Familie Mouchet
  - Mouchet, heer Theodoor, toegelaten in 1592 tot het geslacht Steenweeghs.
- Familie De Muet
  - Muet (de), heer Antoon, toegelaten in 1644 tot het geslacht Coudenberg.

### N
- Familie De Negri
  - Negri (de), Balthazar Frans, toegelaten in 1687 tot het geslacht Coudenberg.
  - Negri (de), heer Thomas Jozef, toegelaten in 1699 tot het geslacht Coudenberg.
- Familie Van den Neucker
  - Neucker (van den), Jan Baptist, toegelaten in 1691 tot het geslacht Sweerts.
- Familie Van Nevele (van zilver met gekarteld kruis van keel benedenwaarts beladen met een vijfblad van zilver)
  - Nevele (van), Jan, heer van Nosseghem, toegelaten op 13 juni 1603 tot het geslacht Serhuyghs.
- Familie De Nicolaerts
  - Nicolaerts (de), heer Gaspard Alexander, toegelaten in 1714 tot het geslacht Steenweeghs.
  - Nicolaerts (de), heer......... toegelaten in 1710 tot het geslacht Steenweeghs.
- Familie Nieukerke (van zilver met 2 torens van keel met puntig dak van azuur en gesloten van sabel)
  - Nieukerke, meester Frederik, toegelaten in 1629 tot het geslacht Serhuyghs.
- Familie Van Nieuwenhove
  - Nuwenhove (van), Gijsbrecht, ingeschreven bij het geslacht Roodenbeke in de 14e eeuw.
  - Nieuwenhove (van), Filip behoorde in 1482 tot het geslacht Sleeus.
- Familie Van der Noot (van goud met vijf schelpen van sabel kruislings gerangschikt)
  - Noot (van der), André Leonard, baron van Kiezegem, toegelaten in ... tot het geslacht Serroelofs
  - Noot (van der), Antoon, toegelaten in 1550.
  - Noot (van der), Antoon, toegelaten op 13 juni 1495.
  - Noot (van der), Ferdinand Antoon Frans, heer van Vrechem, toegelaten in 1757 tot het geslacht Sweerts.
  - Noot (van der), Frans Jozef Alexander, toegelaten in 1750 tot het geslacht Sweerts.
  - Noot (van der), Frans Lieven, heer van Wannick, toegelaten in 1783 tot het geslacht Sweerts.
  - Noot (van der), Gaspard, verscheen voor het eerst in 1564 bij het geslacht Sleeus.
  - Noot (Van der), Hendrik Karel Nicolaas, toegelaten in 1757 tot het geslacht Sweerts. Vrijmetselaar, de beroemde leider van de Brabantse Omwenteling.
  - Noot (van der), Jakob, toegelaten in 1718 tot het geslacht Sweerts.
  - Noot (van der), Jan Antoon Maria Jozef, graaf van Schoonhoven, toegelaten in 1756 tot het geslacht Serroelofs.
  - Noot (van der), Jan Jozef Filip, baron van Meldert, toegelaten in 1738 tot het geslacht Serroelofs.
  - Noot (van der), Jan Jozef Filip, graaf van Duras, Heer van Carloo, toegelaten in 1787.
  - Noot (van der), ridder Jakob, heer van Kiezegem, toegelaten in 1578 tot het geslacht Serroelofs.
  - Noot (van der), graaf Karel Bonaventuur, toegelaten in 1700 tot het geslacht Serroelofs.
  - Noot (van der), Leonard, baron van Kiezegem, toegelaten in 1633 tot het geslacht Serroelofs.
  - Noot (van der), heer Adriaan, verscheen voor het eerst in 1564 bij het geslacht Sleeus.
  - Noot (van der), heer Cornelis, toegelaten in 1578 tot het geslacht Serroelofs.
  - Noot (van der), heer Ferdinand, toegelaten in 1666 tot het geslacht Serroelofs.
  - Noot (van der), heer Willem Lodewijk, toegelaten in 1707 tot het geslacht Serroelofs.
  - Noot (van der), heer Jan, toegelaten in 1595 tot het geslacht Sleeus.
  - Noot (van der), heer Jan Jozef, toegelaten in 1700 tot het geslacht Serroelofs.
  - Noot (van der), heer Jeroen, toegelaten 13 juni 1590 tot het geslacht Sleeus.
  - Noot (van der), heer Matthias, toegelaten in 1554 tot het geslacht Sleeus.
  - Noot (van der), heer Maximiliaan Antoon, bisschop van Gent, toegelaten in 1707 tot het geslacht Serroelofs.
  - Noot (van der), heer Maximiliaan Emmanuel Karel, toegelaten in 1710 tot het geslacht Serroelofs.
  - Noot (van der), Nicolaas Frans, toegelaten in 1718 tot het geslacht Sweerts.
  - Noot (van der), Filip, toegelaten in 1538 tot het geslacht Sleeus.
  - Noot (van der), Filip Frans, baron van Carloo, toegelaten in 1700 tot het geslacht Serroelofs.
  - Noot (van der), Rogier Wautier, baron van Carloo, toegelaten in 1700 tot het geslacht Serroelofs.
- Familie De Noter
  - Noter (de), Ferdinand Marc, toegelaten in 1670 bij Roodebeke.
  - Noter (de), Theodoor, toegelaten in 1670 bij Roodebeke.
- Familie Van Nuffel
  - Nuffel (van), Alexander Filip Joost, heer van Duinen, toegelaten in 1760 tot het geslacht Coudenberg.
  - Nuffel (van), Arnold Goduwal Bertolf, heer van Marselaar, trouwde in 1742 met Maria Margaretha Allard, toegelaten in 1751 tot het geslacht Coudenberg. (afstamming nr. 68), zijn broer Jan Baptist van Nuffel, echtgenoot van Maria Begga van Ancré, (vormt afstamming nr.102.)
  - Nuffel (van), Frans Jozef, toegelaten in 1752 tot het geslacht Coudenberg.
  - Nuffel (van), Jakob Jozef, toegelaten in 1751 tot het geslacht Coudenberg.
  - Nuffel (van), Jan Frans, heer van Heynsbroeck, toegelaten in 1753 tot het geslacht Coudenberg.
  - Nuffel (van), Filip Joost, heer van Chesnoy, toegelaten in 1753 tot het geslacht Coudenberg.
- Familie Van Nyverseel
  - Nyverseel (van), Willem, priester, toegelaten in 1695 tot het geslacht Sweerts.

### O
- Familie O'Kelly
  - O’Kelly, Emmanuel Frans Hubert, 1765-1840, trouwde in 1805 met Maria Colette van der Banck, toegelaten in 1784 tot het geslacht Coudenberg. (afstamming nr. 75).
  - O’Kelly, Filip Jan Baptist, toegelaten in 1772 tot het geslacht Coudenberg.
- Familie Obrechts
  - Obrechts, Filip, gen. De Vos, toegelaten in 1487 bij Roodebeke.
  - Olbrechts, Pieter, werd in 1764 verklaard af te stammen van het geslacht Serhuyghs.
- Familie Van Olmen (van zilver met keper van azuur beladen de vijf lelies van goud en vergezeld van drie hanen van sabel, gepoot, gebaard en gekamd van keel)
  - Olmen (van) van Ten Bossche, Michiel Jozef, toegelaten in 174... tot het geslacht Coudenberg.
  - Olmen (van), Ferdinand Jozef Guislein, graaf van Sint-Remigius, toegelaten in 1779 tot het geslacht Sleeus.
  - Olmen (van), Jozef Matthias Hyacinth, graaf van Sint-Remigius, toegelaten in 1747 tot het geslacht Sleeus.
- Familie Van Omel (van zilver met keper van keel beladen met aan de top een ster met zes punten van het veld en vergezeld van 3 klophamers van keel)
  - Omel (van), Filip Albrecht, toegelaten in 1657 tot het geslacht Serhuyghs.
- Familie D'Onyn
  - Onyn (d'), Sébastien Jozef, toegelaten in 1751 tot het geslacht Serroelofs.
- Familie Oomen
  - Oomen, Roelof, behoorde tot het geslacht in 1376 tot het geslacht Coudenberg.
- Familie Van Oppem (van zilver met 5 ruiten van keel aaneengesloten en schuin geplaatst)
  - Oppem (van), Ange, behoorde in 1528 tot het geslacht Serhuyghs. (zelfde wapens gebroken in het schildhoofd van een ster met zes punten van sabel)
  - Oppem (van), Arnold, toegelaten in 1567 tot het geslacht Serhuyghs.(zelfde wapens als Inghel, maar de ster is links geplaatst in het schildhoofd)
  - Oppem (van), Karel, toegelaten in 1545 tot het geslacht Serhuyghs.
  - Oppem (van), Cornelis, behoorde in 1406 tot het geslacht Sweerts.
  - Oppem (van), Englebert, toegelaten in 1540 tot het geslacht Serhuyghs.
  - Oppem (van), Jakob, toegelaten in 1484 tot het geslacht Serroelofs.
  - Oppem (van), heer Jakob, toegelaten 13 juni 1600 bij Roodebeke.
  - Oppem (van), heer Jakob, toegelaten op 14 mei 1628 bij Roodebeke.
  - Oppem (van), heer Pieter, toegelaten op 27 maart 1578 tot het geslacht Sleeus.
  - Oppem (van), Michiel, toegelaten in 1502 tot het geslacht Serroelofs.
  - Oppem (van), Michiel, toegelaten in 1540 tot het geslacht Serhuyghs.
  - Oppem (van), Michiel, gen. de Jonge, behoorde in 1528 tot het geslacht Serhuyghs.
  - Oppem (van), Michiel, gen. de Oude. behoorde in 1528 tot het geslacht Serhuyghs.
  - Oppem (van), Filip, toegelaten in 1534 tot het geslacht Serroelofs.
  - Oppem (van), Simon, omstreeks 1400 afkomstig van het geslacht Serroelofs.
  - Oppem (van), Sohier, behoorde tot het geslacht in 1480 tot het geslacht Serroelofs.
  - Oppem (van), Zeger, omstreeks 1455 afkomstig van dit geslacht Serroelofs.
- Familie Optenberch
  - Optenberch, Jan, toegelaten in 1582 tot het geslacht Steenweeghs.
- Familie Van Orlay
  - Orlay (van), Jan behoorde in 1482 tot het geslacht Sleeus.
- Familie Orts
  - Orts de Bulloy, Florentijn Godfried Jozef, toegelaten in 1784 bij Roodebeke.
- Familie Van Oss
  - Oss (van), heer Antoon, heer van Heembeke, toegelaten in 1559 tot het geslacht Serroelofs.
  - Oss (van), heer Karel Filip, heer van Heembeke, toegelaten in 1595 tot het geslacht Serroelofs.
- Familie Oudaert (gevierendeeld: 1/4 van zilver met 3 merlets van sabel; 2/3 van azuur met 3 lelies van zilver)
  - Oudaert, heer Alexander André, toegelaten op 19 april 1667 tot het geslacht Sleeus.
- Familie D'Ougod
  - Ougod (d'), Jan, toegelaten in 1555 tot het geslacht Serroelofs.
  - Ougoth (d'), Jakob, toegelaten in 1589 tot het geslacht Sweerts.
- Familie Van Oyenbrugghe (gedwarsbalkt van goud en van sinopel met zes stukken)
  - Oyenbrugghe (d') heer Filip Renaat, toegelaten in 1578 tot het geslacht Steenweeghs.
  - Oyenbrugghe (van), heer Gerard, toegelaten in 1602 tot het geslacht Serhuyghs.

### P
- Familie Van Paffenrode (gevierendeeld: 1 en 4, van keel met twee gekruiste zwaarden van zilver, versierd van goud; 2 en 3, geschaakt van zilver en van sabel; en geplaatst over alles heen, een schild van goud met een leeuw van keel, vergezeld van een barensteel met drie hangers en blokjes van hetzelfde)
  - Paffenrode (van), Karel, toegelaten in 1666 tot het geslacht Steenweeghs.
  - Paffenrode (van), heer Florent Christiaan, toegelaten in 1765 tot het geslacht Steenweeghs.
  - Paffenrode (van), heer Florent Christiaan, stamt af van het geslacht en behoorde tot het geslacht Steenweeghs in 1697.
  - Paffenrode (van), heer Willem Frans, toegelaten in 167.. tot het geslacht Steenweeghs.
  - Paffenrode (van), heer Jan Frans, toegelaten in 1677 tot het geslacht Steenweeghs.
  - Paffenrode (van), heer Jeroen, toegelaten in 1671 tot het geslacht Steenweeghs.
  - Paffenrode (van), mijnheer en meester Jan, toegelaten in 1665 tot het geslacht Steenweeghs.
  - Paffenrode (van), mijnheer en meester Theodoor, heer van Nederbrulle, toegelaten in 1664 tot het geslacht Steenweeghs.
  - Paffenrode (van), Theodoor, toegelaten in 1676 tot het geslacht Steenweeghs.
- Familie Pantecras
  - Pantecras, Hendrik Jozef, toegelaten in 1750 tot het geslacht Coudenberg.
- Familie De Pape
  - Pape (de), Jan Baptist, toegelaten in 1618 tot het geslacht Sweerts.
  - Pape (de), Frans, toegelaten in 1637 tot het geslacht Sweerts.
  - Pape (de), Willem était absent van het geslacht in 1480 tot het geslacht Sweerts.
  - Pape (de), Jan, toegelaten in 1681 tot het geslacht Sweerts.
  - Pape (de), Lambert Frans, toegelaten in 1681 tot het geslacht Sweerts.
  - Pape (de), Maximiliaan Jozef, toegelaten in 1750 tot het geslacht Serhuyghs.
  - Pape (de), heer Leo Jozef, toegelaten in 1714 tot het geslacht Sleeus.
  - Pape (de), heer Filip Maria, toegelaten in 1751 tot het geslacht Serhuyghs.
  - Pape (de), Filip behoorde tot het geslacht in 1480 tot het geslacht Sweerts.
  - Pape (de), Pieter Jan, toegelaten in 1688 tot het geslacht Sweerts.
  - Pape (de), Stephanien, toegelaten in 1640 tot het geslacht Sweerts.
  - Pape (de), Victor, echtgenoot van Catharina Houwaert, toegelaten op 13 maart 1578 bij Roodebeke. (Afstamming 80).
- Familie Van Parys (van goud met drie zittende eekhoorns van keel een noot etend, beide in het schildhoofd toegewend)
  - Parys (van), Frans, toegelaten in 1615 tot het geslacht Serhuyghs.
  - Parys (van), Meester Frans, toegelaten in 1575 tot het geslacht Serhuyghs.
- Familie Van Peborch
  - Peborch (van), Jan, toegelaten op 26 juni 1535 bij Roodebeke.
- Familie Van Pede
  - Pede (van), Arnold behoorde tot het geslacht in 1482 tot het geslacht Sleeus.
  - Pede (van), Arnold behoorde in 1485 tot het geslacht de Roodenbeke.
  - Pede (van), mijnheer en meester Willem, toegelaten in 1617 tot het geslacht Sweerts.
- Familie Peeters
  - Peeters, Jakob, toegelaten in 1652 tot het geslacht Sweerts.
- Familie Pensaert
  - Pensaert, Willem, toegelaten in 1594 bij Roodebeke.
  - Pensaert, heer Jan, toegelaten in 1622 bij Roodebeke.
- Familie Van den Perre (van azuur met leeuw van goud, het schildhoofd van goud met uitkomende adelaar van sabel)
  - Perre (van den), Cornelis Jakob, toegelaten in 1766 tot het geslacht Serhuyghs.
  - Perre (van den), Hendrik, toegelaten in 1746 tot het geslacht Serhuyghs.
  - Perre (van den), Jakob, toegelaten in 1704 tot het geslacht Serhuyghs.
  - Perre (van den), Jan, toegelaten in 1608 tot het geslacht Sweerts.
  - Perre (van den), meester Adriaan, toegelaten in 1613 tot het geslacht Sweerts.
  - Perre (van den), heer Antoon, toegelaten in 1650 tot het geslacht Sweerts.
  - Perre (van den), heer Gaspard, toegelaten in 1620 tot het geslacht Sweerts.
  - Perre (van den), heer Gaspard, toegelaten in 1650 tot het geslacht Sweerts.
  - Perre (van den), mijnheer Jan Baptist, toegelaten in 1640 tot het geslacht Sweerts.
  - Perre (van den), Gerard, werd toegelaten verklaard tot het geslacht Coudenberg en vervolgens tot de Brusselse burgerij.
- Familie Van der Perre
  - Perre (van der), Gerhard, werd eerst toelaatbaar verklaard tot het geslacht Coudenberg, dan tot de Brusselse burgerij.
- Familie De Pesser
  - Pesser (de), Pieter Jan Antoon, toegelaten in 1794 bij Roodebeke.
- Familie Pieret
  - Pieret, Ferdinand, echtgenoot van Isabella Hody, toegelaten in 1700 tot het geslacht Coudenberg. (afstamming nr.69)
- Familie Pietermans (gevierendeeld: 1 van keel met drie palen van vair, schildhoofd van goud beladen met een schuinkruisje van azuur; 2 van zilver met twee aan beide zijden gekanteelde en tegengekanteelde dwarsbalken van keel (Arckel); 3 van azuur met drie lammetjes van goud elk omgevend een merlet van hetzelfde (Ryckewaert); 4 van keel beladen met acht aanstotende ruiten van goud, geplaatst boven elkaar; over alles heen: gevierendeeld: & en 4 van zilver met zwijnskop van sabel; 2 en 3 van goud met drie torens van azuur)
  - Pietermans, heer Cornelis Albrecht, toegelaten in 1667 tot het geslacht Coudenberg.
- Familie Pipenpoy  (van azuur met drie lelies met afgesneden voet van zilver)
  - Pipenpoy, Eustacius, toegelaten in 1545 tot het geslacht Sweerts.
  - Pipenpoy, Ghysbrecht, schepen de Roodenbeke, trouwde met in 1364 Maria Swaef (Afstamming 84)
  - Pipenpoy, Hendrik, toegelaten in 1668 tot het geslacht Serhuyghs.
  - Pipenpoy, Jakob, toegelaten in 1649 tot het geslacht Serhuyghs.
  - Pipenpoy, Jakob Jan, toegelaten in 1706 tot het geslacht Serhuyghs.
  - Pipenpoy, Jan, toegelaten in 1545 tot het geslacht Serhuyghs.
  - Pipenpoy, Jan Jozef Guislein, toegelaten in 1743 tot het geslacht Serhuyghs.
  - Pipenpoy, heer Antoon, toegelaten in 1568 tot het geslacht Serhuyghs.
  - Pipenpoy, heer Antoon, toegelaten in 1603 tot het geslacht Serhuyghs.
  - Pipenpoy, heer Pieter verschijnt voor de eerste keer in 1567 als behorende tot het geslacht Sleeus.
  - Pipenpoy, heer Pieter, Heer van Merchtem, toegelaten in 1568 tot het geslacht Serhuyghs.
- Familie Platteborse
  - Platteborse, Jakob, werd toegelaten verklaard in 1747 tot het geslacht Coudenberg.
- Familie Pollart (van azuur met keper van goud, vergezeld van drie leeuwen van dezelfde kleur)
  - Pollart, Filip Antoon Jozef, toegelaten in 1790 tot het geslacht Steenweeghs.
- Familie Des Pomereaux
  - Pomereaux (des), heer Willem, heer van Hove en van Altena, toegelaten in 1665 tot het geslacht Sweerts.
  - Pomereaux (des), heer Willem Frans Thomas, gen. van Hove, heer van Hove, toegelaten in 1667 tot het geslacht Sweerts.
- Familie Poot (gevierendeeld: 1 en 4, van keel met drie zwaarden van zilver schuinlinks geplaatst de punten naar beneden (Poot), 2 en 4: van zilver met een leeuw van keel genageld en getongd van azuur vergezeld tussen de eerste en tweede poot van drie slecht geschikte lelies, van azuur met afgesneden voet van azuur (Struelens))
  - Poot, Clement Jan, toegelaten in 1784 tot het geslacht Sweerts.
  - Poot, Frans Jan, toegelaten in 1753[10]
  - Poot, Frans Jozef Benedict, toegelaten in 1790 tot het geslacht Sweerts.
- Familie Powis
  - Powis, Benedict, toegelaten in 1780 tot het geslacht Serhuyghs.
  - Powis, Benedict Jakob Antoon, heer van Ten Bossche, toegelaten in 1780 tot het geslacht Serhuyghs.
  - Powis, Jan Baptist Benedict, toegelaten in 1755 tot het geslacht Serhuyghs.
  - Powis, Lodewijk Benedict, toegelaten in 1775 tot het geslacht Serhuyghs.
  - Powis, Lodewijk Benedict, heer van Westmalle, toegelaten in 1749 tot het geslacht Serhuyghs.
- Familie De Prince (gevierendeeld: 1 en 4 van zilver met dwarsbalk van azuur, met schuinkruis van keel over alles heen van de Prince; 2 en 3 van keel bezaaid met vijfbladen van zilver, geknopt van goud, met leeuw van zilver, bekroond van goud van t'Seraerts)
  - Prince (de), Karel, toegelaten 13 juni 1624 tot het geslacht Sleeus.
  - Prince (de), Konrad, toegelaten 13 juni 1624 tot het geslacht Sleeus.
  - Prince (de), Frans, toegelaten in 1630 tot het geslacht Sleeus.
  - Prince (de), Willem Konrad, toegelaten in 1659 tot het geslacht Sleeus.
  - Prince (de), Maximiliaan, toegelaten 13 juni 1621 tot het geslacht Sleeus.
  - Prince (de), heer Antoon, toegelaten 13 juni 1625 tot het geslacht Sleeus.
  - Prince (de), heer Matthias, toegelaten op 13 juni 1633 tot het geslacht Sleeus.
- Familie Proost (van azuur met gekantelde en tegengekantelde dwarsbalk van goud vergezeld van 3 sterren met zes punten van hetzelfde, twee in het schildhoofd en een in de punt)
  - Proost de Vorselaer, Arnold, toegelaten in 1699 tot het geslacht Serhuyghs.
  - Proost de Vorselaer, Jan Baptist, toegelaten in 1664 tot het geslacht Serhuyghs.
  - Proost de Vorselaer, Jan Baptist, toegelaten in 1699 tot het geslacht Serhuyghs.
  - Proost, heer Arnold, toegelaten in 1665 tot het geslacht Serhuyghs (wapens idem, met zoom van zilver)
- Familie De Provins (van azuur met lelie vergezeld van zes sterren zoomsgewijze geplaatst, alles van goud)
  - Provins (van), Adolf, toegelaten in 1558 tot het geslacht Serhuyghs.
  - Provins (van), heer Joris Theodoor, toegelaten in 1723 tot het geslacht Sleeus.
  - Provins (van), Pieter, toegelaten in 1686 tot het geslacht Sleeus.
  - Provins (van), Pieter Frans Jozef, toegelaten in 1723 tot het geslacht Sleeus.
  - Provins (van), Roland behoorde tot het geslacht in 1554 tot het geslacht Serhuyghs.
- Familie Van Den Putte
  - Putte (van den), Gillis, toegelaten in 1676 tot het geslacht Sweerts.
  - Putte (van den), Hendrik, toegelaten in 1579 tot het geslacht Sweerts.
  - Putte (van den), Hendrik Frans, toegelaten in 1679 tot het geslacht Sweerts.
  - Putte (van den), mijnheer en meester Jan Baptist, toegelaten in 1676 tot het geslacht Sweerts.
- Familie De Putte
  - Putte (van of de), Karel Hyacinth Robrecht, toegelaten in 1786 tot het geslacht Sweerts.
  - Putte (van of de), Jan Baptist Albrecht Guislain, toegelaten in 1793 tot het geslacht Sweerts.
  - Putte (van of de), ridder Frans Balthazar Nicolaas, toegelaten in 1751 tot het geslacht Sweerts.
  - Putte (van of de), burggraaf Jakob Jozef Dominiek, toegelaten in 1738 tot het geslacht Sweerts.
  - Putte (van of de), burggraaf Jan Baptist, toegelaten in 1708 tot het geslacht Sweerts.
  - Putte (van of de), burggraaf Jan Egidius, toegelaten in 1748 tot het geslacht Sweerts.

### Q
- Familie Quarré (gevierendeeld: 1/4 van keel met hoekige dwarsbalk van goud; 2/3 van goud met de band van keel beladen met een schild van Brabant en van twee klophamers van zilver van Van den Heetvelde)
  - Quarré, heer Antoon, toegelaten in 1559 tot het geslacht Serhuyghs.
  - Quarré, heer Karel, toegelaten in 1617 tot het geslacht Serroelofs.
  - Quarré, heer Willem, toegelaten in 1578 tot het geslacht Serhuyghs, hij was Heer van Heetvelde.
  - Quarré, heer Jan, heer van Hooberghe, toegelaten in 1581 tot het geslacht Serhuyghs.
  - Quarré, heer Jan, heer van Hooberghe, toegelaten in 1581 tot het geslacht Steenweeghs.
- Familie Du Quesnoy (van sabel met keper van goud, vergezeld in de punt door een selderblad van hetzelfde, de stengel naar beneden gericht)
  - Quesnoy (du), Jan, toegelaten in 1587 tot het geslacht Coudenberg.
  - Quesnoy (du), ridder Jeroen, toegelaten in 1611 tot het geslacht Coudenberg.
  - Quesnoy (du), heer Antoon, toegelaten in 1616 tot het geslacht Coudenberg.
  - Quesnoy (du), heer Viglius, toegelaten in 1611 tot het geslacht Coudenberg.
- Familie Quisthout
  - Quisthout, mijnheer en meester Nicolaas Norbrecht, toegelaten op 13 juni 1659 bij Roodenbeke.

### R
- Familie Raes
  - Raes, Arnold, toegelaten op 12 januari 1668 tot het geslacht Sleeus.
  - Raes, Pieter, toegelaten op 12 januari 1668 tot het geslacht Sleeus.
- Familie Rampaert
  - Rampaert, Arnold, behoorde in 1483 tot het geslacht Sleeus.
  - Rampaert, Jakob, behoorde tot het geslacht in 1482 tot het geslacht Sleeus.
- Familie Du Rappoy
  - Rappoy (du), mijnheer en meester Robrecht, toegelaten op 13 juni 1704 tot het geslacht Sleeus.
- Familie Van Raveschoot (van goud met 3 raven van sabel)
  - Raveschoot (de of van), Karel Engelbert, heer van Pepingen, toegelaten in 1688 bij Roodebeke.
  - Raveschoot (de of van), heer Adam Engelbert, toegelaten op 3 juni 1621 bij Roodebeke.
  - Raveschoot (de of van), heer Engelbert, toegelaten in 1598 bij Roodebeke.
  - Raveschoot (de of van), heer Jan Baptist, toegelaten in 1710 bij Roodebeke.
  - Raveschoot (de of van), heer Vincent, toegelaten op 14 mei 1618 bij Roodebeke.
  - Raveschot (van), Cornelis, toegelaten op 13 juni 1508 tot het geslacht Sleeus.
- Familie Van Redinghem
  - Redinghen (van), Antoon behoorde in 1483 tot het geslacht Sleeus.
  - Redinghen (van), Wauthier behoorde tot het geslacht in 1482 tot het geslacht Sleeus.
- Familie Van der Reest
  - Reest (van der), Adriaan, toegelaten in 1599 tot het geslacht Sweerts.
  - Reest (van der), Adriaan, toegelaten in 1650 tot het geslacht Sweerts.
  - Reest (van der), Cornelis, toegelaten in 1650 tot het geslacht Sweerts.
  - Reest (van der), Frans, toegelaten in 1661 tot het geslacht Sweerts.
  - Reest (van der), Marc, toegelaten in 1650 tot het geslacht Sweerts.
  - Reest (van der), Marc, toegelaten in 1658 tot het geslacht Sweerts.
  - Reest (van der), mijnheer Marc, toegelaten in 1613 tot het geslacht Sweerts.
  - Reest (van der), Frans, toegelaten in 1650 tot het geslacht Sweerts.
- Familie De Renaix
  - Renaix (de), heer Filip, toegelaten op 7 juni 1600 bij Roodebeke.
  - Renaix (de), heer Roland, toegelaten op 13 juni 1597 bij Roodebeke.
- Familie De Renialme
  - Renialme (de) gen. de Cordes, Jan Karel, toegelaten in 1648 tot het geslacht Coudenberg.
- Familie Van Reynegom (van azuur met drie lelies met afgesneden voet van goud; met de uitgesneden zoom van goud - aliter van zilver)
  - Reynegom (van of de), Willem, heer van Esscheloo, toegelaten in 1654 bij Roodebeke.
  - Reynegom (van of de), heer Cornelis, heer van Buzet, toegelaten in 1654 bij Roodebeke.
  - Reynegom (van), Albrecht Honorius, toegelaten in 1750 tot het geslacht Coudenberg.
  - Reynegom (van), Lambert Jozef Guislein, baron, heer van Impel, toegelaten in 1768 tot het geslacht Coudenberg.
  - Reynegom (van), baron Jan André Jozef Guislein, heer van Heetvelde, toegelaten in 1740 tot het geslacht Coudenberg.
  - Reynegom (van), ridder Ferdinand Jan Baptist Guislein, heer van Gentisart, Stakenburg, enz., toegelaten in 1750 tot het geslacht Coudenberg.
  - Reynegom (van), heer Adriaan Filip, heer van Herlaer, toegelaten in 1691 tot het geslacht Coudenberg, trouwde met Livine van Voorspoel in 1716 (afstamming nr. 66)
  - Reynegom (van), heer Karel Frans, heer van Coensbergh, toegelaten in 1691 tot het geslacht Coudenberg.
  - Reynegom (van), heer Willem, heer van Herenthout, toegelaten in 1691 tot het geslacht Coudenberg.
  - Reynegom (van), heer Simon Jan Baptist, echtgenoot van Isabelle Pipenpoy, toegelaten in 1699 tot het geslacht Coudenberg. (afstamming nr.104).
  - Reynegom (van), heer Theodoor Frans Xavier, heer van Buset, toegelaten in 1690 tot het geslacht Coudenberg.
  - Reynegom (van), heer Theodoor Joris Jakob Jozef, heer van Buzet, toegelaten in 1743 tot het geslacht Coudenberg..
  - Reynegom (van), Norbrecht Filip Maximiliaan Jozef, toegelaten in 1746 tot het geslacht Coudenberg.
  - Reynegom (van), Theodoor Jan Jozef, toegelaten in 1793 tot het geslacht Coudenberg.
- Familie Ricard
  - Ricard, heer Frans Ignatius, toegelaten in 1752 tot het geslacht Sweerts.
- Familie Richterich
  - Richterich, Jozef Theodoor, toegelaten in 1722 tot het geslacht Serroelofs.
- Familie Van Rietwyck
  - Rietwyck (van), heer Albrecht Adriaan, toegelaten in 1691 tot het geslacht Coudenberg.
  - Rietwyck (van), heer Karel, toegelaten in 1606 tot het geslacht Coudenberg.
- Familie Van Rincvelt
  - Rincvelt (van), heer Adriaan, toegelaten in 1616 bij Roodebeke.
  - Rincvelt (van), heer Constantijn, toegelaten in 1610 bij Roodebeke
- Familie Robbertix
  - Robbertix, mijnheer Frans Eduard, kanunnik van de Sint-Waltrudis in Bergen en kapelaan van de Koninklijke kapel van de hertog van Beieren, toegelaten op 23 juli 1695 tot het geslacht Sleeus.
- Familie Robrecht (gevierendeeld 1 en 4, van sabel met drie lelies aan de afgesneden voet van zilver; 2 en 3, van sinopel met vijf ruiten van zilver, aaneengesloten in een dwarsbalk rakend aan de zomen van het kwartier, verbonden door een bespijkerde dwarsbalk)
  - Robrecht of Robbeerts, mijnheer en meester Jan, toegelaten in 1603 tot het geslacht Sweerts.
  - Robrecht of Robbeerts, mijnheer en meester Nicolaas, toegelaten in 1633 tot het geslacht Sweerts.
- Familie De Robiano (van zilver, in het ingehoekte schildhoofd van azuur de drie stukken, beladen met drie lelies van goud)
  - Robiano (de), Balthazar Frans, toegelaten in 1712 tot het geslacht Steenweeghs.
- Familie Robyns (van sabel, met drie ringen van goud bezet met een robijn van keel, het vrijkwartier van sinopel, beladen met een vis van zilver schuin geplaatst)
  - Robyns, Martinus Maria Jozef, toegelaten in 1782 tot het geslacht Sleeus.
- Familie De Rodoan
  - Rodouan (van), alias Rodoan (van), heer Filip, heer van Berlegem, van Doncourt, van Dammerval. enz., in 1588 toegelaten tot het geslacht Sweerts uit hoofde van de afkomst van zijn moeder van de familie De Kegel alias De Keghel, schepen in 1586, 1587, 1590 en burgemeester in 1588 en 1589.[11]
- Familie Rogge
  - Rogge, mijnheer en meester Godfried, toegelaten op 13 juni 1669 tot het geslacht Sleeus.
- Familie Rol
  - Rol, Jozef Frans Maria Ghislam, toegelaten in 1792 tot het geslacht Sleeus.
- Familie De Roos
  - Roos (de), Gaspard Egidius Marie, toegelaten in 1761 tot het geslacht Serhuyghs.
- Familie Van der Roosen (van azuur bezaaid met staven van goud, met drie lelies aan de afgesneden voet van zilver van Van der Kelen, met vrijkwartier van goud met 3 klophamers van keel van Huldenberg)
  - Roosen (van der), Jakob, toegelaten in 1376 tot het geslacht Serhuyghs.
- Familie De Roovere (van azuur met drie molenijzers van goud)
  - Roovere (de), Willem Jozef, zoon van Luc Jan, toegelaten in 1779 bij Roodebeke.
  - Roovere (de), Jan Adolf, broer van Willem Jozef, toegelaten in 1779 bij Roodebeke.
  - Roovere (de), Luc Jan, (°2-11-1709/+21-6-1782) toegelaten in 1779 bij Roodebeke, trouwt op 23-7-1764 met Maria Cornelius t'Kint (°16-7-1720/+6-6-1804). (Félix Victor Goethals: Miroir des not.nob. Tome I 1857 P.257).
- Familie De Rouck (van zilver met keper van keel, vergezeld in de schildhoek van een wassenaar van azuur en in het schildhoofd van drie eendjes van … rijen)
  - Rouck (de), Willem, toegelaten in 1584 tot het geslacht Steenweeghs.
  - Rouck (de), heer Maximiliaan, toegelaten in 1618 tot het geslacht Sweerts.
- Familie Rousseau (van zilver met keper van keel, vergezeld door drie vogels van sabel; het schildhoofd van azuur beladen met drie sterren van goud)
  - Rousseau, Frans Stephanien, toegelaten in 1755 tot het geslacht Sweerts.
- Familie Ryckewaert (gevierendeeld, 1 en 4 van azuur met drie lammetjes van goud, elk lammetje gevuld met een merlet van hetzelfde van Ryckewaert, 2 en 3 van keel met een keper van hermelijn, met vrijschildhoek van Vlaanderen, de keper vergezeld ter linkerzijde van het schildhoofd van het schild van Luxemburg, van Vlaanderen, gen. Drinckman)
  - Ryckewaert, Jakob, toegelaten in 1626 tot het geslacht Coudenberg.
  - Ryckewaert, Jan Baptist, toegelaten in 1615 tot het geslacht Coudenberg.
  - Ryckewaert, heer Filip, toegelaten in 1649 tot het geslacht Coudenberg..
  - Ryckewaert, heer Filip Amelric Chrysogone, heer van Tiberchamps, toegelaten in 1686 tot het geslacht Coudenberg.
  - Ryckewaert, heer en meester Filip, toegelaten in 1613 tot het geslacht Coudenberg.
- Familie Van Rysewyck
  - Rysewyck (van), Jan, toegelaten in 1629 tot het geslacht Steenweeghs.
  - Rysewyck (van), heer Willem, toegelaten in 1634 tot het geslacht Steenweeghs.

### S
- Familie Sagermans (gevierendeeld: 1 en 4, van sinopel, met gekartelde dwarsbalk van zilver vergezeld van drie omgekeerde kepers van hetzelfde, elke keper gevormd door drie aaneengesloten ruiten van Sagermans; 2 en 3, van zilver met drie gaande vossen van sabel van De Vos)
  - Sagermans, Michiel Jozef, toegelaten in 1791 tot het geslacht Sleeus.
- Familie De Sagher
  - Sagher (de), Jan Xavier, werd in 1752 toegelaten verklaard bij Roodebeke.
- Familie Sanglier
  - Sanglier, heer Jakob, toegelaten in 1645 tot het geslacht Coudenberg.
- Familie T'Sas
  - Sas (t'), Lodewijk Frans, toegelaten in 1793 tot het geslacht Sweerts.
  - Sas (t'), Pieter, toegelaten in 1793 tot het geslacht Sweerts.
- Familie Schelkens
  - Schelkens, mijnheer en meester Egidius André, toegelaten in 1685 tot het geslacht Serroelofs.
- Familie Schetz De Grobbendonck
  - Schetz De Grobbendonck, heer Lancelot, toegelaten op 13 juni 1587 tot het geslacht Sleeus.
- Familie Schockaert (van zilver met haan van sabel, gekamd, gebaard en gevlamd van keel, geplaatst op een vuur van natuurlijke kleur)
  - Schockaert (de), Jan Frans Hyacinth, toegelaten in 1714 tot het geslacht Serhuyghs.
  - Schockaert, Frans Hyacinth, toegelaten in 1715 tot het geslacht Serhuyghs.
  - Schockaert, Jan Daniël Antoon, toegelaten in 1724 tot het geslacht Serhuyghs.
- Familie Van Schore
  - Schore (van), Jan, toegelaten in 1644 tot het geslacht Serroelofs.
  - Schore (van), baron Lodewijk Frans Jozef, toegelaten in 1716 tot het geslacht Serroelofs.
  - Schore (van), baron Filip Lodewijk, toegelaten in 1688 tot het geslacht Serroelofs.
  - Schore (van), Lodewijk, toegelaten in 1615 tot het geslacht Serroelofs.
  - Schore (van), Lodewijk, toegelaten in 1630 tot het geslacht Serroelofs.
  - Schore (van), heer Karel, toegelaten in 1640 tot het geslacht Serroelofs.
  - Schore (van), heer Gisbert, toegelaten in 1684 tot het geslacht Serroelofs.
  - Schore (van), heer Filip, toegelaten in 1620 tot het geslacht Serroelofs.
- Familie Schotte
  - Schotte, Albrecht Theodoor, toegelaten in 1696 tot het geslacht Steenweeghs.
  - Schotte, Karel, toegelaten in 1619 tot het geslacht Steenweeghs.
  - Schotte, Karel Michiel, burggraaf van Sint-Winoksbergen, Heer van Harcourt, toegelaten in 1724 tot het geslacht Steenweeghs.
  - Schotte, Karel Filip, toegelaten in 1664 tot het geslacht Steenweeghs.
  - Schotte, Jan Baptist, toegelaten in 1664 tot het geslacht Steenweeghs.
  - Schotte, heer Albrecht Jozef Jan, toegelaten in 1740 tot het geslacht Steenweeghs.
  - Schotte, heer Karel Albrecht Lamoraal, burggraaf van Sint-Winoksbergen, in 1760 tot het geslacht Steenweeghs.
  - Schotte, heer Karel Filip, toegelaten in 1729 tot het geslacht Steenweeghs.
  - Schotte, heer Karel Theodoor, burggraaf van Sint-Winoksbergen, toegelaten in 1730 tot het geslacht Steenweeghs.
  - Schotte, heer Jan Baptist, toegelaten in 1617 tot het geslacht Steenweeghs.
  - Schotte, Pieter, toegelaten in 1612 tot het geslacht Steenweeghs.
  - Schotte, Theodoor, toegelaten in 1592 tot het geslacht Steenweeghs.
  - Schotte, Theodoor Bernhard, toegelaten in 1696 tot het geslacht Steenweeghs.
- Familie Van Senft
  - Senft (van), heer Karel Filip, zoon van Vincent, toegelaten op 13 juni 1627 bij Roodenbeke.
  - Senft (van), heer Christiaan, heer van la Mothe au Bois, Haine, enz., toegelaten op 13 juni 1586 bij Roodebeke
  - Senft (van), heer Frans, toegelaten op 13 juni 1577 bij Roodebeke.
  - Senft (van), heer Vincentius, toegelaten op... bij Roodebeke[12].
- Familie T'Serraerts (van keel bezaaid met rozen van zilver met een leeuw van hetzelfde over alles heen)
  - Serraerts (t'), heer Antoon, toegelaten in 1557 tot het geslacht Serhuyghs. (zelfde wapens gebroken met barensteel)
  - Serraerts ('t), Jan, toegelaten in 1510 tot het geslacht Sleeus.
  - Serraerts, jonkheer Maximiliaan, toegelaten tot het geslacht Serhuygs in 1573 (zelfde wapens gebroken van een zoom van ...)
  - Seraerts ('t), meester Pieter, verschijnt voor de eerste keer in 1559 als behorende tot het geslacht Sleeus.
- Familie De Scrapere (gevierendeeld: 1/4 van zilver met dubbelkoppige adelaar van sabel; 2/3 van keel met vijf kruislings geplaatste schelpen van zilver van Steenweghe)
  - Scrapere (de), Arnold, toegelaten in 1595 tot het geslacht Serhuyghs.
  - Scrapere (de), Hendrik, toegelaten in 1614 tot het geslacht Serhuyghs.
- Familie T'Serclaes (van keel met leeuw van zilver, genageld, getongd en bekroond van goud, beladen op de schouder van een schild van goud, schildhoofd geschaakt van zilver en van sabel). (voorouder van Jan t'Serclaes, graaf van Tilly, hoofdbevelhebber van de legers van de Katholieke Liga en van het Heilig Roomse Rijk van Duitse natie gedurende het eerste deel van de Dertigjarige Oorlog, en van Emile van t'Serclaes van Wommersom, diplomaat en held van de Belgische Omwenteling van 1830.)
  - Serclaes (t'), Everaard, bevrijder van Brussel.
  - Serclaes (t'), Daniël, behoorde in 1480 tot het geslacht Serroelofs.
  - Serclaes (t'), Willem, behoorde in 1483 tot het geslacht Serroelofs.
  - Serclaes (t'), Hendrik Antoon Gaspard Jozef, toegelaten in 1742 tot het geslacht Serroelofs.
  - Serclaes (t'), Jan Baptist, heer van Opahlfen, toegelaten in 1624 tot het geslacht Serroelofs.
  - Serclaes (t'), Jan Baptist Kristof, toegelaten in 1652 tot het geslacht Serroelofs.
  - Serclaes (t'), ridder Antoon, heer van Herent, toegelaten in 1604 tot het geslacht Serroelofs.
  - Serclaes (t'), ridder Wencelijn, behoorde in 1480 tot het geslacht Serroelofs.
  - Serclaes (t'), heer Karel, toegelaten in 1545 tot het geslacht Serroelofs.
  - Serclaes (t'), heer Florent, toegelaten in 1568 tot het geslacht Serhuyghs.
  - Serclaes (t'), heer Floris, toegelaten in 1561 tot het geslacht Serroelofs.
  - Serclaes (t'), heer Floris, toegelaten in 1586 tot het geslacht Serroelofs.
  - Serclaes (t'), heer Jan, heer van Nederokkerzeel, toegelaten in 1590 tot het geslacht Serroelofs.
  - Serclaes (t'), heer Jozef Frans Filip, toegelaten in 1701 tot het geslacht Serroelofs.
  - Serclaes (t'), mijnheer en meester Filip, toegelaten in 1586 tot het geslacht Serroelofs.
  - Serclaes (t'), Filip, toegelaten in 1613 tot het geslacht Serroelofs.
  - Serclaes (t'), Filip, heer van Cruyckenburg (Ternat), toegelaten in 1544 tot het geslacht Serroelofs.
- Familie T'Serhendrickx (van sinopel met 3 lelies van zilver in de afgesneden voet, met vrijkwartier links van keel met 3 wassenaars van goud)
  - Serhendrickx (t'), Filip, gen. Vrintschap, toegelaten in 1578 tot het geslacht Serhuyghs.
- Familie Van t'Sestich
  - Sestich (van t'), meester Laurent, toegelaten in 1565 bij Roodenbeke.
  - Sestich (van t’), Filip Antoon, heer van Oppem, toegelaten in 1615 tot het geslacht Sweerts.
- Familie Silvius
  - Silvius, heer Filip, toegelaten in 1646 tot het geslacht Sweerts.
- Familie De Smet of de Semeth (gevierendeeld: 1/4, van goud met 3 wassenaars van sabel; 2/3, met 3 ruiten of doorboorde ruiten van sabel)
  - Smet (de), Willem, toegelaten in 1609 tot het geslacht Serhuyghs.
- Familie Smissaert
  - Smissaert, Jan Augustijn, priester, toegelaten in 1676 tot het geslacht Coudenberg.
- Familie Snellinckx
  - Snellinckx, Willem Jozef Gislein André, toegelaten in 1751 tot het geslacht Coudenberg.
  - Snellinckx, heer Theodoor André Augustijn, toegelaten in 1726 tot het geslacht Coudenberg.
  - Snellincx, Frans, toegelaten in 1634 tot het geslacht Sweerts.
  - Snellincx, Nicolaas, toegelaten in 1649 tot het geslacht Sweerts.
- Familie Van Someren
  - Somergem (van), Simon, toegelaten in 1482 tot het geslacht Sweerts.
- Familie De Spanghe
  - Spanghe (de), baron Karel Ignatius, heer van Mousty, toegelaten in 1734 tot het geslacht Steenweeghs.
- Familie De Spira
  - Spira (de), Bernhard, toegelaten op 14 juni 1591 tot het geslacht Sleeus.
  - Spira (de), heer Bernhard, zoon van Nicolaas hieronder, toegelaten op 13 juni 1619 tot het geslacht Sleeus.
  - Spira (de), mijnheer Nicolaas, toegelaten op 13 juni 1583 tot het geslacht Sleeus.
  - Spira (de), Sebastiaan, toegelaten op 27 maart 1578 tot het geslacht Sleeus.
- Familie Van Spoelberg (van azuur met dwarsbalk van goud vergezeld van 3 ruiten van hetzelfde, 2 in het schildhoofd en 1 in de schildpunt)
  - Spoelberg (van), André Emmanuel Jozef van Einthout, toegelaten in 1741 tot het geslacht Serhuyghs.
  - Spoelberg (van), Karel Christiaan Jan, toegelaten in 1732 tot het geslacht Serhuyghs.
  - Spoelberg (van), Karel Frans, toegelaten in 1696 tot het geslacht Serhuyghs.
  - Spoelberg (van), Frans Filip Benedict, toegelaten in 1696 tot het geslacht Serhuyghs.
  - Spoelberg (van), Jan Karel Laurent, toegelaten in 1770 tot het geslacht Serhuyghs.
  - Spoelberg (van), Jan Hendrik, toegelaten in 1791 tot het geslacht Serhuyghs.
  - Spoelberg (van), heer Karel Frans, toegelaten in 1650 tot het geslacht Serhuyghs.
  - Spoelberg (van), heer Kristof, toegelaten in 1654 tot het geslacht Serhuyghs.
- Familie Van der Spout (van sabel met 3 lelies van zilver met afgesneden voet)
  - Spout (van der), mijnheer Bernhard, ridder, behoorde in 1480 niet tot het geslacht Sweerts.
- Familie Spyskens
  - Spyskens, Jan, behoorde tot het geslacht Coudenberg in 1387.
  - Spyskens, Jan, behoorde tot het geslacht Coudenberg in 1415.
  - Spyskens, Jan, echtgenoot in een tweede huwelijk van Margareta van der Smissen, dicta Bogaerts, behoorde tot het geslacht Coudenberg in 1451-1492 (afstamming nr.63).
  - Spyskens, heer Gaspard, toegelaten in 1621 tot het geslacht Coudenberg.
  - Spyskens, heer Willem, toegelaten in 1610 tot het geslacht Coudenberg.
- Familie Van Stakenborch
  - Stakenborch (van), Hendrik behoorde tot het geslacht Coudenberg in 1469.
- Familie Stallaert
  - Stallaert, Jan-Antoon, toegelaten in 1764 tot het geslacht Steenweeghs.
- Familie Van Stalle alias De Stalle  (van keel met dwarsbalk met hermelijn)[13]
  - Stalle (van), Jan, toegelaten in 1482 tot het geslacht Sweerts.
- Familie Van Steelant  (van keel, dwarsbalk van zilver met latwerk van azuur).
  - Steelant (van), Lodewijk Jozef, baron van Perk, toegelaten in 1719 tot het geslacht Sleeus.
  - Steelant (van), heer Karel Benedict, heer van Berg, toegelaten in 1736 tot het geslacht Sleeus.
  - Steelant (van), mijnheer Frederik Jan Jozef, toegelaten op 13 juni 1742 tot het geslacht Sleeus.
  - Steelant (van), heer Frans, toegelaten in 1644 tot het geslacht Serroelofs.
- Familie Van den Steene
  - Steene (van den), Gillis, toegelaten in 1504 tot het geslacht Sweerts.
- Familie Van Steenhout
  - Steenhout (van), Karel Hendrik, toegelaten in 1672 tot het geslacht Sweerts.
  - Steenhout (van), Hendrik, heer van Waarbeke en Nieuwenhove, toegelaten op 13 juni 1693 tot het geslacht Sweerts.
  - Steenhout (van), heer Augustijn, licentiaat rechten, toegelaten op 13 juni 1693 tot het geslacht Sweerts.
  - Steenhout (van), heer Karel Hendrik, toegelaten op 13 juni 1693 tot het geslacht Sweerts.
- Familie Van Steenhuys
  - Steenhuys (van), baron Willem, heer van Poederlee, toegelaten in 1700 tot het geslacht Coudenberg.
- Familie Van Steenweghe
  - Steenweghe (van), heer Jan, ridder, behoorde in 1578 tot het geslacht Steenweeghs.
  - Steenweghen (van), Jan, toegelaten in 1494 bij Roodenbeke.
- Familie Van der Stegen (van goud met leeuw van sabel, genageld en getongd van keel)
  - Stegen (van der), Karel Lodewijk, toegelaten in 1746 tot het geslacht Serroelofs.
  - Stegen (van der), Jan Jozef Victor, toegelaten in 1787 tot het geslacht Serroelofs.
  - Stegen (van der), Jozef Frans Filip van Putte, toegelaten in 1774 tot het geslacht Serroelofs.
  - Stegen (van der), heer Frans Jakob, toegelaten in 1670 tot het geslacht Serroelofs.
  - Stegen (van der), Filip, behoorde in 1639-54 tot het geslacht Serroelofs.
  - Stegen (van der), Filip Norbrecht Maria, baron van Putte, toegelaten in 1746 tot het geslacht Serroelofs.
  - Steghen (van der), heer Filip, toegelaten op 13 juni 1615 tot het geslacht Sleeus.
- Familie De Stier
  - Stier (de), baron Jan Frans Xavier, toegelaten in 1790 tot het geslacht Coudenberg.
- Familie Van der Stockt (gevierendeeld: 1/4 de... met de slagboom van ... ; 2/3, gedeeld, a) van...met een ankerkruis van... ; b) een dwarsbalk van... met een leeuw uitkomend van deze dwarsbalk van Rolibuc)
  - Stockt (van der), Nicolaas, toegelaten in 1578 tot het geslacht Serhuyghs.
- Familie Stoefs (van keel, met 3 vijfbladen van zilver, geknoopt van goud en gebaard van sinopel)
  - Stoefs, Cornelis, werd in 1765 verklaard af te stammen van het geslacht Coudenberg.
  - Stoefs, Gillis, geboren in 1684, trouwde in 1715 met Anne de Pauw, onvoorwaardelijk tot de burgerij toegelaten op grond van zijn afstamming van een der geslachten (niet opgenomen door Van der Meulen), (afstamming nr.70)
  - Stoefs, Jan Frans, advocaat, toegelaten tot het geslacht Coudenberg uit hoofde van zijn afstamming van vaderszijde (niet opgenomen door Van der Meulen)
  - Stoefs, Luc, werd tot afstammend van het geslacht Coudenberg verklaard in 1765.
- Familie De Stradio (gevierendeeld: 1/4, van goud met dwarsbalk van keel vergezeld in het schildhoofd van 3 merlets van keel naast elkaar; 2/3, gedwarsbalkt van acht stukken van zilver en keel met een schuin snoer van sinopel naar binnen gebogen, over alles heen)
  - Stradio, heer Hendrik, heer van Malèvre, toegelaten op 13 juni 1528 tot het geslacht Sleeus.
  - Stradio, heer Jan, verscheen voor de eerste keer in 1555 als behorende tot het geslacht Sleeus.
- Familie Strael (gevierendeeld: 1/4, een dwarsbalk met halve leeuw van deze bovenhoek uitgaand van Rolibuc; 2/3 van keel met 8 bezanten van ... geplaatst 3-2-3)
  - Strael, Daniël, behoorde in 1528 tot het geslacht Serhuyghs.
- Familie Straetmans
  - Straetmans, Jeroen Frans, toegelaten op 13 juni 1685 tot het geslacht Sleeus.
- Familie Van der Strepen (van goud met zes lelies van keel geplaatst 3-2-1)
  - Strepen (van der), mijnheer en meester Gerard, toegelaten in 1582 tot het geslacht Serhuyghs.
- Familie Struelens (van zilver met leeuw van keel genageld en getongd van azuur vergezeld tussen de tweede en derde poot van drie slecht geschikte lelies, van azuur aan de voet gesneden van azuur)
  - Struelens, Theodoor, toegelaten in 1752 tot het geslacht Sweerts.
- Familie Sweerts
  - Sweerts of De Weert, Joriss de Weert, heer van Boort-Meerbeke (Boortmeerbeek), toegelaten in 1573 tot het geslacht Sweerts.
  - Sweerts of De Weert, Magnus de Weert, toegelaten in 1556 tot het geslacht Sweerts.
  - Sweerts of De Weert, mijnheer en meester Kristof Sweerts, toegelaten in 1627 tot het geslacht Sweerts.
  - Sweerts of De Weert, Filip van Weert, toegelaten in 1554 tot het geslacht Sweerts.
  - Sweerts of De Weert, Pieter van Weert, toegelaten in 1509 tot het geslacht Sweerts.
  - Sweerts of De Weert, Roland Sweerts, toegelaten in 1498 tot het geslacht Sweerts.
  - Sweerts of De Weert, Roland Sweerts, toegelaten in 1536 tot het geslacht Sweerts.
- Familie Symons
  - Symons, Kwinten, toegelaten in 1605 bij Roodebeke.

### T
- Familie Taeckels
  - Taeckels, Jan Baptist Cornelis, toegelaten in 1763 tot het geslacht Coudenberg.
- Familie de Tailly (gevierendeeld: 1 en 4 van azuur met de dwarsbalk schuin gevierendeeld van keel en van zilver, met in het schildhoofd van goud een dubbele adelaar van sabel; 2 en 3 van azuur met de schuinbalk van zilver beladen met drie eendjes van hetzelfde in de richting van de schuinbalk)
  - Tailly (van), heer Maarten, toegelaten in 1626 tot het geslacht Sleeus.
- Familie Tasselon (van azuur met keper, vergezeld in het schildhoofd van drie bekers of koppen zonder oren, alles van zilver) (verschillende varianten)
  - Tasselon, Daniël Frans Jozef, toegelaten in 1694 tot het geslacht Sweerts.
  - Tasselon, mijnheer en meester Hieronymus, toegelaten in 1687 tot het geslacht Sweerts.
  - Tasselon, Pieter Balthazar, toegelaten in 1694 tot het geslacht Sweerts.
- Familie Taye (van goud met kruis van keel, een merlet van sabel in het eerste kwartier, later: gevierendeeld op 1 en 4, van goud met kruis van keel, een merlet van sabel in de eerste schildhoek; op 2 en 3, van zilver met kruis van keel; in het hart over alles heen, een schild van goud met drie torens van keel)
  - Taye, Adriaan, heer van Wemmel, toegelaten in 1558 tot het geslacht Serroelofs.
  - Taye, Engelbert, baron van Wemmel, toegelaten in 1603 tot het geslacht Serroelofs.
  - Taye, Hendrik, toegelaten in 1640 tot het geslacht Serroelofs.
  - Taye, Hendrik, heer van Wemmel en Gooik tot het geslacht Serroelofs.
  - Taye, Hendrik Frans, toegelaten in 1678 tot het geslacht Serroelofs.
  - Taye, Jakob, heer van Gooik, toegelaten in..... tot het geslacht Serroelofs.
  - Taye, ridder Karel, heer van Wemmel en Gooik, toegelaten in 1500 tot het geslacht Serroelofs.
  - Taye, ridder Jakob, heer van Wemmel en Gooik, toegelaten in 1517 tot het geslacht Serroelofs.
  - Taye, heer Adriaan, heer van Wemmel, toegelaten in 1556 tot het geslacht Serhuyghs.
  - Taye, heer Karel Jakob, toegelaten in 1657 tot het geslacht Serroelofs.
  - Taye, heer Jakob, heer van Gooik, toegelaten in 1557 tot het geslacht Serhuyghs. (van goud met kruis van keel, een merlet van sabel in het eerste kwartier)
  - Taye, heer Jakob, heer van Gooik, toegelaten in 1582 tot het geslacht Serhuyghs.
- Familie Testaert
  - Testaert, Elisabeth, werd in 1767 verklaard af te stammen van het geslacht Coudenberg.
  - Testaert, Pieter, werd in 1767 verklaard af te stammen van het geslacht Coudenberg.
- Familie Van Thienwinckel (gevierendeeld 1/4, van keel met 3 lelies van zilver aan de gesneden voet; 2/3 van zilver met 3 bloemen gesteeld van sinopel)
  - Thienwinckel (van), Cornelis behoorde in 1528 tot het geslacht Serhuyghs.
- Familie Thonys
  - Thonys, Antoon, toegelaten in 1484 tot het geslacht Serroelofs.
  - Thonys, Antoon, in 1391 als afstammend van het geslacht Steenweeghs.
  - Thonys, Jan, toegelaten op 11 juli 1488 tot het geslacht Sleeus.
- Familie Van der Tommen (van goud met dwarsbalk van azuur gebandeerd van zilver, vergezeld in het hoofdschild van een halve leeuw van keel, genageld en getongd van de tweede kleur, uitgaande van de dwarsbalk)
  - Tommen (Van der), heer Jan, toegelaten in 1634 tot het geslacht Coudenberg.
- Familie Van den Torre
  - Torre (van den), Lion, behoorde in 1482 tot het geslacht Sleeus.
- Familie Van Transil
  - Transil (van), Maximiliaan, heer van Bouchout, toegelaten in 1538 tot het geslacht Serroelofs.
- Familie Van Trello (van zilver met wapenschild van sabel beladen met een ster met zus punten van goud en vergezeld in het schildhoofd door drie schelpen op rij van keel)
  - Trello (van), Karel, toegelaten op 13 juni 1580 bij Roodenbeke.
- Familie Van Tribolet
  - Tribolet (van) gen. van Miraumont, heer Dominiek Jozef, heer van Aa, enz., toegelaten in 1755 tot het geslacht Steenweeghs.
- Familie Tristram
  - Tristram, Huibrecht, toegelaten in 1689 tot het geslacht Sweerts.
  - Tristram, Jan Frans, toegelaten in 1688 tot het geslacht Sweerts.
- Familie De Turck
  - Turck (de), Ambroos Jan Nepomucenus Antoon Jozef, toegelaten in 1777 bij Roodenbeke.
  - Turck (de), Ambroos Jozef Nepomucenus Antoon, toegelaten op 30 mei 1776 tot het geslacht Sleeus.
- Familie Tymmermans (inhoeking van zilver en van keel van Sweerts, met hoofdschild van azuur met 3 lelies, de gesneden voet van zilver)
  - Tymmermans, Jacop, behoorde tot het geslacht Serhuyghs in 1376
- Familie Van den Tympele (van Brabant met schuinbalk van zilver beladen met 3 harten van keel over de leeuw heen)
  - Tympele (van den), heer Denis, toegelaten in 1582.
  - Tympele (van den), heer Olivier, toegelaten in 1582 tot het geslacht Serhuyghs.
  - Tymple (van den), ridder Karel, heer van Groot-Bijgaarden, toegelaten op 13 juni 1562 tot het geslacht Sleeus.
  - Tymple (van den), ridder Lodewijk, toegelaten in 1619 tot het geslacht Serroelofs.
  - Tymple (van den), heer Karel, toegelaten op 13 juni 1605 tot het geslacht Sleeus.

### U
- Familie Van Udekem (van zilver met band van sabel beladen met drie klophamers van goud geplaatst in de richting van de schuinbalk)
  - Udekem (van), Karel Gijsbert, heer van Gentinnes, toegelaten in 1673 tot het geslacht Serhuyghs.
  - Udekem (van), Karel Gislein, baron van Gentinnes, toegelaten in 1735 tot het geslacht Serhuyghs.
  - Udekem (van), Ferdinand Filip, toegelaten in 1751 tot het geslacht Serhuyghs.
  - Udekem (van), Maximiliaan Frans, toegelaten in 1678 tot het geslacht Serhuyghs.
- Familie Van Uffele (van zilver, pelswerk van klokken van keel)
  - Uffele (van), Cornelis, heer van Waasmont, toegelaten in 1617 tot het geslacht Sweerts.
  - Uffele (van), Jan, toegelaten in 1609 tot het geslacht Sweerts.
  - Uffele (van), Theodoor, toegelaten in 1648 tot het geslacht Sweerts.
- Familie Van Ursel  (van keel met schildhoofd van zilver beladen met 3 merlets van keel)
  - Ursel (van), Jan- Baptist, priester, toegelaten in 1700 tot het geslacht Sleeus.
  - Ursel (van), heer Lodewijk, toegelaten in 1717 tot het geslacht Sleeus.
  - Ursel (van), heer Lodewijk, toegelaten op 13 juni 1681 tot het geslacht Sleeus.
  - Ursel (van), heer Paul, heer van Limelette, toegelaten in 1540 tot het geslacht Serhuyghs.
- Familie Van Ursene  (van keel in het schildhoofd van zilver beladen met 3 merlets van keel)
  - Ursene (van), Hendrik, in 1535 toegelaten tot het geslacht Serhuyghs.
  - Ursene (van), Hendrik, behoorde in 1528 tot het geslacht Serhuyghs.
  - Ursene (van), Paul, behoorde in 1528 tot het geslacht Serhuyghs.
  - Ursene (van), Filip, toegelaten in 1542 tot het geslacht Serhuyghs.
  - Ursene (van), Reinier was niet meer bij het geslacht Serhuyghs in 1528.
- Familie Uuytenhove
  - Uuytenhove, Jan, behoorde tot het geslacht Serroelofs in 1480.
- Familie Uuyttergrecht
  - Uuyttergrecht, Hendrik, behoorde in 1485 bij Roodenbeke.

### V
- Familie Del Val of Provoost del Val (van goud met twee afgewende barbelen van keel)
  - Val (del), heer Jozef Frans, graaf, toegelaten in 1708 tot het geslacht Steenweeghs.
- Familie Van Valckenisse
  - Valckenisse (van), heer André Eugeen, toegelaten in 1662 tot het geslacht Coudenberg.
- Familie De Valeriola (gedeeld: van 'azuur met geplante boom van sinopel, vergezeld in het schildhoofd van twee lelies op rij van goud; 2 van goud met drie paalsgewijze geplaatste stokken van sinopel, met zoom geblokt van keel en purper, elk blok van keel beladen met een kruis van zilver)
  - Valeriola (van), Karel Huibrecht Guislein, toegelaten in 1785 tot het geslacht Sweerts.
  - Valeriola (van), Juul Theresa, toegelaten in 1746 tot het geslacht Sweerts.
  - Valeriola (van), Simon Frans, toegelaten in 1749 tot het geslacht Sweerts.
- Familie De Vame
  - Vame (de), heer Antoon, toegelaten op 14 juni 1601 tot het geslacht Sleeus.
- Familie De Varick (van zilver met drie afgerukte leeuwenhoofden van keel, getongd en bekroond van azuur)
  - Varick (de), Filip Adriaan, toegelaten in 1731 tot het geslacht Serhuyghs.
  - Varick (de), Filip Adriaan, burggraaf van Brussel, baron van Sint-Lambrecht en Libersart, heer van Huizingen, Eizingen, Boondaal, Liberchies, enz., toegelaten op 13 juni 1717 tot het geslacht Sleeus.
- Familie Vekemans
  - Vekemans, heer Ferdinand, toegelaten in 1712 tot het geslacht Steenweeghs.
- Familie Van Veen (van goud met drie gaande leeuwen van keel, genageld en getongd van azuur, boven elkaar)
  - Veen (van), Frans Ignatius, toegelaten in 1701 tot het geslacht Serhuyghs.
  - Veen (van), Martin André, toegelaten in 1701 tot het geslacht Serhuyghs.
- Familie Van Velde
  - Velde (van), Jan Dominiek Antoon Jozef, toegelaten in 1716 bij Roodenbeke.
  - Velde (van), Jan Melchior Jozef, heer van Melroy, toegelaten in 1750 bij Roodenbeke.
  - Velde (van), Melchior Norbrecht Karel Ange, toegelaten in 1751 bij Roodenbeke.
  - Velde (van), heer Pieter Dominiek Antoon Jan, toegelaten in 1762 bij Roodenbeke.
  - Velde (van), Theodoor Lodewijk Jozef, toegelaten in 1727 bij Roodenbeke.
  - Velde (van), Melchior Ferdinand Benedict, toegelaten in 1714 bij Roodenbeke.
- Vele geheten Rongman (van azuur met 3 lelies, gesneden voet van zilver, het schildhoofd geschaakt van twee rijen van vairblokjes van 5 stukken van zilver en van sabel van Bijgaarden)
  - Vele geheten Rongman, Willem, in 1376 bij het geslacht Serhuygs
- Familie Verjuys
  - Verjuys, de kinderen van heer Jeroen en dame Maria t'Serroelofs werden waardig verklaard te worden toegelaten tot het geslacht Sweerts, bij beslissing van 3 oktober 1629.
  - Verjuys, heer Theodoor, toegelaten in 1640 tot het geslacht Steenweeghs.
- Familie Verpoorten
  - Verpoorten, Gillis behoorde in 1528 tot het geslacht Serhuyghs.
- Familie Verreycken
  - Verreycken, Jan werd in 1765 verklaard af te stammen van het geslacht Serhuyghs.
  - Verreycken, heer Pieter Ernest, heer van Ruart, toegelaten in 1615 tot het geslacht Serhuyghs.
- Familie Verspilt
  - Verspilt, Herman, toegelaten in 1708 bij Roodenbeke.
- Familie Van Sint-Victor (gevierendeeld: 1 en 4 van azuur met toren van zilver, met zoom geblokt van zilver en van keel; 2 en 3 van keel met de dwarsbalk van zilver, beladen met drie schuinkruisjes van azuur; over de vierendeling heen: een schild van keel met leeuw van zilver, genageld, getong en bekroond van goud, de schouder beladen met een schild van goud in het schildhoofd geschaakt van zilver en sabel)
  - Victor (van Sint), heer Ferdinand, toegelaten in 1652 tot het geslacht Serroelofs.
  - Victor (van Sint), heer Franis, heer van Bommelette, toegelaten in 1655 tot het geslacht Serroelofs.
- Familie Vilain (van sabel, effen, met schildhoofd van zilver)
  - Vilain, Daniël behoorde in 1528 tot het geslacht Serhuyghs.
- Familie Van Villa-Vitiosa
  - Villa-Vitiosa (van), Heer Theodoor Antoon, toegelaten in 1695 tot het geslacht Sweerts.
- Familie Van Villegas (gevierendeeld: 1 van zilver met Florentijns kruis van sabel, geledigd van het veld, aan de zoom geblokt met 16 stukken van keel en zilver, elk blok van keel, beladen met een toren van goud en elk blok van zilver, beladen met een ketel van sabel; 2 van zilver met kruis van keel, beladen met vijf schelpen van zilver; 3 van zilver met vijf aaneengesloten ruiten van keel, geschuind (Van Oppem); 4 van zilver met drie kleine adelaars van sabel)
  - Villegas (van), Balthazar Jozef Ignatius, heer van Estaimbourg, toegelaten in 1745 bij Roodenbeke.
  - Villegas (van), Karel Emmanuel, toegelaten in 1730 bij Roodenbeke.
  - Villegas (van), Ferdinand, baron van Hovorst, heer van Viersel, toegelaten in 1675 bij Roodebeke.
  - Villegas (van), Ferdinand Karel Melchior, toegelaten in 1761 bij Roodenbeke.
  - Villegas (van), Ferdinand Melchior Karel, heer van Aa, toegelaten in 1729 bij Roodenbeke.
  - Villegas (van), Gaspard Bernhard Jan Dominiek, graaf van Sint-Pieters-Jette, toegelaten tot het geslacht van Roodenbeke.
  - Villegas (van), Gaspard Jozef Lieven Guislein, echtgenoot van Maria Theresa van den Broeck, toegelaten in 1757 bij Roodenbeke. (afstamming 101).
  - Villegas (van), Gaspard Melchior, heer van Aa, toegelaten in 1702 bij Roodenbeke.
  - Villegas (van), ridder Jakob Ferdinand, heer van Serville, toegelaten in 1655 bij Roodenbeke.
  - Villegas (van), burggraaf Gaspard Jozef toegelaten in 1712 bij Roodenbeke.
  - Villegas (van), Melchior Jozef Alexander, toegelaten in 1775 bij Roodenbeke.
  - Villegas (van), heer Didace Ferdinand, heer van Bouchout, toegelaten op 4 juni 1655 bij Roodenbeke.
  - Villegas (van), heer Gerard Frans Balthazar, graaf van Sint-Pieters-Jette, baron van Rivière, Ganshoren, Relegem en Ham, toegelaten in 1712 bij Roodenbeke.
  - Villegas (van), heer Paul Melchior, baron van Hovorst vanaf 1675, toegelaten in 1654 bij Roodenbeke.
  - Villegas (van), heer Paul Filip, echtgenoot van Anna Theresa van Kinschot, heer van Luttre, toegelaten in 1691 bij Roodenbeke (afstamming 110).
  - Villegas (van), Filip Melchior Emmanuel, heer van Clercamp, toegelaten in 1720 bij Roodenbeke.
- Familie Van Villers (gevierendeeld: 1/4, van goud met gekarteld schuinkruis van sabel; 2/3 van zilver met dwarsbalk van keel)
  - Villers (van), heer Gerard, Banneret van Villers-Perroin, toegelaten in 1651 tot het geslacht Serhuyghs.
  - Villers (van), N...., burggraaf van Geldenaken, toegelaten in 1760 tot het geslacht Serhuyghs.
- Familie De Visscher (van keel met schuinkruis van goud)
  - Visscher (de), Balthazar, toegelaten in 1650 tot het geslacht Steenweeghs.
  - Visscher (de), Karel Ignatius, heer van Traulez, toegelaten in 168.. tot het geslacht Steenweeghs.
  - Visscher (de), heer Karel Frans Hyacinth, toegelaten in 1771 tot het geslacht Steenweeghs.
  - Visscher (de), heer Ferdinand Filip Ignatius Lodewijk, heer van Schiplaeken, toegelaten in 1739 tot het geslacht Steenweeghs.
  - Visscher (de), heer Jan Baptist Xavier, heer en baron van Celles, toegelaten in 167.. tot het geslacht Steenweeghs.
  - Visscher (de), heer Jozef Albrecht, baron van Celles, toegelaten in 1760 tot het geslacht Steenweeghs.
  - Visscher (de), heer Lodewijk Jozef Antoon, toegelaten in 169.. tot het geslacht Steenweeghs.
- Familie Vits (van goud, in drieën en ente van keel of gemanteld naar binnen gebogen van keel op goud, schildhoofd beladen met een uitkomende leeuw van zilver)
  - Vits, Albrecht, toegelaten in 1685 tot het geslacht Serhuyghs.
  - Vits, heer Karel, toegelaten in 1646 tot het geslacht Sweerts.
  - Vits, heer Karel, toegelaten op 4 mei 1602 tot het geslacht Sweerts.
  - Vits, heer Jan, toegelaten in 1642 tot het geslacht Sweerts.
  - Vits, heer Joost, toegelaten in 1608 tot het geslacht Sweerts.
  - Vits, Filip, toegelaten in 1589 tot het geslacht Sweerts.
- Familie Van Der Vlast
  - Vlast (van der), Abraham, toegelaten in 1526 tot het geslacht Serroelofs.
  - Vlast (van der), Jan, toegelaten in 1486 tot het geslacht Serroelofs.
  - Vlast (van der), Jan, toegelaten in 1596 tot het geslacht Serroelofs.
  - Vlast (van der), Jan, de jonge, toegelaten in 1621 tot het geslacht Serroelofs.
- Familie Van Vlierden
  - Vlierden (van), Adolf toegelaten in 1565 tot het geslacht Serroelofs.
  - Vlierden (van), Balthazar, toegelaten in 1563 tot het geslacht Serroelofs.
  - Vlierden (van), heer Jan, toegelaten in 1585 tot het geslacht Serroelofs.
  - Vlierden (van), heer Filip, toegelaten in 1600 tot het geslacht Serroelofs.
- Familie Vogelweyder
  - Vogelweyder, heer Jan Baptist, toegelaten in 1618 tot het geslacht Steenweeghs.
- Familie Van Volden
  - Volden (van), Jozef Maria Hyacinth Guislein, toegelaten in 1782 tot het geslacht Serhuyghs.
- Familie Van Volxem
  - Volxem (van), Paul, schepen van Brussel, toegelaten in 1452 tot het geslacht Serroelofs.
  - Volxem (van), Paul, schepen van het geslacht Coudenberg in 1452, echtgenoot van Elisabeth Daneels (niet opgenomen door Van der Meulen) (afstamming nr.108)
  - Volxem (van), een andere Paul, schepen van het geslacht Coudenberg, vader van Pieter van Volxem, echtgenoot van Maria Perremans, 15e eeuw (niet opgenomen door Van der Meulen) (afstamming nr.64)
- Familie Van Voorspoel (zes gedwarsbalkte stukken van keel en van hermelijn)
  - Voorspoel (van), Jan behoorde in 1528 niet tot het geslacht Serhuyghs.
- Familie Van der Vorst
  - Vorst (van der), ridder Engelbert, toegelaten op 13 juni 1534 tot het geslacht Sleeus.
  - Vorst (van der), heer Jan, heer van Loonbeke, toegelaten op 13 juni 1562 tot het geslacht Sleeus.
  - Vorst (van der), heer Joost, verschijnt voor de eerste keer in 1567 als behorende tot het geslacht Sleeus.
  - Vorst (van der), mijnheer en meester Karel, toegelaten in 1603 tot het geslacht Serroelofs.
- Familie Vorsthuys (gevierendeeld: 1/4, van keel met toren van goud; 2/3 van zilver met boom van sinopel)
  - Vorsthuys, Cornelis, toegelaten in 1578 tot het geslacht Serhuyghs.
  - Vorsthuys, Willem behoorde in 1528 tot het geslacht Serhuyghs.
  - Vorsthuys, Willem, toegelaten in 1540 tot het geslacht Serhuyghs.
- Familie De Vos
  - Vos (de), Cornelis, toegelaten in 1627 tot het geslacht Sweerts.
  - Vos (de), Jan, toegelaten in 1620 tot het geslacht Sweerts.
  - Vos (de), Libert, toegelaten in 1600 tot het geslacht Sweerts.
  - Vos (de), heer Matthias Jakob, toegelaten in 1687 tot het geslacht Sweerts.
- Familie Vuchts
  - Vuchts, Jan Baptist Maria, toegelaten in 1763 tot het geslacht Serroelofs.
- Familie Vuye
  - Vuye, heer en meester Frans, toegelaten in 1752 tot het geslacht Coudenberg.

### W
- Familie Van Wachelgem (van zavel met dwarsstaand uitgestulpt kruis van zilver, de hoek in het schildhoofd beladen met een schild van zilver met vijf ruiten van keel schuin geplaatst van Van Oppem)
  - Wachelgem (van), Willem, toegelaten in 1569 bij Roodebeke.
  - Wachelgem (van), Hendrik fut toegelaten in 1519 bij Roodebeke.
  - Wachelgem (van), Imbert, toegelaten in 1504 bij Roodebeke.
  - Wachelgem (van), Jan, toegelaten in 1486 bij Roodebeke.
  - Wachelgem (van), Jan, toegelaten in 1561 bij Roodebeke.
  - Wachelgem (van), Jan, toegelaten op 13 juni 1527 bij Roodebeke.
  - Wachelgem (van), Roland, toegelaten in 1561 bij Roodebeke.
- Familie Van Waelhem (van goud met dwarsbalk van keel beladen met 3 schelpen van zilver)
  - Waelhem (van), Jan, toegelaten in 1544 bij Roodebeke.
  - Waelhem (van), Jan, toegelaten in 1556 bij Roodebeke.
  - Waelhem (van), heer Frans, toegelaten in 1587 tot het geslacht Serhuyghs.
  - Waelhem (van), Pieter, toegelaten in 1563 bij Roodebeke.
- Familie Walschaert
  - Walschaert, Jan Baptist Jozef Catharina, werd verklaard af te stammen van het geslacht Coudenberg in 1777.
- Familie Van Walsche
  - Walsche (van), Jan, heer van Bodegem, toegelaten op 6 september 1590 tot het geslacht Coudenberg.
  - Walsche (de), heer Theodoor, toegelaten in 1640 tot het geslacht Coudenberg.
- Familie Wambacq
  - Wambacq, Joost Jozef, toegelaten in 1768 tot het geslacht Steenweeghs.
- Familie De Wandele
  - Wandele (de), Jozef Nicolaas, licenciaat in de rechten, toegelaten in 1736 tot het geslacht Sweerts.
- Familie Van Wansyn (van sabel met twee omgekeerde krachten van zilver, in de rechterbovenschildhoek van hetzelfde beladen met een roos van keel)
  - Wansyn (van), heer Augustijn, toegelaten in 1637 tot het geslacht Coudenberg.
  - Wansyn (van), heer Frans Dominiek, toegelaten in 1681 tot het geslacht Coudenberg.
  - Wansyn (van), heer en meester, toegelaten in 1636 tot het geslacht Coudenberg.
- Familie Warnots
  - Warnots, Jan-Baptist, toegelaten in 1772 tot het geslacht Sweerts.
- Familie Was (gedeeld ingehoekt van zilver en van keel, met in het schildhoofd drie klophamers van goud of zilver, verschillende varianten met breuken)
  - Was, Amelric, toegelaten in 1497 tot het geslacht Sweerts.
  - Was, Filip, toegelaten in 1497 tot het geslacht Sweerts.
  - Was, Pieter behoorde tot het geslacht in 1480 tot het geslacht Sweerts.
- Familie Waterloos
  - Waterloos, Denijs, toegelaten in 1665 bij Roodebeke.
  - Waterloos, meester Adriaan, toegelaten in 1683 bij Roodebeke.
- Familie Van Watermale (van zilver met drie schelpen van keel, met verschillende breuken, gevierendeeld, vrijkwartieren, enz.)
  - Watermale (van), meester Jan, toegelaten in 1487 tot het geslacht Sweerts.
  - Watermale (van), mijnheer Jan, in 1480 niet behorende tot het geslacht Sweerts.
- Familie Van Wavre
  - Wavre (van), Joost, toegelaten op 13 juni 1583 bij Roodebeke.
  - Wavre (van), Meester Pieter, toegelaten op 12 maart 1564 bij Roodebeke.
- Familie Van Weerde (gevierendeeld: 1 en 4 van zilver met drie tonnetjes van sabel, vlammend van natuurlijke kleur bovenaan en boven elkaar; 2 en 3 van sabel met drie aren van goud schuin geplaatst, boven elkaar en schuinlinks)
  - Weerde (van), Antoon behoorde in 1485 tot het geslacht Roodenbeke.
  - Weerde (van), Hyacinth Jan, baron, toegelaten in 1746 tot het geslacht Sweerts.
  - Weerde (van), Jan Daniël Marie Hyacinth, toegelaten in 1775 tot het geslacht Sweerts.
  - Weerde (van), Pieter Guislain Hyacinth Alexander, toegelaten in 1774 tot het geslacht Sweerts.
- Familie Wellemans (van goud met aan beide zijden gekanteelde dwarsbalk en tegengekanteeld van sabel, vergezeld van 3 bijen van hetzelfde)
  - Wellemans, Cornelis, toegelaten in 1626 tot het geslacht Serhuyghs. (zelfde wapens gevierendeeld 2/4 van zilver met 3 malïen van sabel)
  - Wellemans, Jan Baptist, toegelaten in 1625 tot het geslacht Serhuyghs.
  - Wellemans, heer Cornelis, zoon van Cornelis, de voorgaande, toegelaten in 1664 tot het geslacht Serhuyghs. (zelfde wapens gevierendeeld op 2/4 van zilver met 3 maliën van sabel)
- Familie Van Wemmele
  - Wemmele (van), mijnheer en meester Jan Baptist Antoon, advocaat, toegelaten in 1709 bij Roodebeke.
- Familie Van Werckhoven
  - Werckhoven (van), Frans, toegelaten in 1699 bij Roodenbeke.
- Familie Van de Werve  (Gevierendeeld: 1 en 4 van goud met gaand everzwijn van sabel en 2 en 3 van sabel met drie kepers van zilver)
  - Werve (van de), Frans, toegelaten in 1519 tot het geslacht Sleeus.
  - Werve (van de), Gommaar, maakte deel uit van het geslacht in 1511 en volgende tot het geslacht Sleeus.
  - Werve (van de), Gommaar, toegelaten in 1555 tot het geslacht Sleeus tot het geslacht Sleeus.
  - Werve (van de), Gommaar, toegelaten op 13 juni 1550 tot het geslacht Serhuyghs. (zelfde wapens, het schild van Rolibuc over alles heen)
  - Werve (van de), Willem Raymond, burggraaf van Immerseele, toegelaten in 1700 tot het geslacht Coudenberg.
  - Werve (van de), Joost, behoorde in 1534 tot het geslacht Sleeus.
  - Werve (van de), Lodewijk, behoorde in 1535 tot het geslacht Sleeus.
  - Werve (van de), heer Frans, toegelaten in 1598 tot het geslacht Serhuyghs.
  - Werve (van de), Pieter, behoorde in 1557 tot het geslacht Serhuyghs en de volgende jaren to dat van Sleeus.
  - Werve (van de), Pieter, toegelaten in 1550 tot het geslacht Serhuyghs. (zelfde wapens, het schild van Rolibuc over alles heen)
- Familie Wesenbeke (van ...met kruis van...)
  - Wesenbeke, Loenys, in 1376 bij het geslacht Serhuyghs.
- Familie Van Wesembeke (van azuur met dwarsbalk vergezeld van drie bezanten naast elkaar in het schildhoofd en van drie staande lelies, een in de punt, alles van zilver)
  - Wesembeke (van), André, toegelaten in 1655 tot het geslacht Serhuyghs.
  - Wesembeke (van), meester André, toegelaten in 1596 tot het geslacht Serhuyghs.
  - Wesembeke (van), meester André, toegelaten in 1613 tot het geslacht Serhuyghs.
- Familie Van den Winckele (gevierendeeld: 1 en 4 van sabel met een ster van goud daarnaast twee toegewende sikkels van zilver, gesteeld van goud, de snijkant uitgetand; 2 en 3 ingehoekt van zilver en van keel)
  - Winckele (van den), Frans, behoorde tot het geslacht Sweerts in 1480.
  - Winckele (van den), Jan, toegelaten op 13 maart 1578 bij Roodebeke.
  - Winckele (van den), Lodewijk, toegelaten op 13 juni 1587 tot het geslacht Coudenberg.
  - Winckele (van den), meester Adriaan, toegelaten op 13 juni 1587 tot het geslacht Coudenberg.
  - Winckele (van den), meester Karel, toegelaten in 1587 tot het geslacht Coudenberg.
  - Winckele (van den), heer Jakob, toegelaten in 1665 tot het geslacht Coudenberg.
  - Winckele (van den), heer Jan Albrecht, toegelaten in 1630 tot het geslacht Coudenberg.
  - Winckele (van den), heer Pieter, toegelaten in 1667 tot het geslacht Coudenberg.
- Familie Van Winderbeke (van sabel met 6 herkruiste kruisjes van goud, geplaatst 3-2-1)
  - Winderbeke (van), meester Jakob, toegelaten in 1589 tot het geslacht Serhuyghs.
- Familie Winderlinckx (van keel met een zittende hond gehalsband van goud)
  - Winderlincx, Karel, toegelaten in 1603 tot het geslacht Steenweeghs.
  - Winderlincx, mijnheer en meester Jakob, toegelaten in 1635 tot het geslacht Steenweeghs.
  - Winderlincx, mijnheer en meester Nicolaas, toegelaten in 1634 tot het geslacht Steenweeghs.
- Familie Van Winghe
  - Winghe (van), Antoon, toegelaten in 1616 tot het geslacht Steenweeghs.
- Familie De Wint
  - Wint (de), Willem Frans, toegelaten in 172... bij Roodebeke
  - Wint (de), Jan Baptist, toegelaten in 1713 bij Roodebeke.
  - Wint (de), Joost Thomas, echtgenoot van Maria Anna van Bisterveld, toegelaten in 1699 bij Roodebeke. (Afstamming 85).
- Familie De Winter (van azuur met drie kruisjes van goud 4, 3, 2, 1)
  - Winter (de), Jan Baptist, heer van Celles, toegelaten in 167.. tot het geslacht Steenweeghs.
- Familie Wolfaerts (van zilver met drie gaande wolven van zavel)
  - Wolfaert, heer Jan Godfried, toegelaten in 1653 tot het geslacht Serroelofs.
- Familie Wouters (gevierendeeld: 1 en 4 van goud met droge boom van sabel; 2 en 3 van keel met leeuw van zilver)
  - Wouters, Dominiek, toegelaten in 1696 bij Roodebeke.
  - Wouters, Hendrik Dominiek, toegelaten in 1730 bij Roodebeke.
  - Wouters, Hieronymus, toegelaten in 1591 tot het geslacht Steenweeghs.
  - Wouters, Jan Baptist, toegelaten in 1696 bij Roodebeke.
  - Wouters, Jan Frans, toegelaten in 1774 bij Roodebeke.
  - Wouters, Jozef Abraham, toegelaten in 1783 bij Roodebeke.
  - Wouters, Lodewijk, pastoor van Tielt, toegelaten in 1765 tot het geslacht Serhuyghs.
- Familie Van den Wouwere (van goud met vier dwarsbalken van azuur, met vrijkwartier van zilver, beladen met drie kepers van keel)
  - Wouwere (van den), heer Ignatius Godfried, toegelaten in 1677 bij Roodebeke.
  - Wouwere (van den), heer Filip, heer van Haren, toegelaten in 1655 bij Roodebeke.
  - Wouwere (van den), heer Filip Jeroen, toegelaten op 7 juni 1669 bij Roodebeke.

### X
- Familie Xavier
  - Xavier, heer Jan Filip, toegelaten in 1686 tot het geslacht Coudenberg.
  - Xavier, heer Filip Albrecht, toegelaten in 1686 tot het geslacht Coudenberg.

### Y
- Familie Van Yssche (van goud met drie lelies, met afgesneden voet van sabel)
  - Yssche (van), Jan, toegelaten in 1634 bij Roodebeke.

### Z
- Familie De Zadaleere (van sabel met geschaakt schuinkruis van zilver en van keel)
  - Zadaleere (de), Frans Jozef, toegelaten in 1791 bij Roodebeke.
  - Zadaleere (de), Jozef Frans, toegelaten in 1706 bij Roodebeke.
  - Zadaleere (de), Lodewijk Jozef, toegelaten in 1731 bij Roodebeke.
- Familie Van Zeebroeck
  - Zeebroeck (van), Jan in 1482 tot het geslacht Sleeus.
  - Zeebroeck (van), meester Gillis, behoorde in 1482 tot het geslacht Sleeus.
- Familie Van Zeelandre (van goud met arend van sabel, met dwarsbalk van azuur beladen met twee smalle golvende dwarsbalken over alles heen)
  - Zeelandre (de), heer Karel Filip, toegelaten in 1669 tot het geslacht Serhuyghs.
  - Zeelandre (de), heer Robrecht Frans, toegelaten in 1663 tot het geslacht Serhuyghs.
- Familie Van der Zennen
  - Zennen (van der), Jan, behoorde niet tot het geslacht Sweerts in 1480.
- Familie Van Zinnick (van zilver, met eik van sinopel, de stam van de boom verstrengeld met een slang van azuur)
  - Zinnick (van), Adriaan, toegelaten op 29 mei 1626 tot het geslacht Sleeus.
  - Zinnick (van), Albrecht, toegelaten op 13 juni 1640 tot het geslacht Sleeus.
  - Zinnick (van), Willem, toegelaten in 1626 tot het geslacht Sleeus.
  - Zinnick (van), Willem, zoon van Adriaan, toegelaten in 1629 tot het geslacht Sleeus.
  - Zinnick (van), Lodewijk, kapitein in dienst van Z.H., toegelaten op 7 mei 1643 tot het geslacht Sleeus.
  - Zinnick (van), heer Alexander, toegelaten op 7 juni 1643 tot het geslacht Sleeus.
  - Zinnick (van), heer Frans, zoon van Frans, toegelaten op 13 juni 1626 tot het geslacht Sleeus.
  - Zinnick (van), heer Frans, heer van Koekelberg, toegelaten op 29 mei 1626 tot het geslacht Sleeus.
  - Zinnick (van), heer Nicolaas, toegelaten op 13 juni 1668 tot het geslacht Sleeus.
- Familie De Zoete (van zilver met zes kruisjes van keel 3, 2, 1; in het schildhoofd van goud beladen met een uitkomende adelaar van sabel)
  - Zoete (de), Antoon, toegelaten in 1602 tot het geslacht Coudenberg.
  - Zoete (de), meester Filip, toegelaten in 1606 tot het geslacht Coudenberg.
  - Zoete (de), heer Antoon, toegelaten in 1638 tot het geslacht Coudenberg.

## Heerlijkheden die toebehoorden aan leden van de Brusselse Geslachten
Om lid van de oligarchie van de Brusselse geslachten te kunnen worden, mocht men geen ander beroep uitoefenen: men hoorde uitsluitend te leven van zijn rentes. Tal van leden van de geslachten waren ook heren en leefden van de inkomsten van hun feodale rechten.
Op grond van de telling door Désiré van der Meulen is hierbij een lijst opgemaakt van verschillende heerlijkheden van leden van de geslachten. Deze heerlijkheden waren ongeveer overal verspreid in Brabant, zowel het Nederlandstalige als het Waalse gedeelte, en getuigen van de economische macht van de stad Brussel en van haar Brusselse geslachten, die ook het eigendomsrecht hadden over een aanzienlijk deel van de Brabantse gronden.
Hieruit blijkt op overtuigende wijze dat niet zozeer Antwerpen, verarmd ten gevolge van de sluiting van de Schelde, als wel Brussel de werkelijke economische hoofdstad van de Zuidelijke Nederlanden was.
Naast de naam der heerlijkheden is de naam van de maagschap vermeld. Zoveel als mogelijk is de moderne Nederlandse spelling van een plaatsnaam gekozen.
- Aa (de Tribolet, Villegas)
- Alsingen (van Horenbeke)
- Altena (des Pomereaux)
- Annecroix (Huysman)
- Antwerpen (markiezaat van) (van Beughem)
- Assonville (van Caverson)
- Attenrode (de Man)
- Baardegem (de Martigny)
- Beersel (de Man)
- Belle (Huysman)
- Berchem (Locquenghien)
- Berg (Steelant)
- Bergen (Longin)
- Berlegem (de Rodouan)
- Bernonsart (Madoets)
- Blanckenaer (van Heusden gen. van Elshout)
- Bodegem (de Walsche, Fierlant)
- Bois-Jean (du Bois de Fienne)
- Bommelette (de Saint-Victor)
- Boondaal (de Varick)
- Borchgravenbroeck (Charliers)
- Bornival (van der Dussen)
- Boechout (van Laethem, van Transil, Villegas)
- Boucquet (Francquen)
- Brussel (burggraafschap) (de Varick)
- Buken (van Christynen)
- Buisseret (Charliers)
- Bulloy (Orts)
- Buizingen (Micault)
- Buzet (van Reynegom)
- Calenelle (Marotte)
- Carloo (van der Noot)
- Celles (de Visscher, de Winter)
- Chasteleer (du Chasteler)
- Château (de BreGillis)
- Chesnoy (van Nuffel)
- Clercamp (Villegas)
- Coelen (van der Dussen)
- Coensbergh (van Reynegom)
- Coquerie (La) (de Bretel)
- Corbais (Hinckaert)
- Court-au-Bois (la) (d’Olmen)
- Court-Saint-Étienne (van Laethem)
- Cruyckenbourg (de Fourneau, t’Serclaes)
- Delval (de Beeckman)
- Diegem (van Brecht)
- Droissel (de Launay)
- Drogenbos (Hertewyck)
- Duras (van der Noot)
- Duynen (van Nuffel)
- Eekhoven (van den Heetvelde)
- Elewijk (Baronaige)
- Erps (de Boisschot)
- Esscheloo (Reynegom)
- Estaimbourg (Villegas) `
- Everbeek (de Fourneau)
- Everberg (de Busleyden)
- Einthout (van Spoelberg)
- Eizingen (de Varick)
- Fauconval (de Bernhard)
- Fléchières (Brambilla)
- Ganshoren (van der Eycken, Villegas)
- Geldenaken (de Villers)
- Gentinnes (d’Udekem)
- Gentisart (van Reynegom)
- Gete (de Coutereau)
- Ghelin (Bruno Caraccioli)
- Gierts (de Busleyden)
- Glabbeek (de Cottereau, de Flodorp)
- Gomont (Arrazola de Oñate)
- Gooik (Baronaige, Taye)
- Groot-Bijgaarden (Estor, van den Tymple, de Boisschot)
- Grosbergh (Bavière-Grosbergh)
- Habbeke (de Fourneau)
- Haren (van den Wouwere, Madoets)
- Hagedoorn (van Gaethoven)
- Haine (van Senst)
- Ham (Villegas)
- Hamme (van Hamme)
- Harcourts (Schotte)
- Havenguarde (de Martigny)
- Den Haag (de Gottignies)
- Heembeek (van Oss)
- Heetveld (van Reynegom, Quarré)
- Herent (t’Serclaes, van der Ee)
- Herenthout (van Reynegom)
- Herlaar (Dongelberge, van Reynegom)
- Herzeeuw (Baronaige)
- Heukelom (van Eynatten)
- Heinsbroek (van Nuffel)
- Hobruge (de Man)
- Hoeleden (Locquenghien)
- Honzem (Huysman)
- Hoberghe (Quarré)
- Hove (des Pomeraux)
- Hovorst (Villegas)
- Huldenberg (de Baudequin)
- Huizingen (Micault, de Varick)
- Immerseele (van de Werve)
- Impel (van Reynegom)
- Geten (de Coutereau)
- Jette (van der Eycken)
- Kestergat (van der Dussen)
- Klabbeek (de Coutereau)
- Korbeek-Lo (Donghelberghe, van den Heetvelde)
- Kiezegem (van der Noot)
- Koekelberg (van Zinnick)
- Kraainem (Baronaige, van den Heetvelde)
- Lacre (van de Biestate)
- Laken (Blitterswyck)
- Laethove (van Impde)
- Lennik (beide) (de Man)
- Liberchies (de Varick)
- Libersart (de Varick)
- Limelette (van Ursel)
- Loddyck (de Man)
- Lodelinsart (van den Eede)
- Lombeek (de Fourneau)
- Lomprez (de la Douwe)
- Londerzeel (Boot)
- Loonbeek (van der Vorst)
- Loupoigne (de Mol)
- Loyens (van Grave)
- Luttre (Villegas)
- Sint-Gertrudis-Machelen (de Gottignies)
- Malèvre (Stradio)
- Melis (Alvaredo y Bracamonte)
- Melroy (van Velde)
- Melsbroek (Locquenghien)
- Merchtem (Pipenpoy)
- Meise (de Gottignies)
- Mollem (de Fraye)
- Montigny (de Launay)
- Moorsrolle (van Impde)
- Moortsele (Loyens)
- Mothe (la) (Huysman)
- Mothe au Bois (la) (van Senst)
- Mouillerie-Nuyenhove (de Lalaing)
- Mousty (de Spanghe)
- Nederbrulle (van Paffenrode)
- Neder-Hespen (van Assche)
- Nederokkerzeel (t’Serclaes)
- Neerwinden (van de Biestrate)
- Neerijse (de Gottignies)
- Neufcour (Huysman)
- Nevele (della Faille)
- Nieuwenhove (Berlo, de Steenhout)
- Nossegem (de Keysere, van Nevele)
- Odomont (Charliers)
- Oetingen (de Mol)
- Ohain (de Lalaing)
- Olmen (Happart)
- Oostkerk (de Corte)
- Opdorp (de Marselaer, Aerts)
- Ophalfen (t’Serclaes)
- Oppem (van T’Sestich, van der Beken)
- Over-Hespen (van Assche)
- Pepingen (Raveschot)
- Perk (Baronaige, Marselaer, Steelant)
- Peterbroek (Geeraerts)
- Peutie (de Baudequin)
- Poederlee (de Steenhuys)
- Putte (van der Stegen)
- Queue (La) (Joost t’Kint)(°9-10-1682/+5-3-1761) schepen van Brussel, van het geslacht Serhuygs in 1726.
- Quiévrain (Marotte)
- Relegem (Villegas)
- Rèves (Donghelberghe)
- Rithoven (de Broechoven)
- Rivière (van der Eycken, Villegas)
- Rivieren (de Mailly)
- Rollant (de Mol)
- Rommerswael (van der Gracht)
- Ruart (Verreycken)
- Sint-Joris (van der Eycken)
- Sint-Lambrecht (de Varick)
- Sint-Pieters-Jette (Villegas)
- Sint-Remigius (d’Olmen)
- Sanghen (de la Douwe)
- Sart (Le) (de Herzelles)
- Schavenberg (van Dongelberghe)
- Schiplaken (de Visscher)
- Schoonhoven (van Eynatten, van der Noot)
- Serville (Villegas)
- Sint-Jansbos (Huys)
- Sint-Lambrechts- en Sint-Pieters-Woluwe (d'Armstorff)
- Sint-Ulriks-Kapelle (de l’Espinoy)
- Sint-Winoksbergen (de Longin, Schotte)
- Sombeke (Boot)
- Stabroek (van Glymes)
- Stakenburg (van Reynegom)
- Stalle (de la Douwe, de Mailly, van Hamme)
- Steen (Duquesnoy)
- Steenkerke (de Gottignies)
- Steenwerve (de Boccabella)
- Stokkel (van Male)
- ten Bos (Powis)
- Terbrugghe (Hinckaert, Burbure)
- Termeeren (des Cordes, de Man)
- Ternat (de Fourneau)
- Terwaan (de l’Espinoy)
- Tielen (van Baexem)
- Tildonk (van den Heetvelde, l’Archier)
- Thy (Huys, de Ghistelles)
- Tiberchamps (Ryckewaert)
- Tourneppe (Micault)
- Traulez (de Visscher)
- Ulleberg (Streignaert gen. Karel)
- Ursel (van Doetinghem)
- Veltem (Boote)
- Viersel (Villegas)
- Vieuxsart (de Beeckman)
- Villers-Peroin (de Villers)
- Vorselaar (Proost)
- Vrechem (van der Noot)
- Waalsberg (Baert)
- Waarbeke (van Steenhout)
- Waasmont (van Uffele)
- Walcourt (de Man)
- Wambeek (de Fourneau)
- Wannik (van der Noot)
- Wegerwalle (du Bois)
- Wemmel (Taye)

### Algemene werken
- Curiositeyten raekende de geslachten van Brussel, Brussel, omstreeks 1650.
- Ch. Dens, Le dossier d'un candidat tot het geslacht de Caudenberg en 1752, in, "Annales de la société d'archéologie de Bruxelles", XXXI, 1923, blz. 23-27.
- Christopher Gerard, Aux Armes de Bruxelles, Lausanne, éd. L’Âge d’Homme, 2009, blz. 49-50 en 94.
- Philippe Godding, Heers fonciers bruxellois (ca. 1250-1450), in Cahiers bruxellois, 1959, blz. 194 tot 223 en 1960, blz. 1 tot 17 en 85 tot 113.
- J. van der Maelen, Les sept lignages de Bruxelles, in "Collection des Précis Historiques", 1859, blz. 329-333 en 348-355.
- Désiré van der Meulen, Liste des personnes et des families toegelatenes aux Lignages de Bruxelles, depuis le XIVe jusqu’en 1792, Antwerpen, Sermon, 1869, in-f°.
- Henry-Charles van Parys, Schéma d'une étude juridique sur les lignages de Bruxelles, in Recueil du IVe Congrès International des Sciences Généalogiques et Héraldiques, 1958, blz. 429-437.
- Erycius Puteanus, Bruxella septennaria, Brussel, 1646.
- Joseph de Roovere, Le manuscrit de Roovere conservé au Fonds Général du Cabinet des Manuscrits de la Bibliothèque Royale de Belgique. Filiations reconnues sous l'Ancien Régime pour l'admission aux Lignages de Bruxelles, uitgave van M. Paternostre de La Mairieu, met een inleiding van Henri-Charles van Parys, Grandmetz, 2e deel, 1981-1982 (Tablettes du Brabant, Recueils X et XI).
- N. J. Stevens, Recueil généalogique de la familie de Cock, Brussel, 1855.
- Burggraaf Terlinden, Coup d'oeil sur l'histoire des lignages de Bruxelles, in, Présence du passé, deel II, 1949.
- Baudouin Walckiers, Filiations lignagères contemporaines, Brussel, 1999.
- Henry-Ch. van Parys en François de Cacamp,Généalogies des families inscrites aux Lignages de Brussel en 1376, d'après les travaux de J. B. Houwaert et d'après les sources originales, Brussel, 1957-1971, 10 dln.
- Gabriël Van Canneyt en Yves De Heyn, "De zeven geslachten van Brussel", in: Familiekunde Vlaanderen regio Westkust - Driemaandelijkse Nieuwsbrief, Jaargang 11, 2011, blz. 47-49.

### Heraldiek
- Damien Breuls de Tiecken, Armorial bruxellois, Brussel, 2009.
- Georges Dansaert, L'armorial des roys-d'armes A. F. Jaerens et Ch. J. Beydaels, Luik, Dessain en Brussel, Boekhandel De Nobele, 1945.
- Fortuné Koller, Armorial ancien et moderne de Belgique, Dison, Imprimerie G. Lelotte, 1979.
- J. B. De Raadt, Sceaux armoriés des Pays-Bas Méridionaux et des pays avoisinants, 1897-1903, 4 dln.
- Dr. Georges Spelkens, "Armorial du lignage Serhuyghs" in Les lignages de Bruxelles, Brussel, nr. 13-14, jaargang 1964.
- Graaf (Wenceslas) de T'Serclaes, "Florilège de jetons armoriés bruxellois", in Les Lignages de Bruxelles, Brussel, nr. 159, jaargang 2007, blz. 193-218; nº 160, jaargang 2007, blz. 225-249; nº161, jaargang 2008, blz. 257-270.
- Burggraaf van Varennes, Armorial des Bourgmestres de Bruxelles, Brussel, 1921.
- Baudouin Walckiers, Les Marselaer à travers cinq siècles, Brussel, 2009 (bevat talrijke beschrijvingen en tekeningen in kleur van wapens).

## Voetnoten en referenties
1. ↑  Beknopte weergave van de woorden van de drie eden die de kandidaten dienden te zweren teneinde toegang te krijgen tot de uitoefening van burgerlijke, militaire en economische ambten. Wat de eed betreft die diende te worden afgelegd om een "burgerlijk" ambt als schepen in de wacht te slepen, dienden alle leden van de geslachten zich tijdens de jaarlijkse "Keuse" van de nieuwe stedelijke "magistraat", die tien dagen voor de feestdag van Johannes de Doper in de Iden van juni plaatsvond, "zich erop toe te leggen om, indien het lot hen onder de vier kiesgerechtigden aanwijst, in eer en geweten de beste, de verstandigste en de meest nuttige voor de Heilige Kerk, de hertog, de stad en het geslacht uit te kiezen". Aanbevolen lectuur: H. C. van Parys, "La Keuse ou vote des lignages pour l'échevinage" in Les Lignages de Bruxelles, Brussel, 1968, blz. 21 tot 28.
2. ↑  In de Griekse steden verenigden de phratriai, zoals de curiæ in de Romeinse, de afstammelingen van een gemeenschappelijke voorouder: ze werden door een phratriarch bestuurd en de leden werden phrateres genoemd. Ook in Brussel werden de leden van de gilde van lakenwervers, die de economische macht van de geslachten vertegenwoordigden s'Gildens Broeders of Broeders van de gilde genoemd. Deze structuur kan worden vergeleken met die van de "clans" in Schotland. Aanbevolen lectuur: M. Guarducci, L'istituzione della fratria nella Grecia antica, 1937.
3. ↑  Thomas More, Utopie, naar de Franse vertaling van Marie Delcourt, boek II, Parijs, Flammarion, 2009, blz. 339: "Trente familles élisent chaque année un magistrat que l'on appelait syphogrante dans l'ancienne langue du pays et phylarque à présent".
4. ↑  GDML.be
5. ↑  Les sept lignages de Bruxelles, in L'Éventail, mei 2009, blz. 92 tot 94: "sa vitalité est aussi l'indice d'une survie: celle de la ville médiévale en filigrane de la grande capitale de l'Europe."
6. ↑  Liste des personnes et des families admises aux Lignages de Bruxelles, depuis le XIVe siècle jusqu'en 1792, Antwerpen, Sermon, 1869, in-f°
7. ↑  Bronnen: Leo Lindemans, « Aanvullingen bij de genealogie Evenepoel », in Eigen Schoon en De Brabander nr. 10/11/12 okt.-nov.-dec. 1989; J. Th. de Raadt « Sceaux armoriés des Pays-Bas et des pays avoisinants », Brussel 1897, deel II, blz. 194; « Les registres van het geslacht Sweerts – admissions et résolutions », par Nicole Decostre & autres, Ed. Genealigicum belgicum (« G.B. 5 »), Brussel, 1964, blz. 48-58; « Les juridictions scabinales dans le Duché de Brabant (des origines à la fin du XVè siècle) » door Raymond Byl (Université Libre de Bruxelles), Puf, 1965), blz. 89.
8. ↑  Aangaande deze drie varianten, zie: baron de Ryckman de Betz en burggraaf Fernand de Jonghe d'Ardoye, Armorial et biographie des chanceliers et conseillers de Brabant, deel IV, Hombeek, Kasteel van Egleghem, 1957 (Tablettes du Brabant, Recueil 4), blz. 994, 1068, 1069, 1174. (gulden rad); Brabantica, IX, 1144: zilveren rad met zes spaken; Dr. Georges Spelkens, "Armorial du lignage Serhuyghs" in Les lignages de Bruxelles, Brussel, nr. 13-14, jaargang 1964 (wapens van meester Willem van Langendonck, 1657: zilveren rad, vijf spaken). Georges Dansaert, Armorial: gulden rad; Henne en Wauters, geïllustreerde uitgave, tekening van de wapens: zilveren rad met zes spaken. Verwijzingen overgenomen van Damien Breuls de Tiecken, Armorial bruxellois, Brussel, 2009, sub verbo, die elk van de varient vermeldt.
9. ↑  Baron de Ryckman de Betz en burggraaf Fernand de Jonghe d'Ardoye, Armorial et biographie des chanceliers et conseillers de Brabant, deel IV, Hombeek, kasteel van Egleghem, 1957 (Tablettes du Brabant, Verz. 4), blz. 1069.
10. ↑  Bronnen: « Les registres du lignage Sweerts – Admissions et résolutions », par Nicole Decostre & autres, Ed Genealigicum belgicum (« G.B. 5 »), Brussel, 1964, blz. 78: tekst en nota nr. 100; Jean-Baptiste Houwaert, Liber familiarum, Koninklijke Bibliotheek van België, Ms.Ii6601 folio 291
11. ↑  Vincentius van Senft en zijn broeders Christiaan en Frans zijn de zonen van Antoon van Senft, afkomstig uit Duitsland, kamerheer van Maria van Hoengarie, geadeld door Keizer Karel op 8 januari 1532, en van Jonckvrouw Maria van de Voorde. Te lezen : Henry-Charles van Parijs, La garde bourgeoise de Bruxelles, Brussel, 2001, blz. 228.
12. ↑  De familie de of van Stalle (van keel aanziend van hermelijn) is een natuurlijke vertakking van het Huis van Brabant afstammend van Hendrik van Stalle, onecht kind van Willem van Leuven, heer van Perwez en Ruisbroek, zelf zoon van Godfried III van Leuven.